# Personaggi di The Vampire Diaries
Questa voce contiene un elenco dei personaggi presenti nella serie televisiva The Vampire Diaries.

## Personaggi principali

### Elena Gilbert
Elena Gilbert, interpretata da Nina Dobrev, doppiata da Alessia Amendola. È una ragazza di 17 anni che ha perso i genitori a causa di un incidente stradale. Inizia a innamorarsi di Stefan Salvatore, che le rivela di essere un vampiro, e scopre di essere la discendente di "Katherine Pierce", la donna che trasformò i fratelli Salvatore. Elena e Katherine sono le doppelgänger di Amara. Alla fine della terza stagione viene trasformata in vampira. Lascia Stefan perché innamorata di Damon e, alla fine della sesta stagione, ritorna umana dopo aver preso la cura per l'immortalità. Poco dopo Kai la fa cadere in un sonno profondo che viene sciolto da Bonnie nell'episodio finale della serie. 

### Stefan Salvatore
Stefan Salvatore, interpretato da Paul Wesley, doppiato da Stefano Crescentini. È un vampiro trasformato all'età di 17 anni da una donna di nome Katherine Pierce, nel lontano 1864. Tornato a Mystic Falls, incontra Elena e se ne innamora, incuriosito dalla sua somiglianza con Katherine. A differenza del fratello Damon, si nutre di sangue animale perché nutrirsi di sangue umano lo rende uno squartatore. Stefan è il doppelgänger dello stregone Silas, il primo essere immortale della storia. Dopo la rottura con Elena, Stefan trascorre molto tempo da solo prima di rendersi conto di amare Caroline.

### Damon Salvatore
Damon Salvatore, interpretato da Ian Somerhalder, doppiato da Niseem Onorato. È un vampiro e il fratello maggiore di Stefan. Venticinquenne, venne trasformato anch'egli da Katherine, di cui entrambi i fratelli Salvatore erano innamorati. È un uomo attraente, affascinante e donnaiolo ed estremamente cinico, amante delle ragazze e del divertimento. Appare spesso con un'aria molto annoiata. Ha provato per più di un secolo un profondo amore per Katherine, la sua creatrice che ha sempre creduto morta. Quando scopre che la donna è viva e che lo ha solo preso in giro, inizia a provare interesse per Elena, facendo nascere una rivalità con suo fratello Stefan. È lui ad uscirne vincitore quando Elena lascia Stefan perché ricambia l'amore di Damon. La loro storia d'amore viene bruscamente interrotta quando Kai fa addormentare Elena, la quale si risveglia soltanto nel finale della serie.

### Katherine Pierce
Katherine Pierce, interpretata da Nina Dobrev, doppiata da Alessia Amendola. Nata Katerina Petrova, è la donna che trasformò in vampiri i fratelli Salvatore nel 1864. Sebbene Damon sia convinto che fosse stata rinchiusa in una cripta, Katherine in realtà riuscì a fuggire e a mettersi in salvo per conto proprio, sparendo senza lasciare traccia. Nella seconda stagione torna a Mystic Falls per rapire Elena e consegnarla a Klaus in cambio del perdono dell'Originale. Nel finale della quarta stagione, dopo aver assunto la cura per l'immortalità, ritorna umana. Muore nella quinta stagione, uccisa da Stefan, ma ritorna nel finale della serie per vendicarsi.

### Jeremy Gilbert
Jeremy Gilbert, interpretato da Steven R. McQueen, doppiato da Alessio Puccio. È il fratello minore (in realtà cugino) di Elena; dopo la morte dei genitori inizia a drogarsi e a frequentare brutte compagnie con Vicki, la sorella di Matt, della quale è innamorato. Quando Vicki viene trasformata in vampiro da Damon e poi uccisa davanti ai suoi occhi perché ha perso il controllo, Elena fa soggiogare il fratello da Damon, convincendolo che Vicki ha lasciato la città. Jeremy comincia così una nuova vita lontano dalla droga. Incontra Annabelle Zhu, la figlia di uno dei vampiri imprigionati nella cripta, e se ne innamora; scoprendo della morte di Vicki e dell'esistenza delle creature soprannaturali, chiede ad Anna di trasformarlo, e la ragazza gli dona una fiala del suo sangue prima di venire uccisa. Jeremy cercherà di utilizzare la fiala per diventare un vampiro, ma senza successo. Nella seconda stagione si innamora di Bonnie e inizia ad uscire con lei, mentre dalla terza è in grado di vedere i fantasmi e di collegarsi con l'aldilà. Successivamente diventa un Cacciatore della Fratellanza dei Cinque, muore ucciso da Silas, ma Bonnie lo riporta in vita. Nella sesta stagione se ne va da Mystic Falls per andare a cacciare vampiri in giro per il mondo.

### Jenna Sommers
Jenna Sommers, interpretata da Sara Canning, doppiata da Claudia Catani (stagioni 1-2) e Rossella Izzo (episodio 5x11). È la zia di Elena e Jeremy, e si prende cura dei due ragazzi dopo la morte dei loro genitori. Sbadata e maldestra, inizialmente fa fatica ad adattarsi alla sua nuova vita come tutrice, a causa anche della sua giovane età. Si innamora di Alaric che la terrà, assieme agli altri, all'oscuro di tutto. Questo causerà molti problemi alla coppia, alimentati anche dal continuo atteggiamento ambiguo di John Gilbert (cognato di Miranda, sorella maggiore di Jenna, e padre biologico di Elena), che tenterà in tutti i modi di ostacolare Alaric e la relazione tra i due, instillando in Jenna il dubbio che il suo fidanzato non sia stato sincero riguardo alla morte di sua moglie Isobel. Solo verso la fine della seconda stagione Jenna scoprirà l'esistenza dei vampiri e il ruolo chiave della famiglia Gilbert nella vicenda, riuscendo a perdonare Alaric per il suo comportamento evasivo, ma muore sacrificata da Klaus, poco dopo essere stata da lui vampirizzata. Nella terza stagione, Esther rivela che Jenna, pur essendo morta come vampira, è rimasta totalmente pura e ha trovato la pace. Nel primo copione del pilot, il cognome di Jenna è Moyer e ha 29 anni.

### Bonnie Bennett
Bonnie Sheila Bennett, interpretata da Katerina Graham, doppiata da Francesca Manicone. È la migliore amica di Elena, insieme a Caroline. Discende da una famiglia di streghe e, grazie agli insegnamenti di sua nonna, inizia a praticare piccoli incantesimi. La sua antenata Emily, una strega molto potente, fu la serva di Katherine nel 1864. La sua magia accresce sempre di più fino a quando un incantesimo di resurrezione la porta alla morte. In seguito Bonnie resuscita e diventa l'Ancora tra il mondo dei vivi e l'Altra Parte. Quando sta per morire a causa del collasso dell'Altro Lato, grazie a sua nonna, invece di morire viene spedita in uno dei mondi prigione della congrega Gemini, portando con sé Damon. Lì torna ad essere una strega e riesce a tornare nel mondo dei vivi. Ha un'intensa storia d'amore con Enzo.

### Caroline Forbes
Caroline Forbes, interpretata da Candice Accola, doppiata da Gemma Donati. È la migliore amica di Elena e Bonnie. È stata trasformata in vampiro da Katherine nella seconda stagione quando ha avuto un incidente mortale. È la figlia di Liz Forbes, lo sceriffo di Mystic Falls, e di Bill Forbes e fa parte di una delle famiglie fondatrici. Nella prima stagione inizia una relazione con Matt che termina a causa della sua trasformazione. Successivamente, si avvicina a Tyler e i due iniziano una relazione che termina quando lui scopre che Caroline prova dei sentimenti per Klaus e ha fatto l'amore con lui. Nella sesta stagione, Caroline spegne la sua umanità a causa della morte di sua madre e appena la riaccende capisce di provare qualcosa per Stefan. I due iniziano una relazione nella settima stagione. Con un incantesimo rimane incinta delle gemelle di Alaric, portate nel suo grembo dalla Congrega Gemini dopo la morte di Jo.

### Matt Donovan
Matthew "Matt" G. Donovan, interpretato da Zach Roerig,chiamato "l'immortale" doppiato da Edoardo Stoppacciaro. È l'ex fidanzato di Elena, fratello minore di Vicki e migliore amico di Tyler. Fa parte della squadra di football del liceo, ama le auto ed è un bravo meccanico. Inizia una relazione con Caroline, che la ragazza rompe una volta trasformata in vampira, per poi tornare sui suoi passi. Dopo aver scoperto il vampirismo della ragazza, la lascia e i due tornano ad essere amici. In seguito ha un'avventura con Rebekah e una storia d'amore con Penny Ares, ma entrambe non vanno a finire bene. Matt mette sempre gli amici al primo posto e non esita a rischiare la vita per proteggerli. Nonostante sia l'unico tra i protagonisti a essere sprovvisto di poteri, cerca sempre di rendersi utile nell'esecuzione dei piani dei suoi amici. Alla fine della serie diventa lo sceriffo di Mystic Falls.

### Vicki Donovan
Victoria "Vicki" Donovan, interpretata da Kayla Ewell, doppiata da Federica De Bortoli (stagioni 1 e 3) e Maria Letizia Scifoni (stagioni 5 e 8). È la sorella di Matt. Fidanzata trascurata di Tyler, ha una relazione con Jeremy. È una ragazza tormentata e affetta da dipendenza da droghe. Ha sempre risentito, molto più del fratello, dell'assenza di figure genitoriali stabili nella sua vita, dato che la madre è sempre fuori città mentre il padre non lo ha mai conosciuto. Viene trasformata in vampiro da Damon e poi uccisa da Stefan, poiché divenuta troppo violenta. Elena e i Salvatore fanno credere a tutti che abbia lasciato la città, ma il suo corpo viene in seguito ritrovato nel bosco da Caroline. La polizia la dichiara morta per overdose, poiché il Consiglio dei Fondatori vuole nascondere che Vicki era stata vampirizzata. Dopo la sua morte appare come fantasma a Jeremy nell'ultimo episodio della seconda stagione. Nella terza stagione continua ad apparire a Jeremy e comunica anche con il fratello Matt, e si scopre che nell'altro mondo ha fatto la conoscenza di Esther, che le ha promesso di riportarla in vita se ucciderà Elena per impedire a Klaus di creare i suoi ibridi. Matt e Bonnie con un esorcismo la rimandano dall'Altra Parte, il purgatorio dove finiscono le anime delle creature soprannaturali, capendo che è diventata troppo pericolosa. Nella quinta stagione il suo spirito viene risucchiato all'Inferno, dal quale esce nell'ottava stagione per aiutare Katherine nel suo piano diabolico di vendetta finale.

### Tyler Lockwood
Tyler Lockwood, interpretato da Michael Trevino, doppiato da Marco Vivio. È il migliore amico di Matt e il figlio del sindaco Richard Lockwood. Fa parte della squadra di football del liceo ed è un ragazzo arrogante, violento e prepotente. Ciò è dovuto al suo rapporto col padre, che pretende sempre troppo ed è spesso violento nei suoi confronti, spingendolo a esserlo altrettanto con gli altri perché pensa che solo così ne otterrà il rispetto. È discendente di una delle famiglie fondatrici della città, i Lockwood, sulla cui testa pende la maledizione della licantropia. Lui stesso, durante la seconda stagione, si trasforma in lupo mannaro, attivando il gene con un omicidio involontario. Nella terza stagione lui e Caroline inizieranno una relazione, inoltre Klaus lo trasformerà in un ibrido, per metà vampiro. In seguito lui e Caroline si lasceranno a causa della sete di vendetta di Tyler contro Klaus, per via del fatto che quest'ultimo si è macchiato dell'omicidio di sua madre. Tyler non riesce a sconfiggerlo, inoltre scopre che Caroline e Klaus hanno avuto una breve storia, e questo pone fine alla loro relazione. Nel finale della quinta stagione muore a causa della magia dei Viaggiatori, ma torna in vita grazie a Bonnie, scoprendo di essere tornato un normale licantropo con il gene inattivo. All'inizio della sesta stagione si scopre che prova dei sentimenti per la strega Liv (ricambiati) e i due cominciano una relazione. Successivamente si lasciano perché Liv, dopo la morte del fratello Luke nella fusione, vuole uccidere Kai. Visto che quest ultimo era diventato capo dei Gemini, Liv sarebbe morta nel tentativo di ucciderlo, così Tyler la lascia perché lei preferisce morire che stare con lui. Nel finale della sesta stagione, però, Tyler riattiva il gene della licantropia uccidendo Liv (che gli aveva chiesto di farlo, perché ormai in fin di vita), per usare il potere rigenerativo del lupo e salvarsi dalla ferita mortale che lo stava uccidendo. Dopo questi avvenimenti decide di lasciare Mystic Falls. Damon, nell'ottava stagione, sotto il controllo di Sybil, lo uccide. Nel copione originario del primo episodio, si chiamava Tyler Stratton.

### Alaric Saltzman
Alaric "Rick" Saltzman, interpretato da Matthew Davis, doppiato da Vittorio Guerrieri. È il nuovo insegnante di storia del liceo di Mystic Falls, dopo la morte del professor Tanner (ucciso da Damon). Nato il 4 febbraio 1976 a Boston, discende da una famiglia di immigrati tedeschi che si insediarono in Texas nel 1755. Trasferitosi in città per indagare e trovare informazioni sui vampiri, cerca inizialmente vendetta nei confronti di Damon, colpevole di aver vampirizzato sua moglie Isobel, la madre naturale di Elena, ma dopo una serie di avvenimenti instaura un rapporto di amicizia e collaborazione con il vampiro, Alaric è infatti il miglior amico di Damon. Ha avuto una relazione con Jenna Sommers e, dopo la morte di quest'ultima, inizia a frequentare Meredith Fell. Dalla terza stagione è membro del Consiglio dei Fondatori e diventa poi un vampiro Originale. Muore insieme a Elena essendo legato alla vita di quest'ultima, per poi risorgere nella quinta stagione. Nella sesta stagione ritorna ad essere un umano e a lavorare al Whitmore College; inizia anche a uscire con Jo, l'insegnante di medicina dell'università, per poi scoprire che è una strega. Alaric la metterà incinta, poi le chiederà di sposarlo, ma il fratello gemello di Jo, Kai, la uccide il giorno del suo matrimonio, però la congrega di Jo salverà i gemelli che la donna aspettava, trasferendoli nel grembo di Caroline. Al termine della gravidanza nascono Josie e Lizzie, che vengono cresciute congiuntamente da Alaric e Caroline.

### Klaus Mikaelson
Niklaus "Klaus" Mikaelson, interpretato da Joseph Morgan, doppiato da Emiliano Coltorti. È un vampiro Originale, fratellastro minore di Freya, Finn e Elijah e maggiore di Kol, Rebekah e Henrik. Fu sua madre Esther a trasformarlo, come i suoi fratelli, in un vampiro, ma essendo nato da una relazione adulterina tra la madre e un lupo mannaro, questo fa di Klaus sia un vampiro che un licantropo, cioè l'Ibrido Originale. Esther lo maledisse rendendo dormiente la sua natura da lupo mannaro e impedendogli così di poter far pieno uso dei suoi poteri. Da secoli tenta di spezzare l'incantesimo per mezzo di un rituale (per il quale è necessario sacrificare un vampiro, un lupo mannaro e una doppelgänger Petrova) che completa alla fine della seconda stagione, svegliando la sua natura di licantropo. Nella quarta stagione si innamora di Caroline, ma si trasferisce a New Orleans con Hayley. Riappare brevemente nella quinta stagione – dove lui e Caroline fanno l'amore, dandosi il loro definitivo addio – e nella settima – dove salva Stefan dalla cacciatrice Rayna Cruz. Nel finale della serie scrive una lettera a Caroline.

### Enzo St. John
Lorenzo "Enzo" St. John, interpretato da Michael Malarkey, doppiato da Alessio Cigliano, e da Andrea Mete (episodio 5x9). È un vampiro originario dell'Inghilterra. Abbandonato in un orfanotrofio all'età di quattro anni, nel 1903 si ammalò di tubercolosi, ma la madre di Damon e Stefan, Lily Salvatore, lo trasformò. Nello stesso anno sbarcò in America, ma venne catturato dalla fondazione Augustine, che lo tenne prigioniero per decenni. Cinque anni di prigionia li passò con Damon negli anni cinquanta; nonostante i due avessero progettato di scappare, solo Damon riuscì a fuggire ed Enzo è stato liberato solamente nel 2013, dopo oltre 70 anni di torture. Lui e Damon tornano a essere amici e decidono di vendicarsi della fondazione Agustine, prendendo di mira il professor Wes Maxfield e Aaron Whitmore. Dopo la morte di entrambi, Enzo decide di cercare la sua amata Maggie, per poi scoprire che è stata uccisa dal suo amico Damon. Dopo averlo scoperto, perde il controllo, spegne la propria umanità e inizia una battaglia contro Damon e Stefan. Quest'ultimo lo uccide, ma Enzo torna in vita grazie all'aiuto di Bonnie, della quale successivamente si innamora. Nell'ottava stagione viene nuovamente ucciso da Stefan.

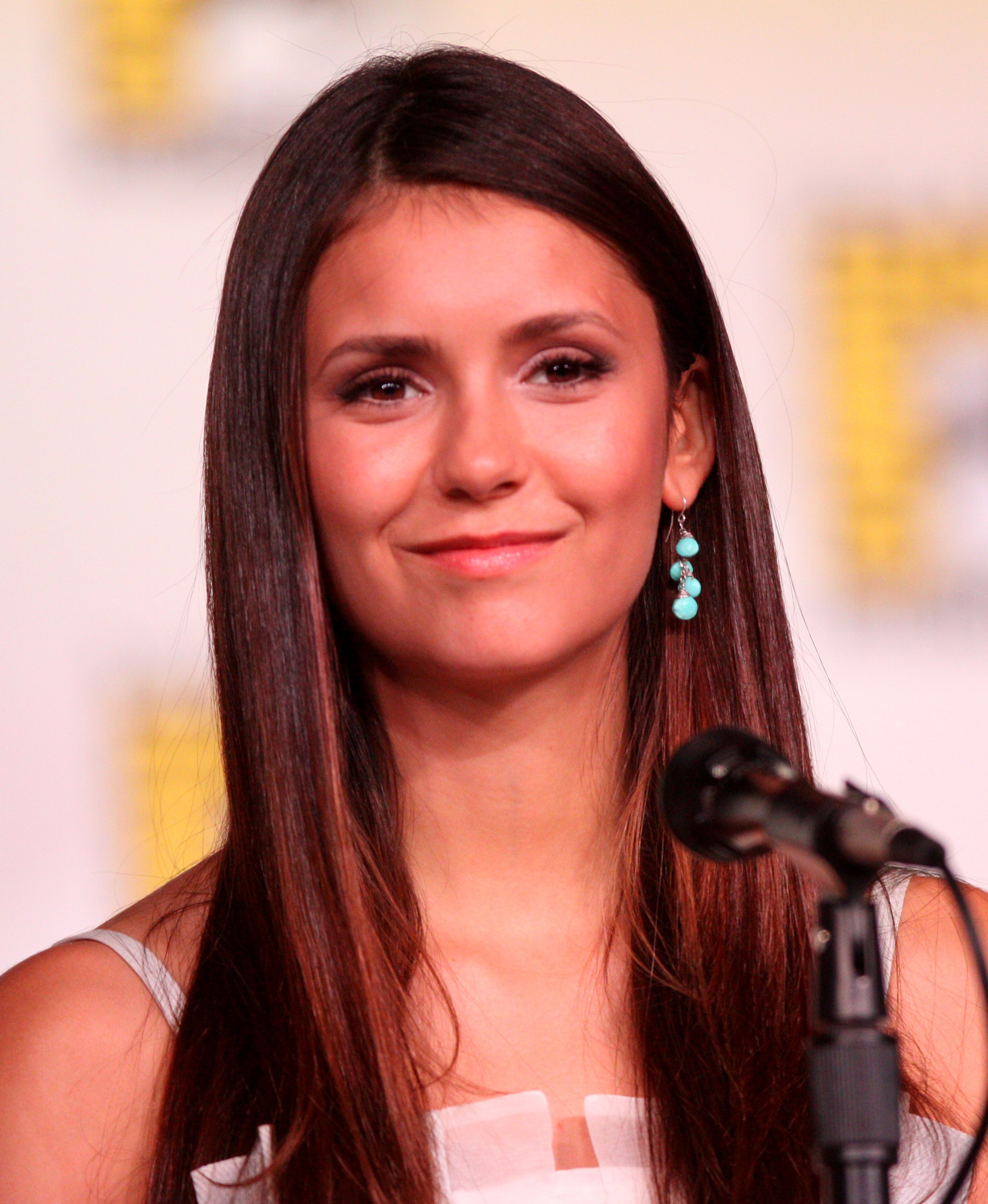
Nina Dobrev interpreta Elena Gilbert e Katherine Pierce.
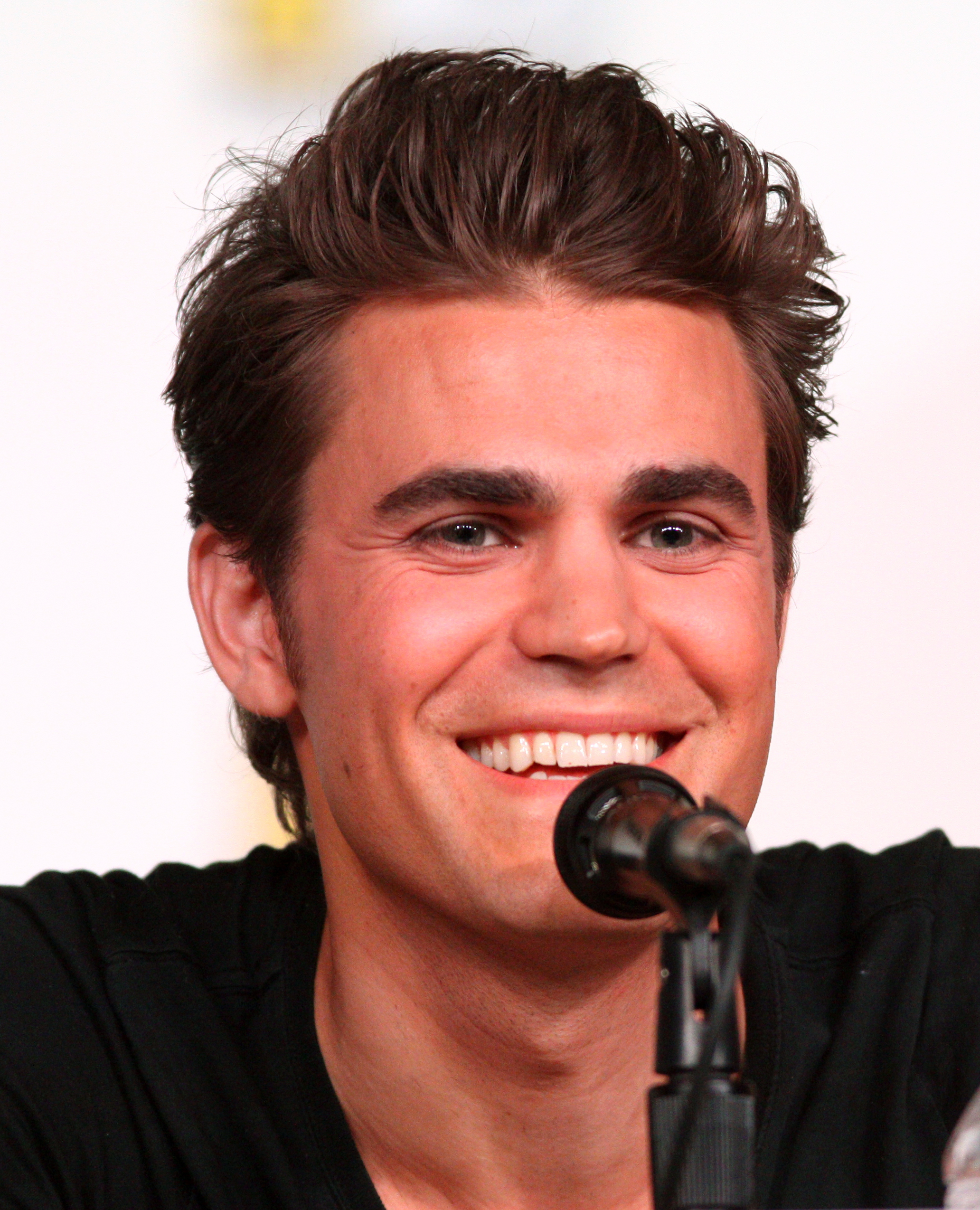
Paul Wesley interpreta Stefan Salvatore.
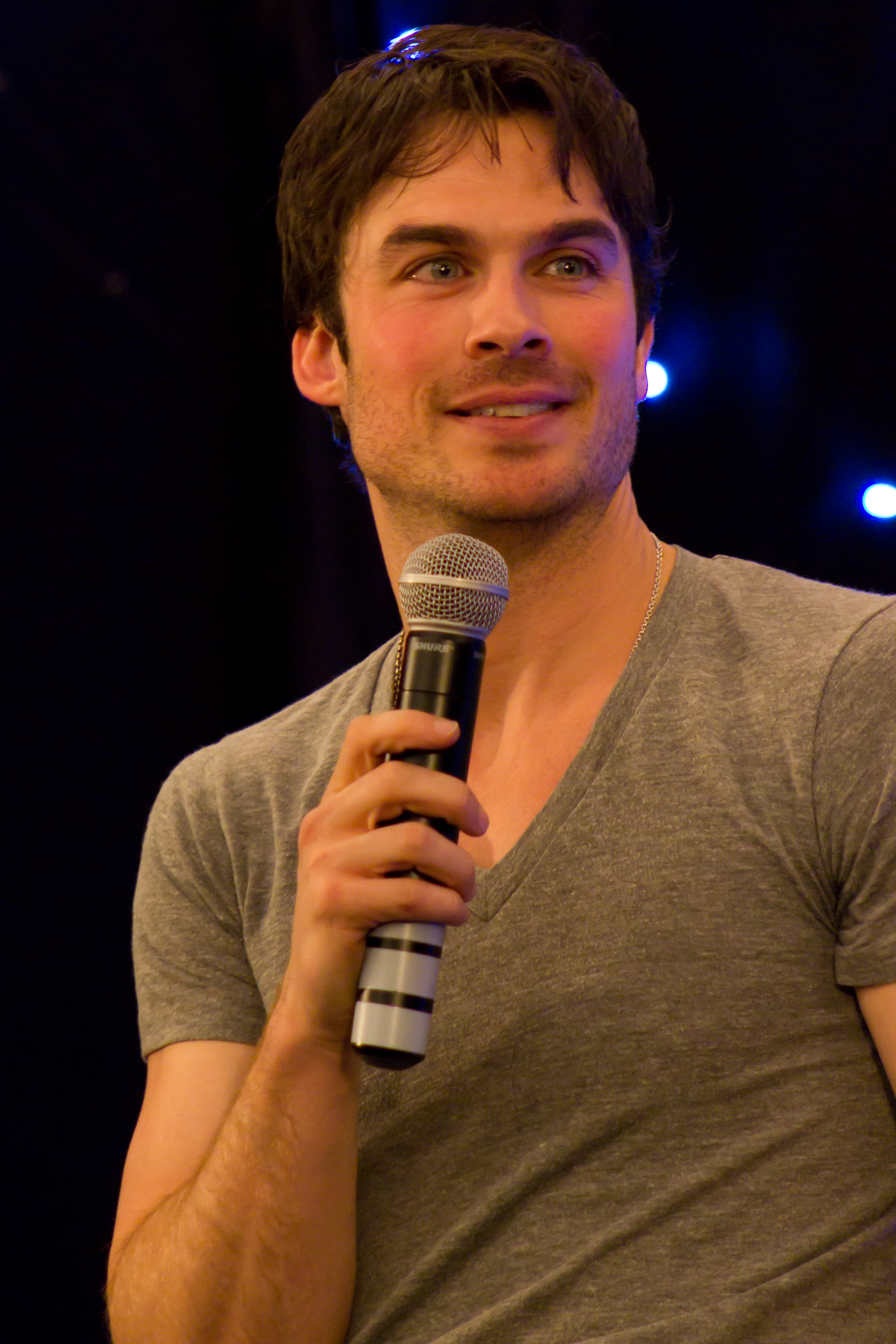
Ian Somerhalder interpreta Damon Salvatore.
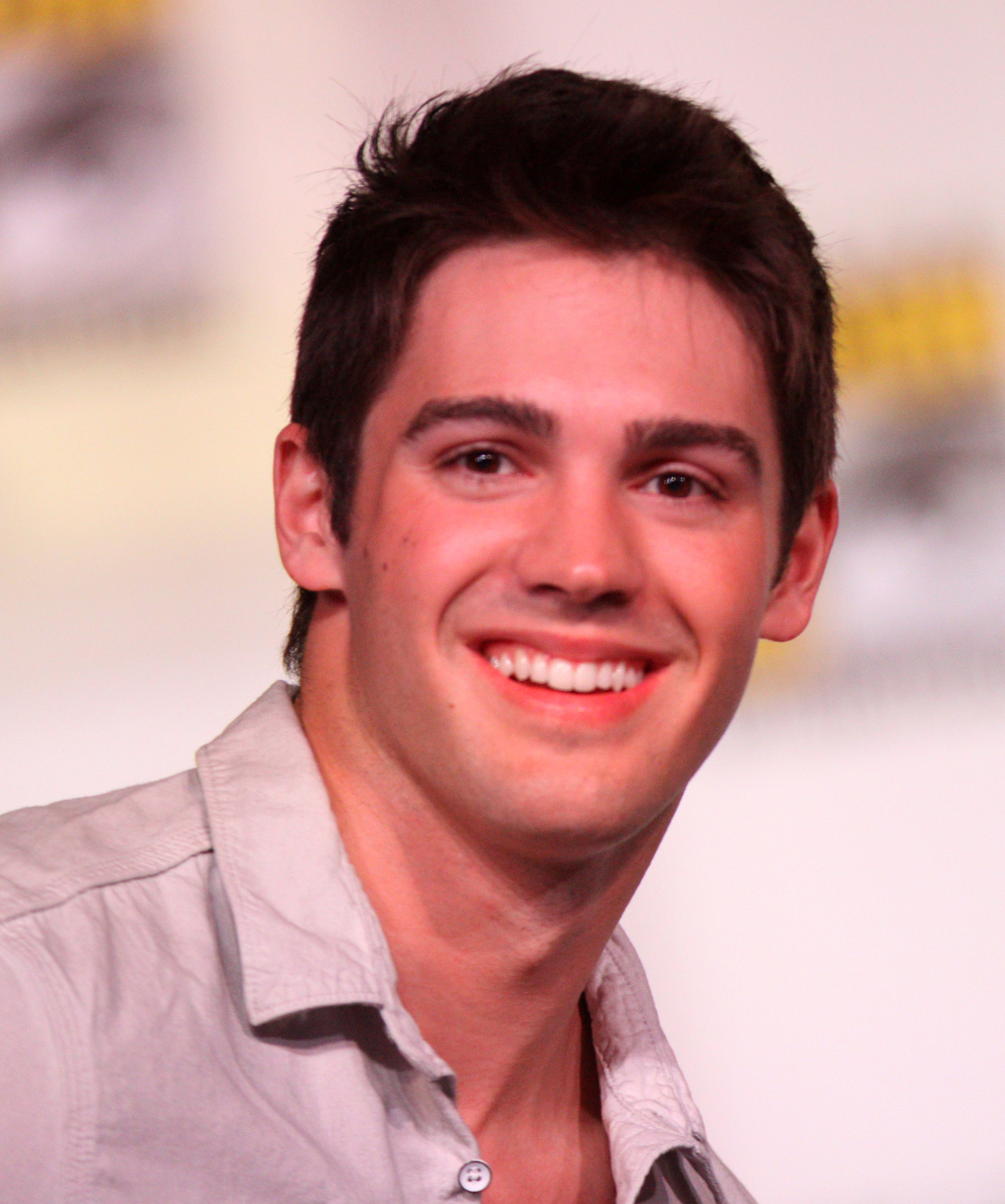
Steven R. McQueen interpreta Jeremy Gilbert.
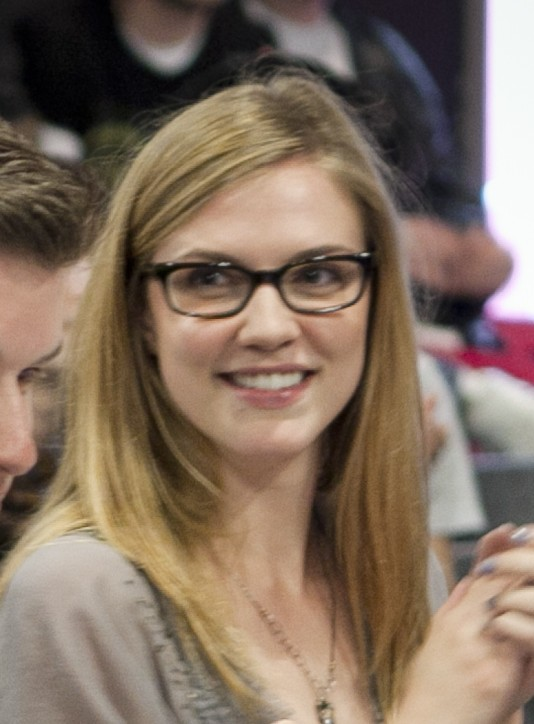
Sara Canning interpreta Jenna Sommers.
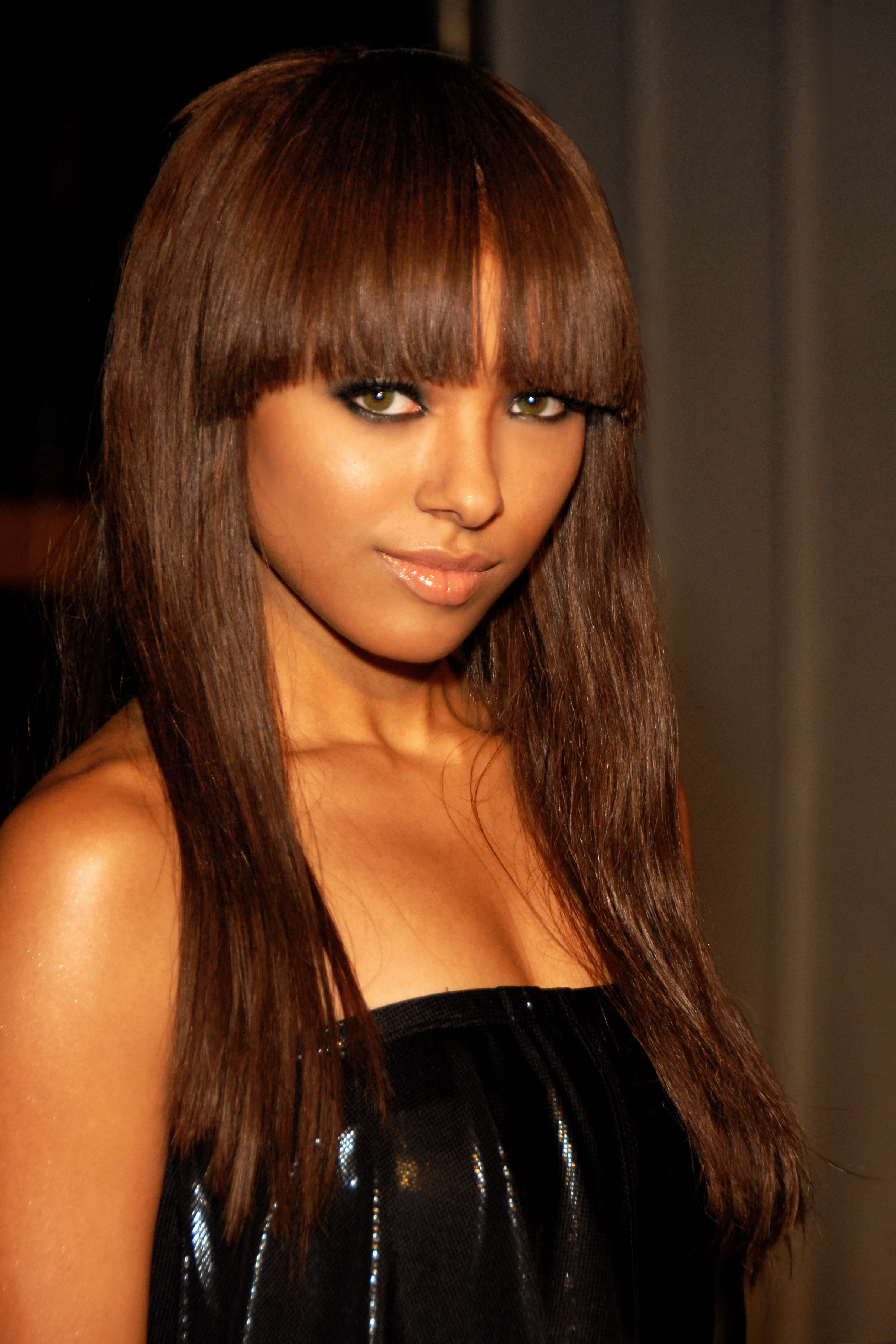
Katerina Graham interpreta Bonnie Bennett.
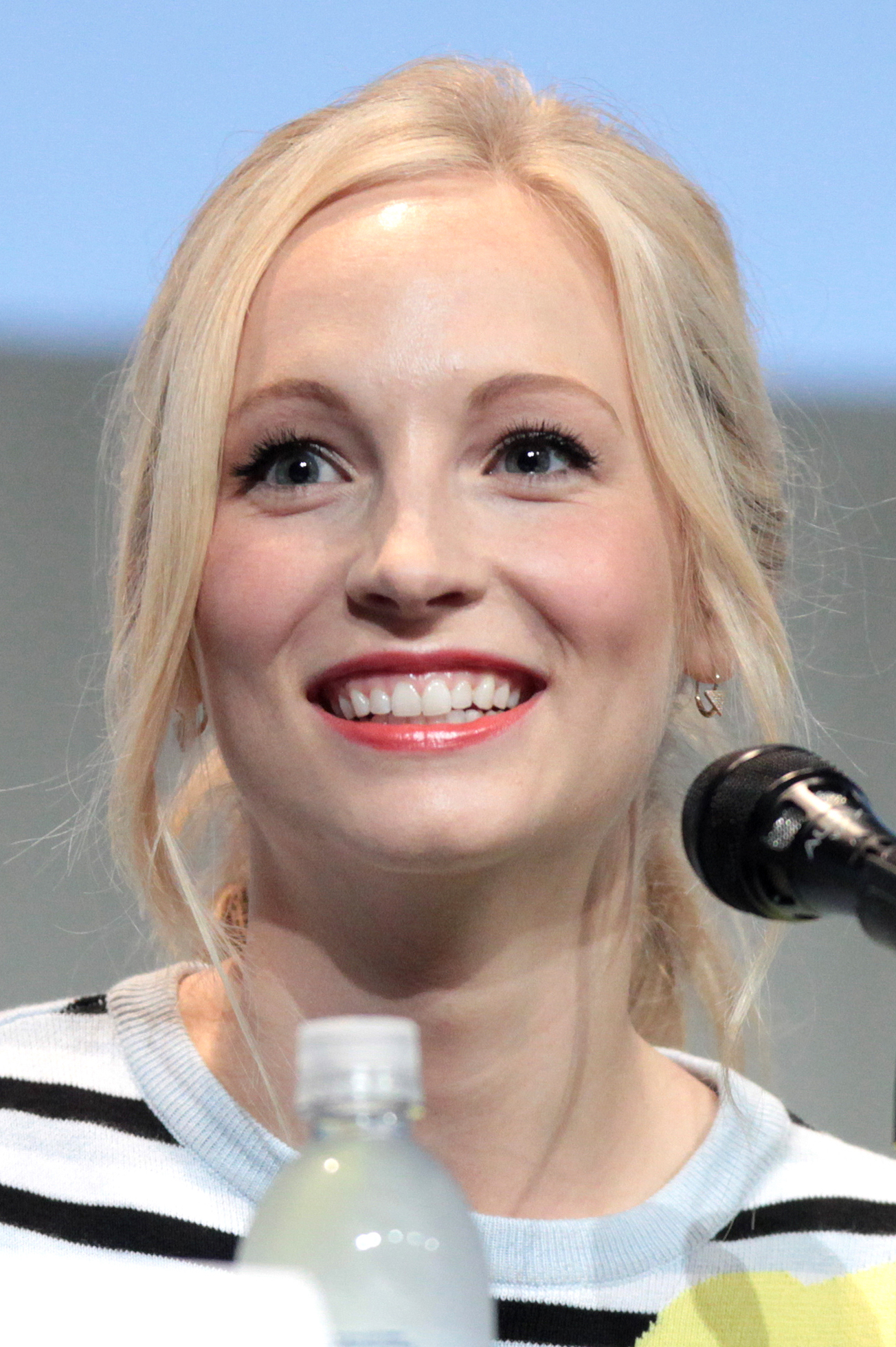
Candice Accola interpreta Caroline Forbes.
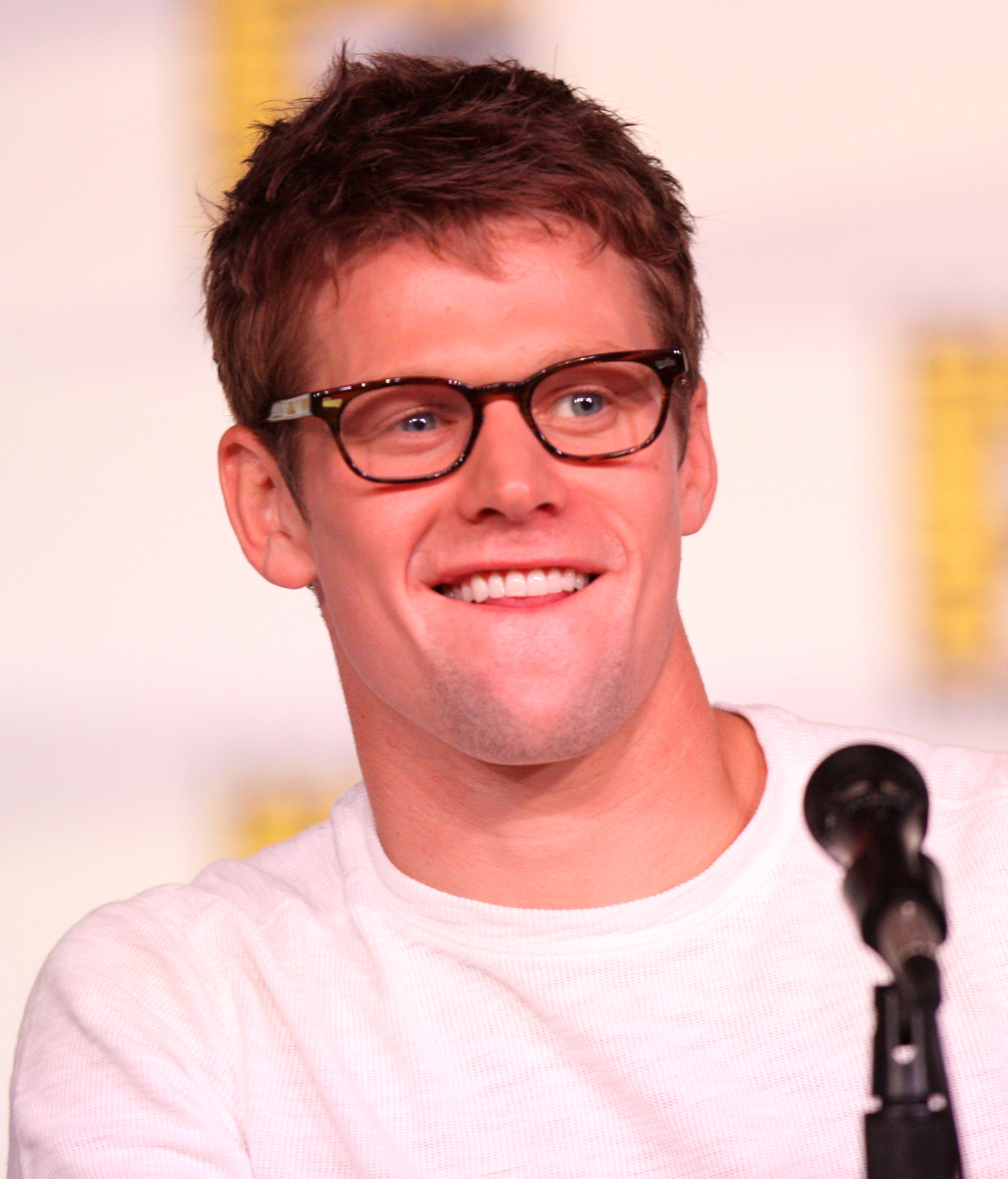
Zach Roerig interpreta Matt Donovan.
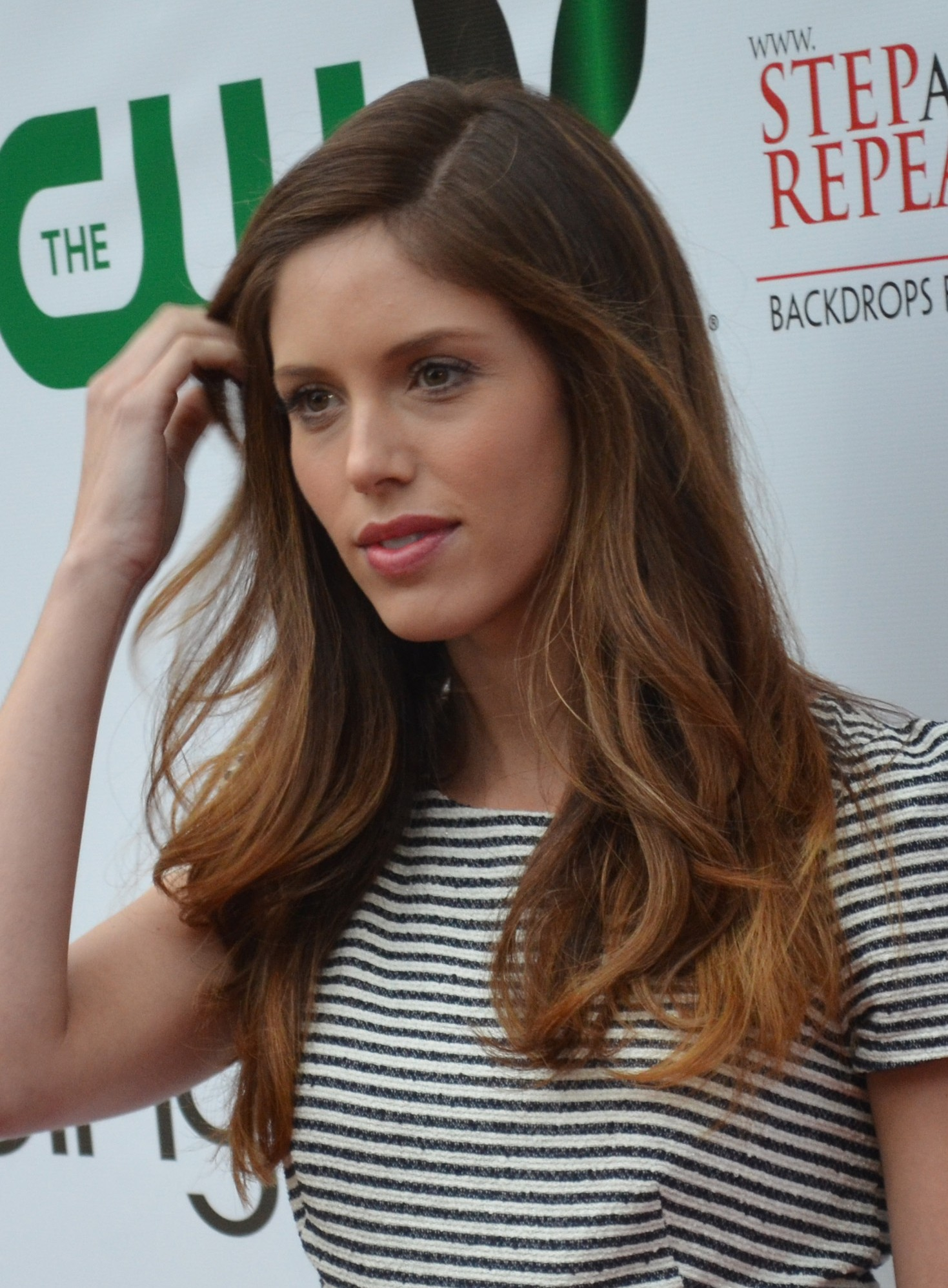
Kayla Ewell interpreta Vicki Donovan.
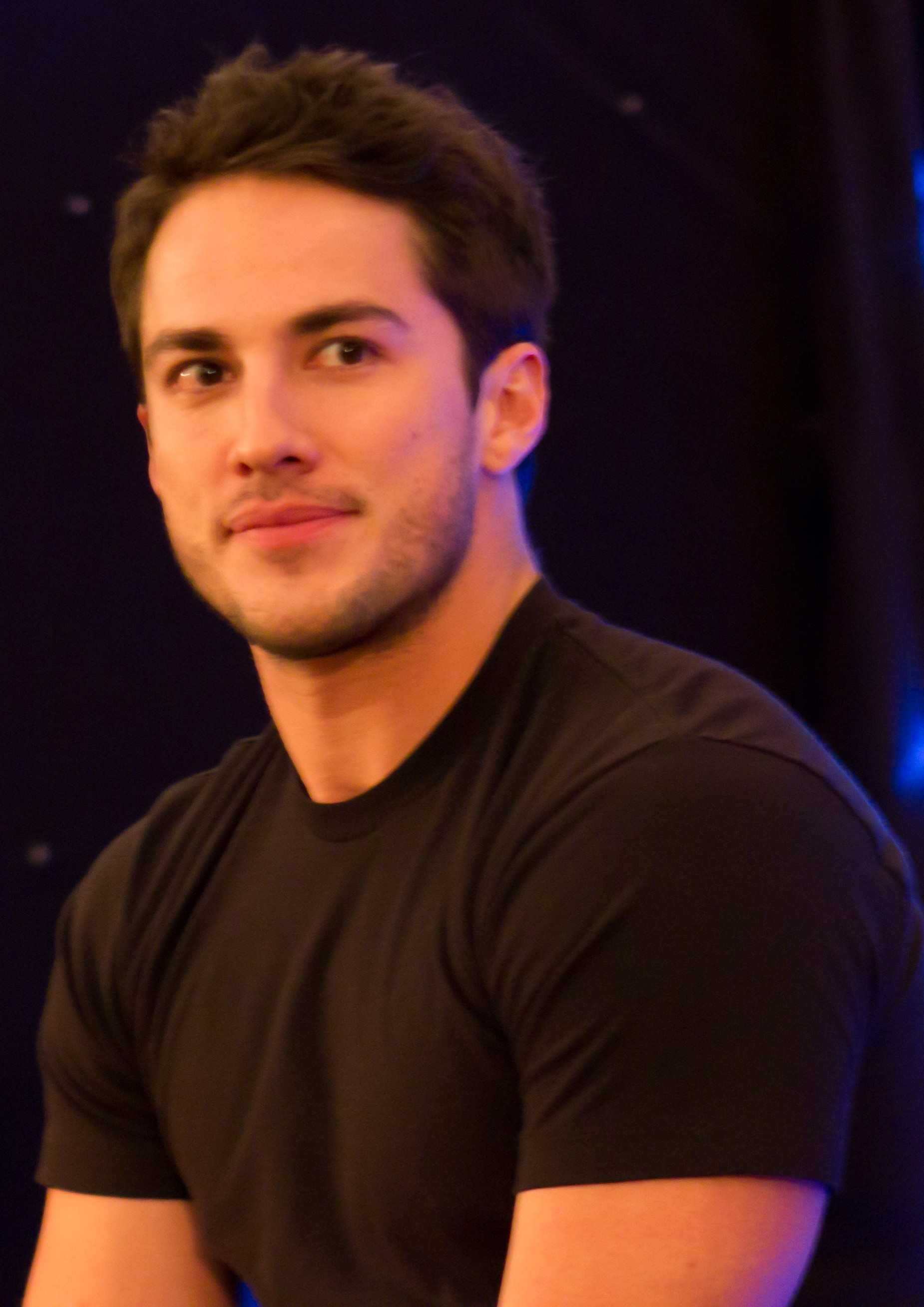
Michael Trevino interpreta Tyler Lockwood.
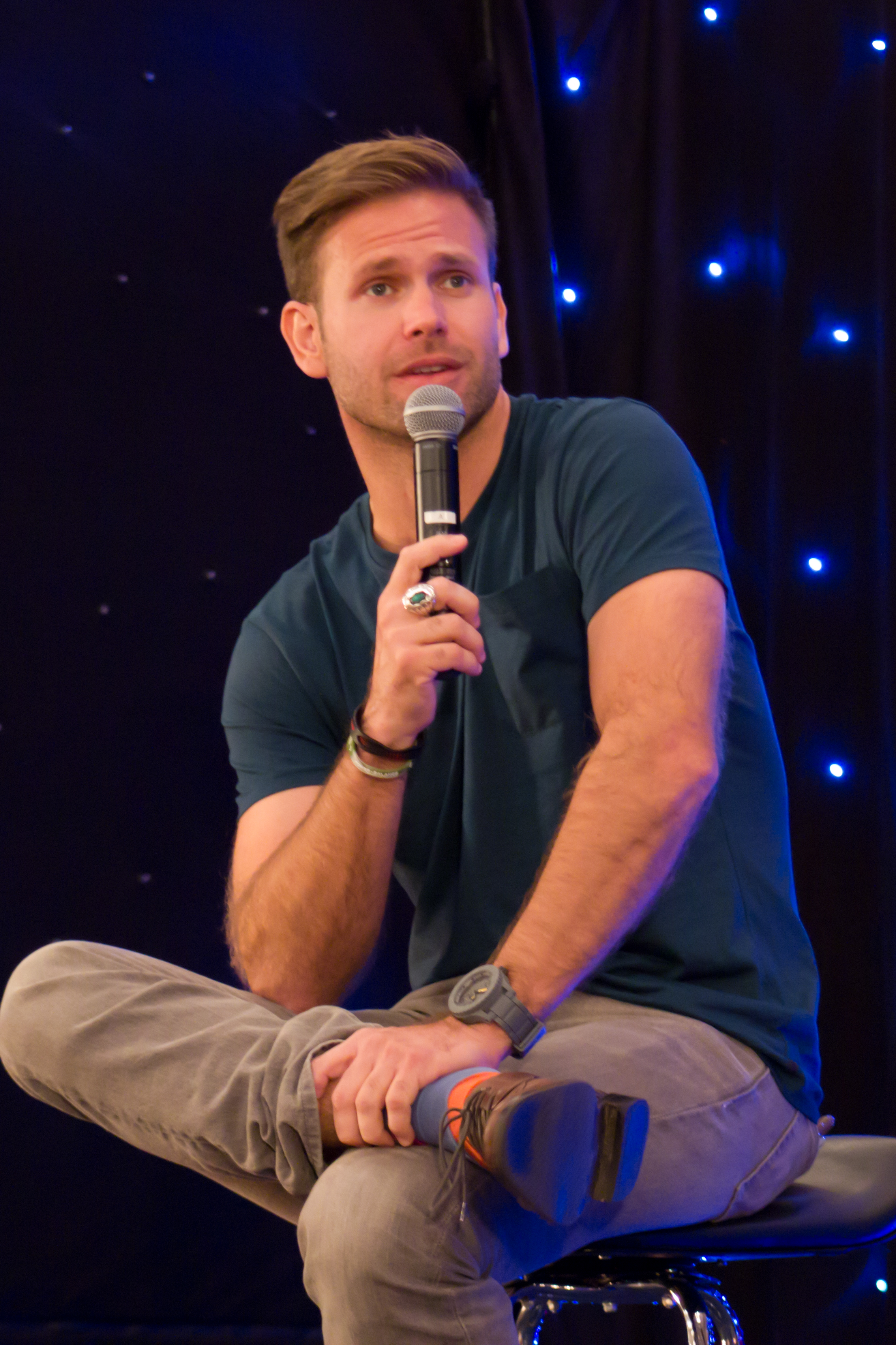
Matt Davis interpreta Alaric Saltzman.
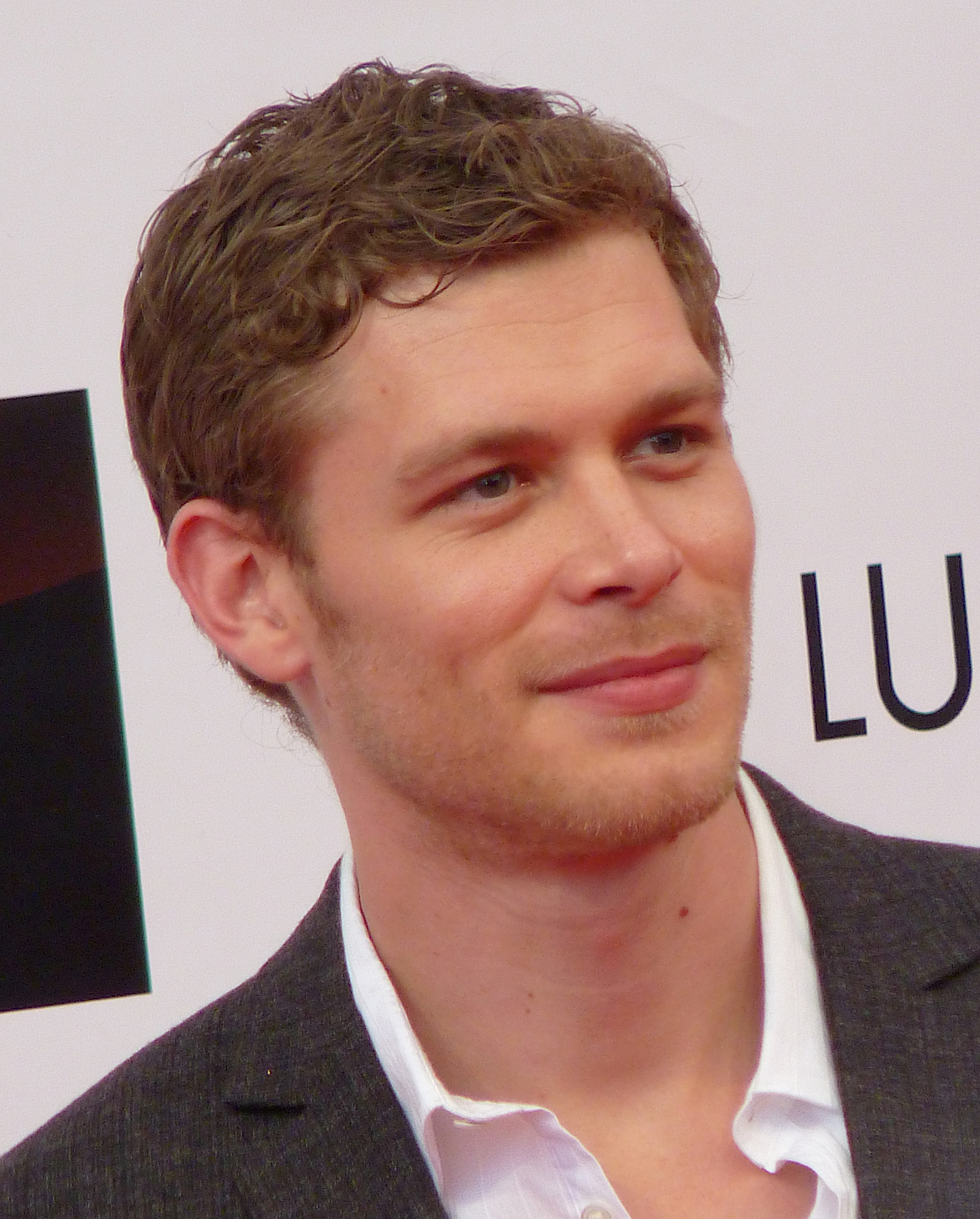
Joseph Morgan interpreta Klaus Mikaelson.
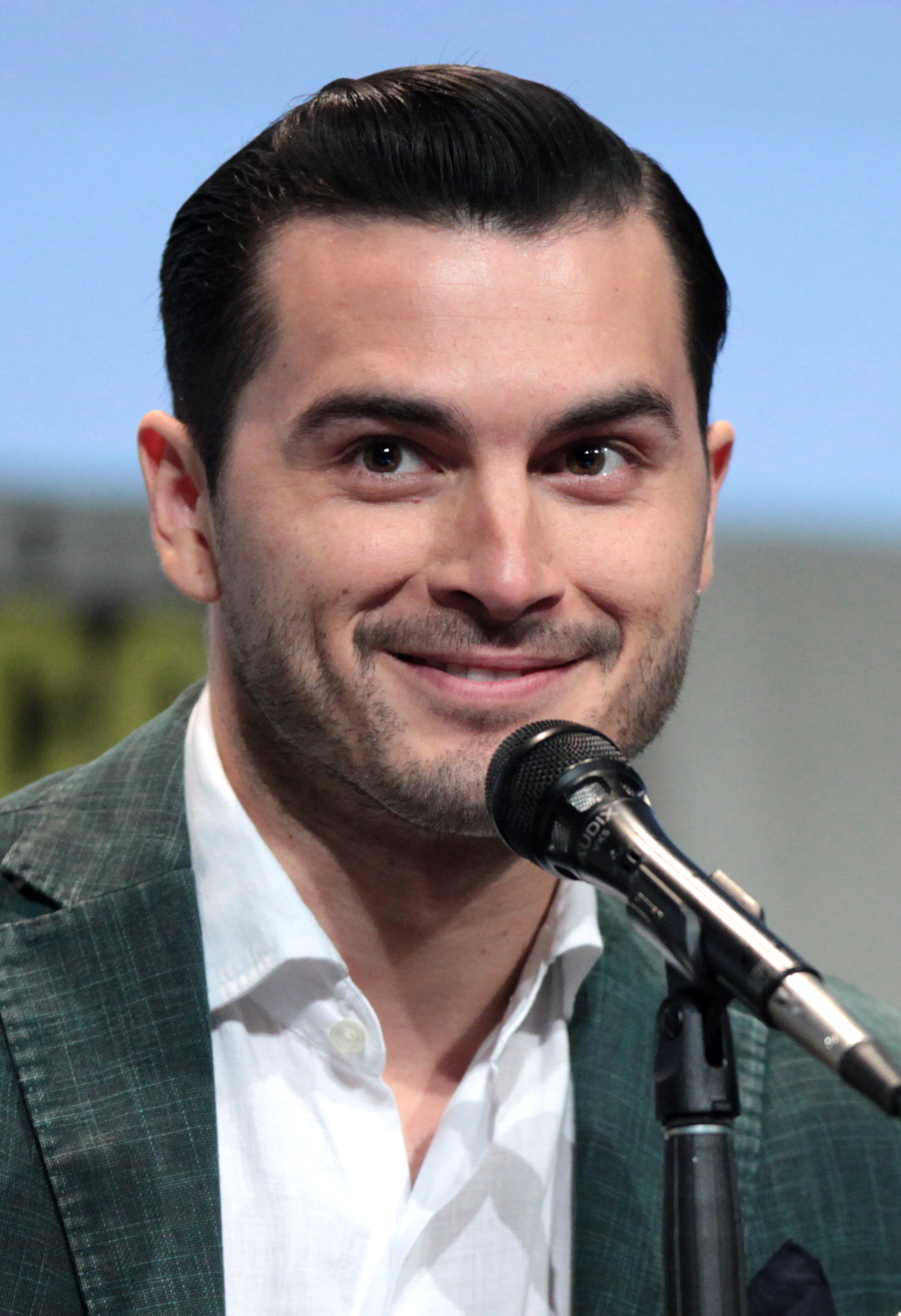
Michael Malarkey interpreta Enzo St. John.

## Personaggi secondari

### Umani
Il sangue umano in The Vampire Diaries soddisfa la fame dei vampiri e degli ibridi. Queste due specie, inoltre, possono soggiogare la mente umana e rendere le proprie vittime schiave dei loro desideri. Per proteggersi da questi due fattori, gli umani possono ingerire o stare a contatto con la verbena, pianta molto velenosa per le due specie non morte. La maggior parte degli umani della serie vivono a Mystic Falls. Gli anelli dei Gilbert funzionano solo su di loro.

#### John Gilbert
Johnathan "John" Gilbert, interpretato da David Anders, doppiato da Fabio Boccanera. È lo zio paterno di Jeremy ed Elena. Membro del Consiglio dei Fondatori, si scopre in seguito essere il padre biologico di Elena, in quanto da giovane aveva avuto una relazione con Isobel Flemming. Aiutato da un incantesimo di Bonnie, si sacrifica nella seconda stagione per riportare in vita sua figlia come umana anziché come vampira, morta durante il rito per spezzare la maledizione di Klaus ma con in circolo il sangue di Damon fattole ingerire a forza da quest'ultimo. Nonostante all'inizio appaia come uno dei principali antagonisti che odia i vampiri, col proseguire della serie diventa più buono tanto da sacrificarsi per sua figlia, lasciandole scritto in una lettera di addio di essere consapevole di aver fallito come genitore a causa dei suoi pregiudizi e che negli ultimi tempi non aveva fatto altro che pensare a come sarebbe potuta andare se fosse stato in grado di ascoltare il punto di vista della figlia. Al termine della lettera le dice che l'ha sempre amata e che l'avrebbe sempre amata allo stesso modo, anche se si fosse trasformata in vampira. Muore nell'episodio Anche il sole sorge. Quando Elena morirà e troverà la pace, ella si ricongiungerà con Miranda, Grayson, Jenna e John.

#### Liz Forbes
Elizabeth "Liz" Forbes, interpretata da Marguerite MacIntyre, doppiata da Laura Boccanera. È lo sceriffo di Mystic Falls e la madre di Caroline. Ha divorziato da Bill Forbes dopo la nascita della loro figlia poiché l'uomo si è scoperto gay. È membro del Consiglio dei Fondatori e nella seconda stagione rimane disgustata quando scopre che la figlia è una vampira, ma piano piano comincia ad accettarla perché si rende conto che la figlia non ha perso la sua umanità e che è diventata invece una donna molto più forte, anche se alla fine Caroline le fa dimenticare tutto per proteggere se stessa e i suoi amici. Alla fine riapprende la verità, grazie a Matt, e quando vede Caroline cercare di curare Jeremy ferito accidentalmente a morte proprio da Liz si rende conto che la figlia è perfettamente in grado di controllarsi e che è maturata e non è diventata un mostro. Dopo aver superato il fatto che anche Damon, membro del Consiglio dei Fondatori, è un vampiro, i due diventano amici e iniziano a collaborare. Il rapporto con sua figlia migliora sempre di più col proseguire della serie, soprattutto dopo aver scoperto che Caroline è diventata una vampira, in quanto così non deve avere più segreti con lei. Nel corso della serie diventa una figura materna molto ben voluta da tutti, compresi Elena, Stefan e Tyler. L'intera cittadina la rispetta molto, così come il corpo di polizia. Nella sesta stagione scopre di avere un tumore al cervello incurabile. Il cancro è al quarto stadio e quindi morirà presto. Consapevole di quanto la figlia sarà fragile e vulnerabile dopo la sua morte, chiede a Stefan di prometterle che aiuterà la figlia ad andare avanti con la sua vita. Liz alla fine muore nell'episodio Resta. Un ricordo di Stefan con lei sarà ciò che permetterà a Caroline di riaccendere la propria umanità.

#### Bill Forbes
Bill Forbes, interpretato da Jack Coleman, doppiato da Roberto Draghetti. È il padre di Caroline e l'ex marito di Liz, che ha lasciato dopo essersi scoperto gay. Non può essere ammaliato da alcun vampiro per via di esercizi mentali creati da lui stesso. Cerca di aiutare con lo stesso metodo Tyler, cercando di insegnargli a controllarsi quando è trasformato in licantropo ma, durante la trasformazione, Tyler perde il controllo e lo ferisce gravemente. Viene portato in ospedale e lì, dopo che Meredith gli inietta del sangue di vampiro per farlo guarire, viene ucciso da Alaric ed entra in fase di transizione. Si rifiuta di diventare vampiro, non completa la transizione e muore. Nonostante all'inizio non accetti Caroline per quello che è (una vampira), alla fine dichiara di volerle bene e che lei è diventata la donna forte che lui e sua madre volevano. Muore nell'episodio Nel portare fuori i morti...

#### Carol Lockwood
Carol Lockwood, interpretata da Susan Walters, doppiata da Emilia Costa. È la moglie di Richard Lockwood e madre di Tyler. Dopo la morte del marito diventa sindaco di Mystic Falls ed è membro del Consiglio dei Fondatori. Nella terza stagione scopre che Caroline è un vampiro e le inietta della verbena per catturarla. L'affida poi a Bill Forbes, credendo così di aver salvato la vita a suo figlio. Viene a conoscenza anche della vera natura di Tyler che la costringe ad osservarlo durante la trasformazione in licantropo dopo aver saputo che la madre aveva denunciato Caroline in quanto vampiro. Accetta senza pregiudizi la natura soprannaturale del figlio, col quale il rapporto migliora considerevolmente. In seguito stringe un accordo con Klaus: in cambio di denaro permette alla famiglia degli Originali di vivere senza ripercussioni da parte del Consiglio a Mystic Falls, consapevole che gli Originali sarebbero in grado di radere al suolo la città senza sforzo se ostacolati. Quando scopre il piano di Tyler di farsi possedere dallo spirito di Klaus e farsi rinchiudere nel cemento per mesi per consentire ai suoi compagni ibridi di fuggire dall'ibrido Originale, dice al figlio di essere fiera di lui perché è diventato un capo e che lo sosterrà sempre. Quella stessa sera muore uccisa da Klaus, che l'annega in una fontana come vendetta per il tradimento di Tyler.

#### Zach Salvatore
Zach Salvatore, interpretato da Chris William Martin, doppiato da Francesco Bulckaen. È il pronipote dei fratelli Salvatore (l'ultimo discendente del loro fratellastro più giovane). Conviveva con Stefan aiutandolo nella conduzione della residenza di famiglia. Fa parte del Consiglio dei Fondatori, al quale fornisce la verbena che coltiva personalmente. Aveva una fidanzata di nome Gail, dalla quale ha avuto una figlia, Sarah, ma Damon uccise Gail, e dunque Stefan per proteggere Sarah dal fratello ha fatto in modo che venisse adottata da una buona famiglia, lontana da Mystic Falls. Zach viene ucciso da Damon, in seguito quest'ultimo prende il suo posto come membro del Consiglio.
Nel copione originario del primo episodio, era sostituito da Pete, il prozio settantenne di Stefan e Damon.

#### William Tanner
William Tanner, interpretato da Benjamin Ayres, doppiato da Fabrizio Manfredi. È l'insegnante di storia del liceo di Mystic Falls nonché allenatore della squadra di football chiamata Timberwolves. All'inizio non prende in simpatia Stefan perché quest'ultimo per due volte gli fa fare delle brutte figure sulla materia che lui stesso insegna mostrandosi più competente del docente stesso. In seguito lo stimerà dopo averlo visto giocare molto bene a football. Viene ucciso da Damon.

#### Meredith Fell
Meredith Fell, interpretata da Torrey DeVitto, doppiata da Angela Brusa. È una giovane dottoressa che torna a Mystic Falls dopo aver ottenuto la laurea in una università della Ivy League. È discendente di Honoria e Thomas Fell e pertanto è membro del Consiglio dei Fondatori. È anche a conoscenza dell'esistenza dei vampiri e fa segretamente uso del loro sangue per curare i pazienti. Inizia a frequentare Alaric e lo copre falsificando la data dell'omicidio del suo ex-ragazzo. Cura un'emorragia cerebrale di Elena con il sangue di Damon, provocando, dopo l'incidente su Wickery Bridge, la trasformazione della ragazza in vampira. Aiuta poi Damon a liberarsi da una trappola esplosiva piazzata dal cacciatore Connor. Tempo dopo parte per l'Alaska, dove sposa un pediatra.

#### Andie Star
Andie Star, interpretata da Dawn Olivieri, doppiata da Giuppy Izzo. È una giornalista televisiva e fidanzata soggiogata di Damon. Muore uccisa da Stefan in un tentativo del vampiro di convincere il fratello a non seguire le sue tracce e quelle di Klaus.

#### Kelly Donovan
Kelly Donovan, interpretata da Melinda Clarke, doppiata da Giò Giò Rapattoni. È la madre di Matt e Vicki, non è quasi mai a Mystic Falls. A detta di Vicki passa quasi tutto il tempo con un amante camionista lontano da Mystic Falls. È un alcolista e ha amoreggiato sia con Damon sia con Tyler, migliore amico del figlio. La sua immaturità costante, alla fine, spinge il figlio a cacciarla di casa definitivamente, così lascia la città. Tornerà dopo molti anni nel finale della serie, si scoprirà tra l'altro che è morta in circostanze sconosciute, e che è finita all'Inferno. È tornata nel mondo dei vivi solo per annunciare che la vendetta di Katherine sui fratelli Salvatore e i loro amici sta per abbattersi, manifestando il suo rancore nei confronti di Matt e la comunità di Mystic Falls dato che l'hanno sempre trattata con sufficienza, infine muore dato che il suo corpo, dopo che era tornata in vita, si stava lentamente indebolendo.

#### Jamie
Jamie, interpretato da Robert Ri'chard, doppiato da Flavio Aquilone. È il figlio adottivo di Abby Bennett, lui e Bonnie intraprendono una breve relazione.

#### Sarah
Sarah (Maiara Walsh) è una compagna di scuola di Tyler e Jeremy, inoltre ha una cotta per quest'ultimo. Usando la compulsione Katherine manipola la mente di Sarah spingendola ad aggredire Tyler, il giovane Lockwood la uccide per autodifesa; è proprio l'assassinio di Sarah che permette al ragazzo di risvegliare i suoi poteri di licantropo latenti.

#### Pastore Young
Il pastore Young, interpretato da Michael Reilly Burke, doppiato da Mario Cordova. Gestisce la chiesa protestante di Mystic Falls ed è il padre di April. Muore nella sua abitazione dopo aver causato lui stesso un'esplosione e uccidendo con sé altri undici membri del Consiglio dei Fondatori. In seguito si scopre che è stato Atticus Shane a istigarlo a farlo per completare il Triangolo dell'Espressione, con la promessa che lo stregone Silas avrebbe riportato in vita la sua defunta moglie. Comunque il pastore è stato ingannato in quanto il triangolo non poteva far tornare in vita gli esseri umani.

#### April Young
April Young, interpretata da Grace Phipps, doppiata da Giulia Catania. È la figlia del Pastore Young, che dopo essere stata in un collegio per anni, torna a Mystic Falls per il funerale del padre. È amica di Elena e Jeremy. Scopre per caso Caroline usare le sue abilità, in seguito assiste alla conclusione del massacro dei 12 ibridi da parte di Klaus stando nascosta. Nel medesimo luogo trova la bara in cui Klaus aveva chiuso una pugnalata Rebekah e la libera. La vampira Mikaelson in seguito rivela ad April la verità sulla propria natura e su quella dei suoi amici. Dopo il diploma se ne va da Mystic Falls.

#### Atticus Shane
Atticus Shane, interpretato da David Alpay. È un docente del Withmore College che aiuta Bonnie a recuperare i poteri. Ha mandato il cacciatore Connor Jordan a Mystic Falls per uccidere i vampiri. Conosce molte informazioni sulla magia e sui Cinque. Insegna a Bonnie l'utilizzo dell'arte magica nota col nome di "espressione", è lui a rivelare che la cura per l'immortalità si trova nella tomba dello stregone Silas. Shane e gli altri scoprono che la tomba dello stregone si trova in un'isola vicino alla Nuova Scozia. In seguito si scopre che Shane voleva solo liberare Silas dalla sua tomba, per far sì che lui riportasse in vita la sua defunta moglie; dopo varie vicissitudini sull'isola, Shane perde la vita.

#### Rudy Hopkins
Rudy Hopkins, interpretato da Rick Worthy, doppiato da Pasquale Anselmo. È il padre di Bonnie e il nuovo sindaco dopo la morte di Carol Lockwood. Viene ucciso da Silas che gli taglia la gola.

#### Megan
Megan, interpretata da Hayley Kiyoko, doppiata da Giulia Catania. È una studentessa del Whitmore College, compagna di stanza di Elena e Caroline. Quando era piccola era gravemente ammalata per un difetto cardiaco congenito, ma il padre di Elena, Grayson Gilbert, riuscì a salvarla grazie alle sue ricerche. Decide di iscriversi alla stessa università di Elena (in quanto Grayson era suo padre) per scoprire più cose riguardo al dottor Gilbert e alla fondazione Augustine per capire come fossero riusciti a guarirla, ma durante una festa alla Whitmore House inizia a curiosare dove non avrebbe potuto recarsi, finendo con l'avvicinarsi troppo alla cella di Enzo che, altamente affamato, si nutre di lei e la uccide.

#### Wesley Maxfield
Wesley Maxfield, interpretato da Rick Cosnett, doppiato da Fabrizio Manfredi (episodi 5x2-5x9) e Francesco Bulckaen (episodi 5x10-5x15). È un dottore e un docente del Withmore College che conosceva Grayson Gilbert, di cui è stato allievo nello studio dei vampiri e odia questa specie soprannaturale. Conduce degli esperimenti mossi al fine di creare una nuova tipologia di vampiri, che si nutrono proprio di altri vampiri. È il tutore legale di Aaron Whitmore, dopo che Damon uccise i suoi genitori, grazie ai fondi della famiglia Whitmore sovvenziona i suoi esperimenti sui vampiri tramite la fondazione Augustine. Quando Aaron taglia i fondi a Maxfield, i Viaggiatori decidono di sovvenzionare le sue ricerche per i loro scopi, infine trasforma pure Damon in un vampiro cannibale, ma quest'ultimo lo uccide.

#### Aaron Whitmore
Aaron Whitmore, interpretato da Shaun Sipos, doppiato da Raffaele Carpentieri. È un amico di Megan, la ragazza uccisa da un vampiro al Whitmore College. Il nonno di Aaron conduceva esperimenti sui vampiri, tra cui Damon e Enzo, torturati per anni dalla fondazione Augustine. Damon per vendetta uccise tutti i membri della famiglia Whitmore, ma risparmiò il ragazzo per far sì che creasse una sua generazione, per poi uccidere anch'essa. Alla fine Damon lo uccide.

#### Tom Avery
Tom Avery, interpretato da Paul Wesley, doppiato da Stefano Crescentini. È un paramedico e il doppelgänger umano di Stefan. È stato ucciso da Enzo per far sì che i viaggiatori potessero compiere il rito.

#### Tripp Cooke
Thomas Vincent "Tripp" Cooke, nato Thomas Vincent Fell III, interpretato da Colin Ferguson, doppiato da Fabrizio Pucci. È un discendente dei fondatori Thomas e Honoria Fell. Controlla il gruppo di difesa di Mystic Falls da quando l'incantesimo dei Viaggiatori ha trasformato la città in un luogo inaccessibile alle specie soprannaturali. È un cacciatore di vampiri. Tripp decide di affrontare i vampiri della zona, tra cui Enzo, il quale lo trasforma in un vampiro, successivamente Tripp viene condotto nel confine di Mystic Falls, che è diventato inaccessibile per i vampiri a causa della magia dei Viaggiatori, infine Tripp (privato del suo vampirismo, che lo teneva in vita) muore.

#### Monique
Monique (Gabrielle Walsh) arriva a Mystic Falls spacciandosi per Sarah Salvatore, la figlia di Zach. Lei e Jeremy iniziano a uscire insieme. Stefan capisce l'inganno in quanto conosce la vera Sarah fin da quando era una bambina. Monique infatti ha conosciuto Sarah qualche tempo prima, la quale non voleva incontrare la sua vera famiglia in Virginia, e quindi Monique ne ha assunto l'identità per avere una famiglia migliore di quella che aveva lei. Viene uccisa da Enzo.

#### Liam Davis
Liam Davis, interpretato da Marco James, doppiato da Christian Iansante. È uno studente di medicina al Whitmore College. Inizia una relazione con Elena, ma dopo poco tempo lei lo lascia capendo di provare ancora dei sentimenti per Damon e lo soggioga a dimenticare la loro relazione.

#### Sarah Salvatore
Sarah Nelson, nata Salvatore (Tristin Mays) è la figlia di Zach, e pronipote di quarto grado di Stefan e Damon. Quest'ultimo uccise sua madre Gail, quindi Stefan, per proteggerla da Damon, la fece adottare da una buona famiglia lontana dalla Virginia, manipolando la mente di Zach con i suoi poteri. Lei non ha mai conosciuto Stefan, nonostante lui si sia sempre preso cura di lei, anche se da lontano. Enzo intende corrompere la sua purezza per far sì che lei lo implori di trasformarla in vampiro, così da rendere vana tutta la fatica di Stefan per farle avere una normale e felice vita umana. Enzo però, alla fine, comprende che la sua vendetta nei confronti di Stefan non ha più senso per lui, quindi decide di lasciar perdere, capendo che Sarah merita di vivere un'esistenza felice. Viene accoltellata e uccisa da Sybil.

#### Penny Ares
Penny Ares, interpretata da Ana Nogueira, doppiata da Angela Brusa. È un'agente di polizia, con la quale Matt stringe amicizia e dopo un anno ne diventa la fidanzata. Grazie a Matt verrà a conoscenza dell'esistenza dei vampiri, ritenendoli da subito una minaccia. Tre anni nel futuro lei è morta e Matt soffre ancora per la sua perdita e ne ritiene Stefan il responsabile, tanto da aver liberato Rayna dall'Armory solo dopo averle fatto promettere che avrebbe rinchiuso Stefan nella Pietra della Fenice. In realtà il colpevole della sua morte è lo stesso Matt che, poco dopo il fidanzamento, le sparò di notte nel bosco credendo fosse un vampiro, Stefan cercò di darle il suo sangue per salvarla, ma Penny morì sul colpo e non poté berlo. Stefan soggiogò poi Matt per indurlo a credere che fosse morta in un incidente stradale e quando Matt, grazie a delle telecamere, si rese conto che Stefan lo aveva soggiogato, pensò che fosse stato lui ad ucciderla.

#### Alexandria St. John
Alexandria St. John, interpretata da Mouzam Makkar, doppiata da Ilaria Latini. È una discendente di Enzo, a capo della società chiamata Armory, che ha lo scopo di collezionare oggetti magici, fondata dal suo antenato, il padre di Enzo. Desiderosa di aprire la cripta che si trova nei sotterranei della villa dell'Armory per salvare sua sorella Yvette, che anni prima vi era entrata senza farvi più ritorno, dà la caccia a Bonnie dato che solo la sua magia di strega Bennett può sciogliere il sigillo della cripta, essendo stata una sua antenata a crearlo. Bonnie con i suoi poteri elimina il sigillo, quindi Alexandria e i membri dell'Armory entrano nella cripta e lì la donna vede il cadavere di Yvette, infatti era morta da diversi anni, infine la misteriosa creatura che vive nella cripta, Sybil, inizia a uccidere a uno a uno tutti i membri dell'Armory, quindi Alexandria cerca di scappare dalla villa salvo scoprire che Bonnie, con un incantesimo, ha sigillato l'edificio intrappolandovi Alexandria e tutti i membri dell'Armory che vengono uccisi dalla creatura ormai libera.

#### Virginia St. John
Virginia St. John, interpretata da Aisha Duran, doppiata da Laura Lenghi. È la sorella di Alexandria, diversamente da quest'ultima lei ha preferito lasciare Yvette al suo destino quando finì intrappolata nella cripta, cercando di dissuadere Alexandria dall'aprire la cripta conscia della pericolosità della creatura che vi è intrappolata al suo interno, ovvero Sybil; ma Alexandria, non sentendo ragioni, si sbarazza di Virginia facendola internare in un istituto psichiatrico. Si toglierà la vita mordendosi la lingua.

#### Dorian Williams
Dorian Williams, interpretato da Demetrius Bridges. È uno stagista che lavora per Alaric. Stefan in passato uccise sia la sorella che il padre di Dorian, quest'ultimo cerca vendetta e lo rapisce, tra l'altro Stefan, tornato umano con la cura per il vampirismo, è senza difese. In un impeto di rabbia Dorian gli spara ferendolo, ma avendo capito che la vendetta non lo farà sentire meglio, decide di salvare Stefan, che viene poi portato in ospedale guarendo. Nonostante l'astio che prova nei suoi riguardi, decide di voltare pagina permettendo a Stefan di vivere la sua vita mortale. Diventerà uno dei docenti della Salvatore Boarding School.

#### Georgie Dowling
Georgina "Georgie" Dowling, interpretata Allison Scagliotti, doppiata da Angela Brusa. È una stagista che lavora per Alaric per il quale prova una certa attrazione, è specializzata in mitologia e storia dell'occulto. Viene uccisa da Seline e finisce all'Inferno.

#### Peter Maxwell
Peter Maxwell, interpretato da Joel Gretsch, doppiato da Stefano Benassi. È il padre di Vicki e Matt, quest'ultimo dopo tanti anni cerca di ricostruire il loro rapporto. Abbandonò la famiglia quando Kelly rimase incinta di Matt in quanto non voleva più rimanere lì, dato che odia la comunità di Mystic Falls, che non ha mai dato ai Maxwell, i veri fondatori di Mystic Falls, la giusta considerazione.

#### Tara
Tara (Alexandra Chando) è un medico che assomiglia ad Elena Gilbert. Viene uccisa da Damon.

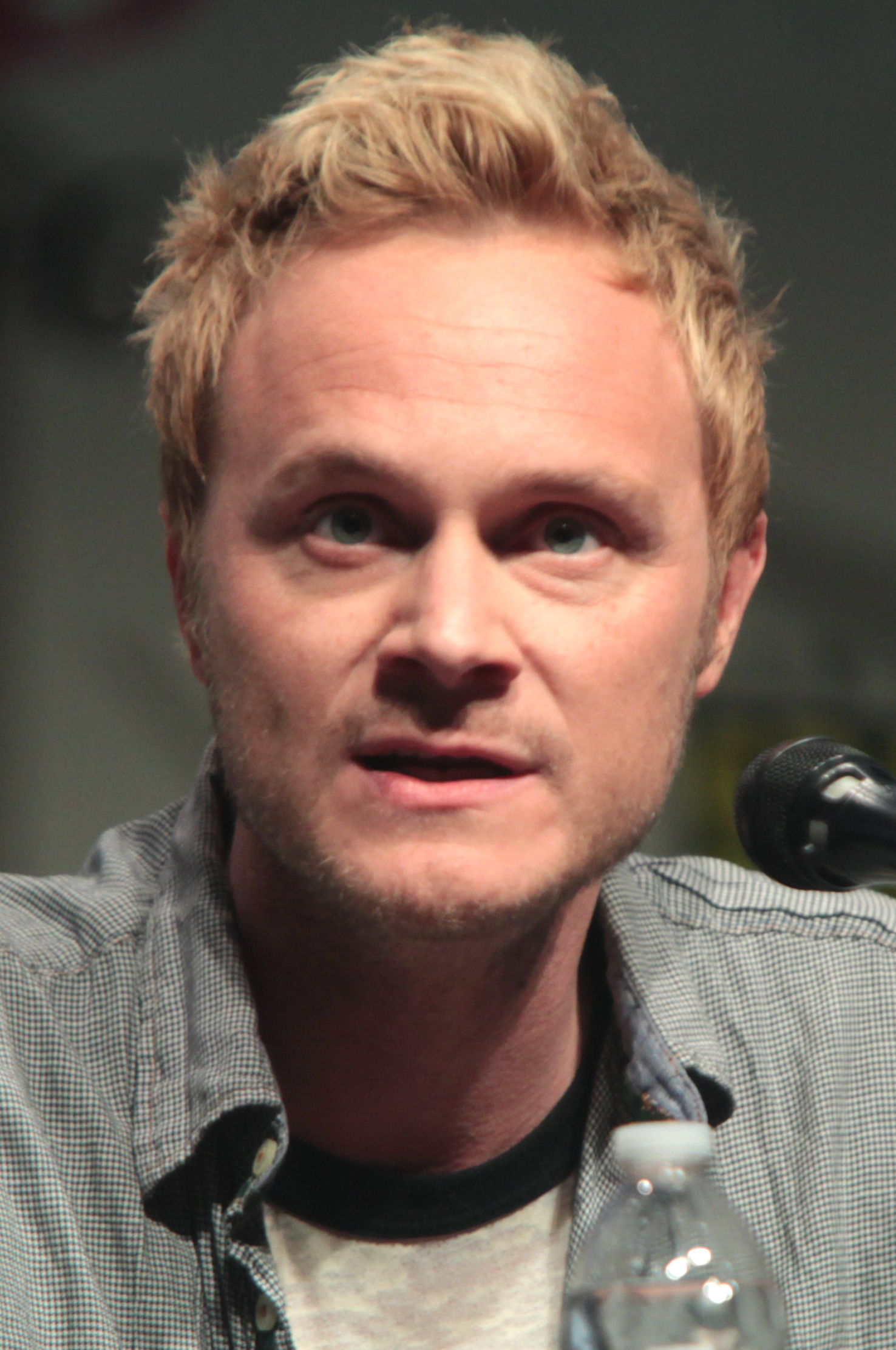
David Anders interpreta John Gilbert.
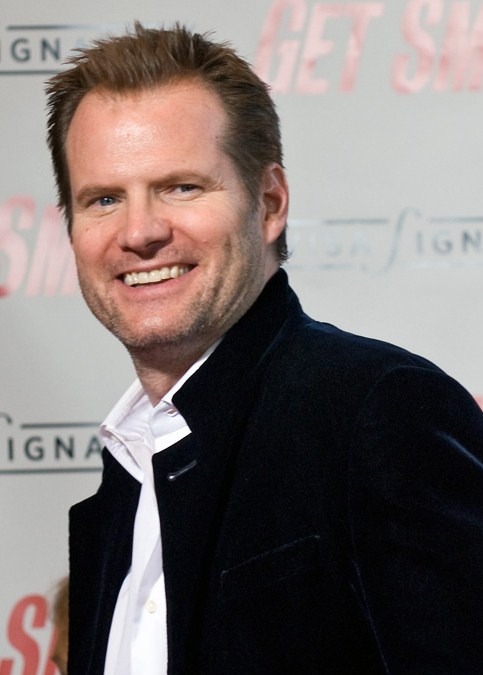
Jack Coleman interpreta Bill Forbes.
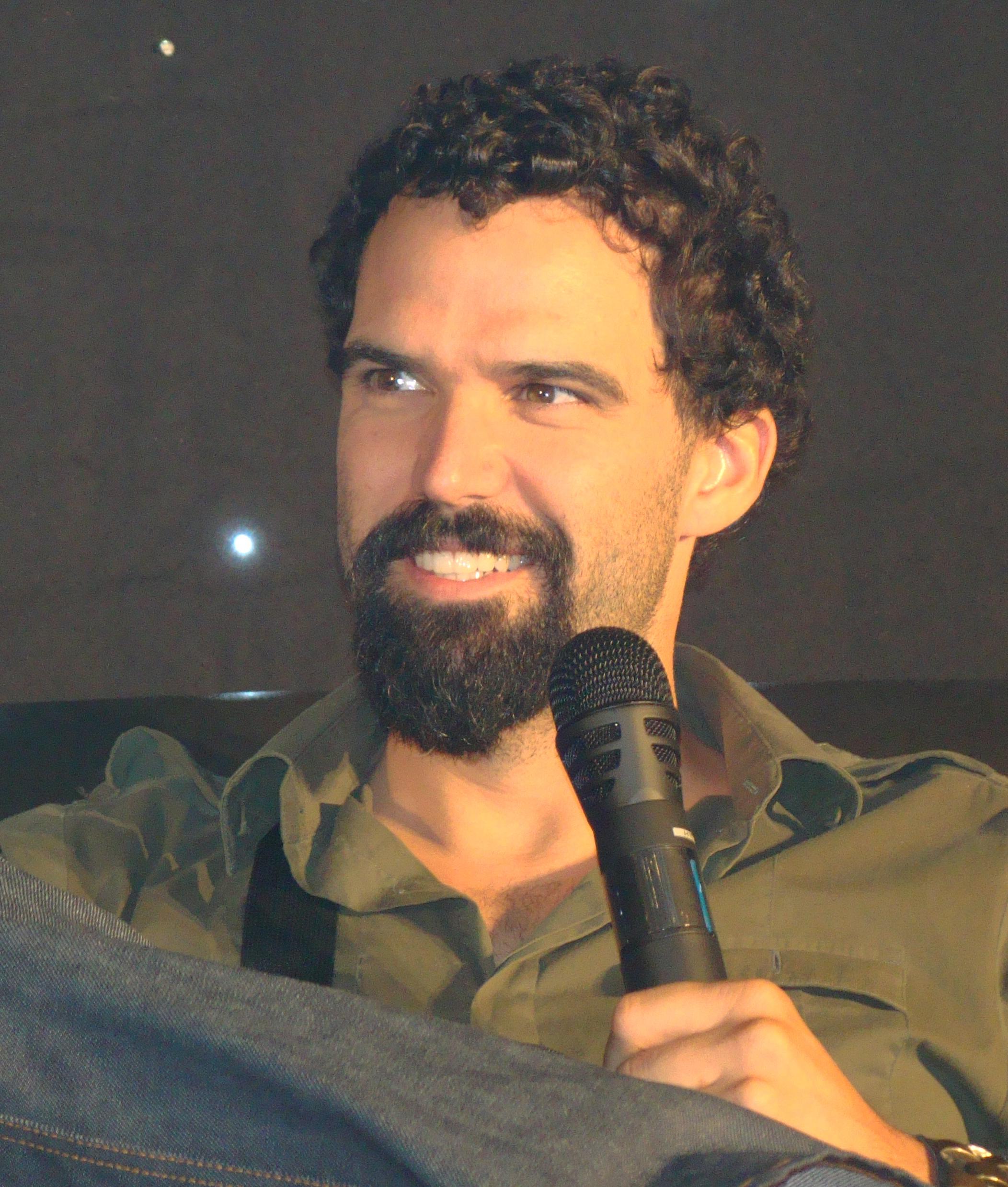
Benjamin Ayres interpreta William Tanner.
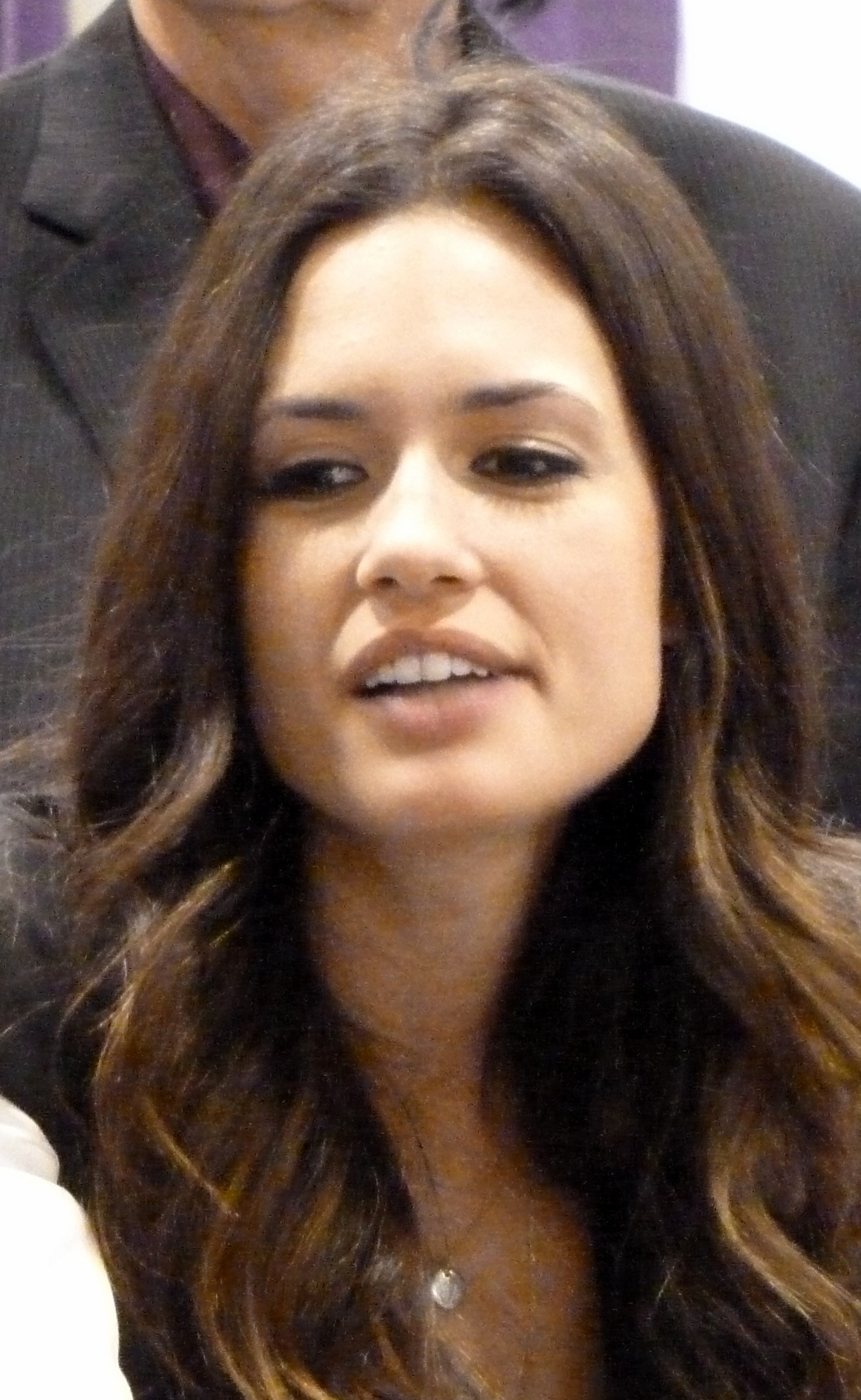
Torrey DeVitto interpreta Meredith Fell.
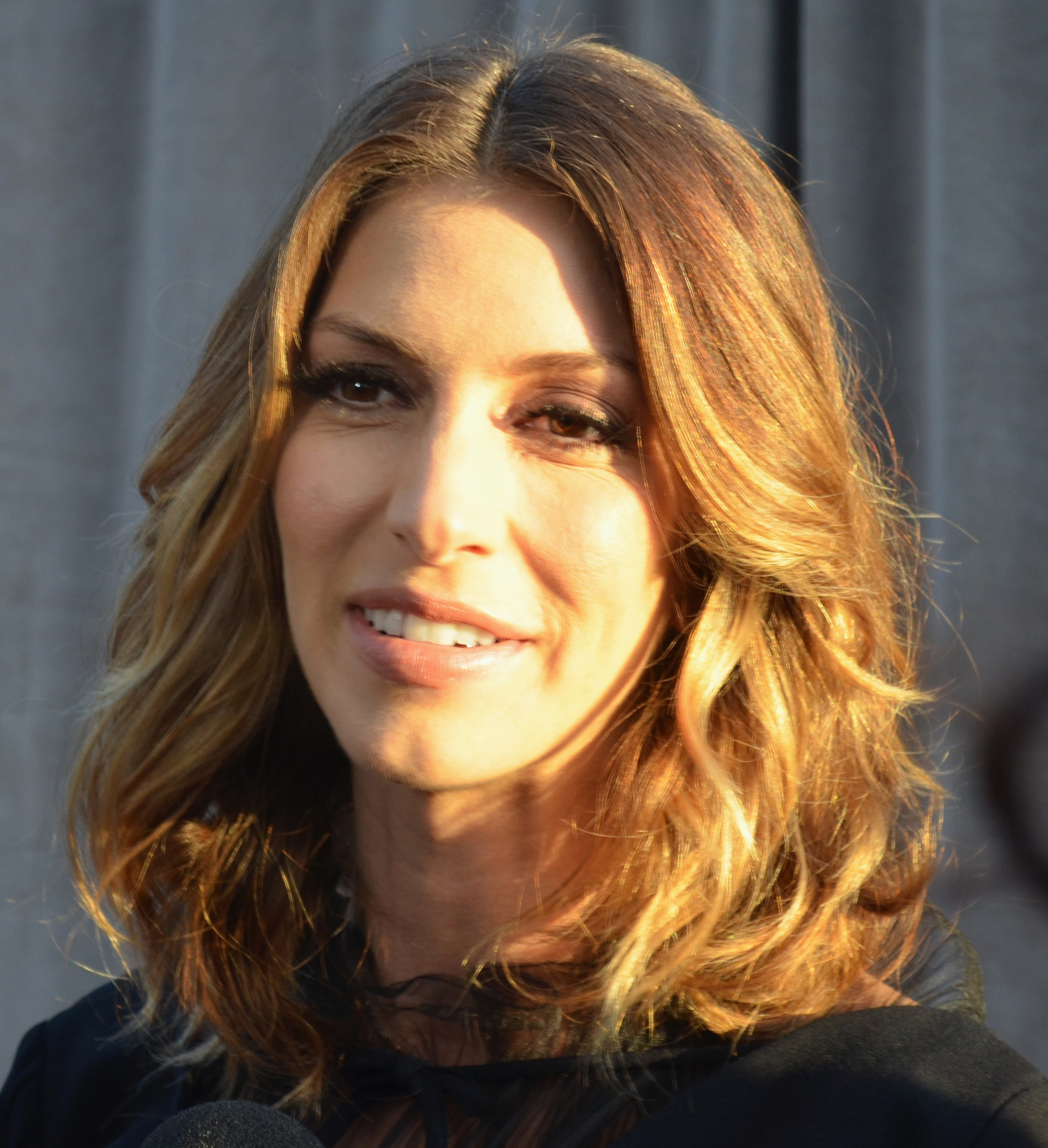
Dawn Olivieri interpreta Andie Star.
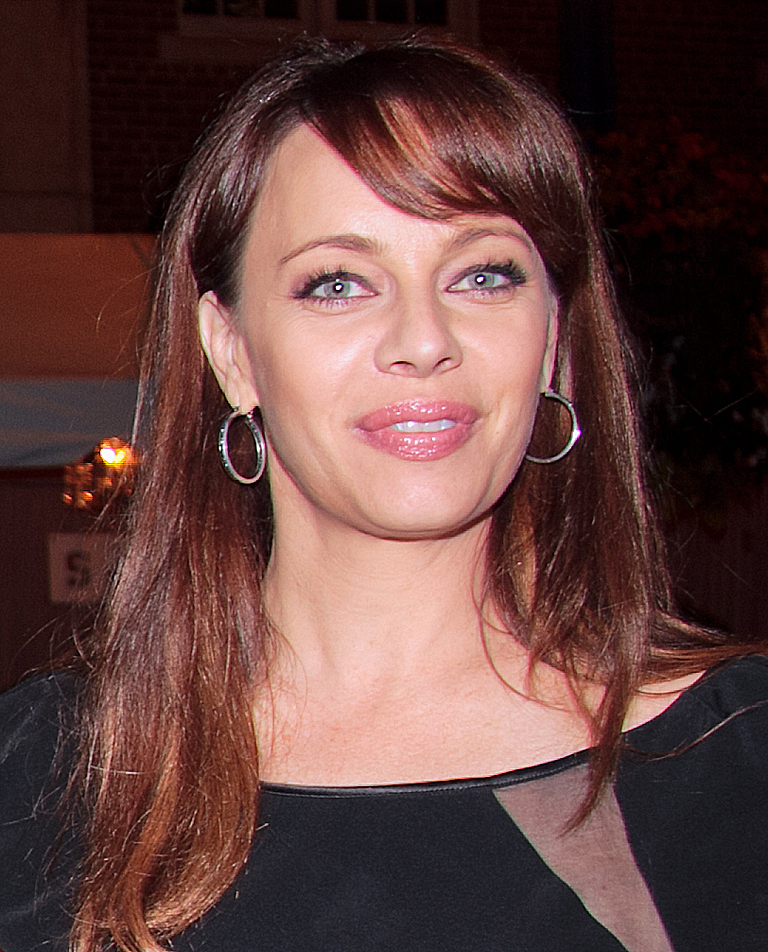
Melinda Clarke interpreta Kelly Donovan.
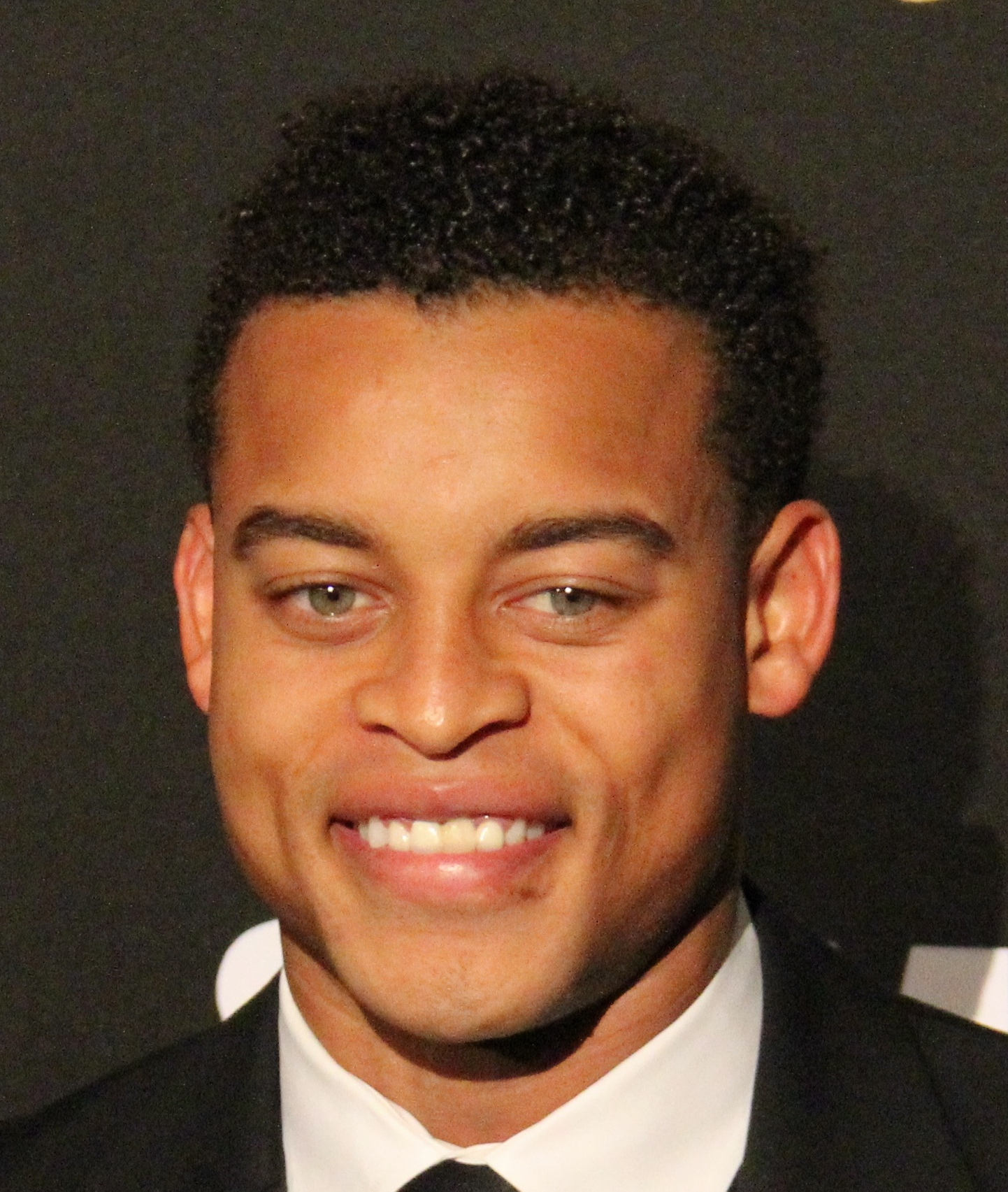
Robert Ri'chard interpreta Jamie.
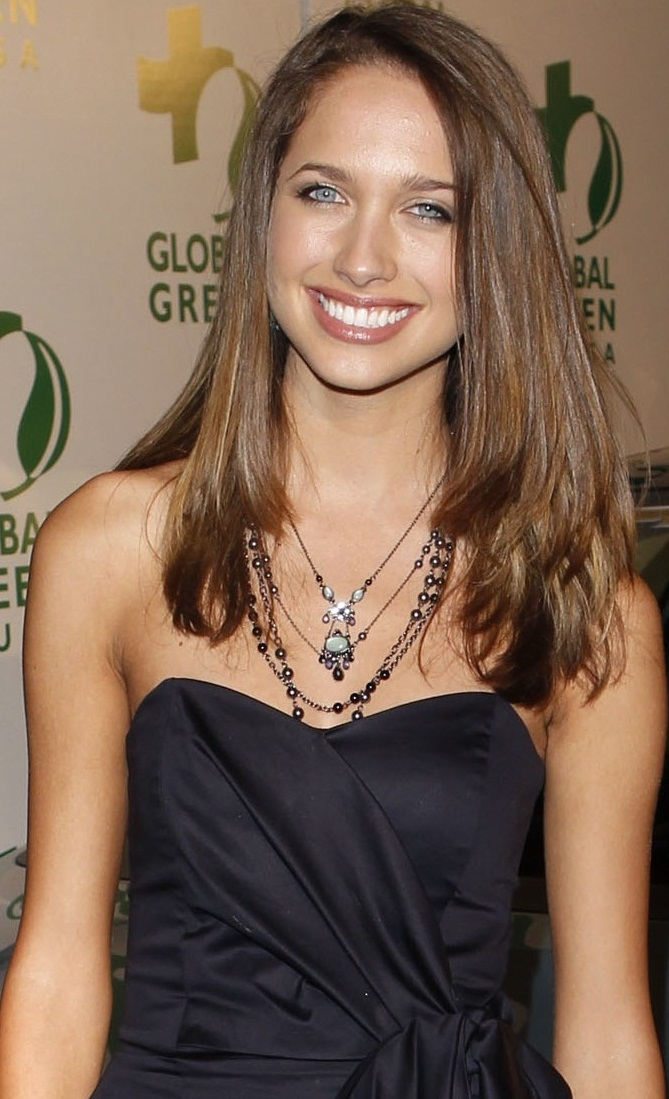
Maiara Walsh interpreta Sarah.
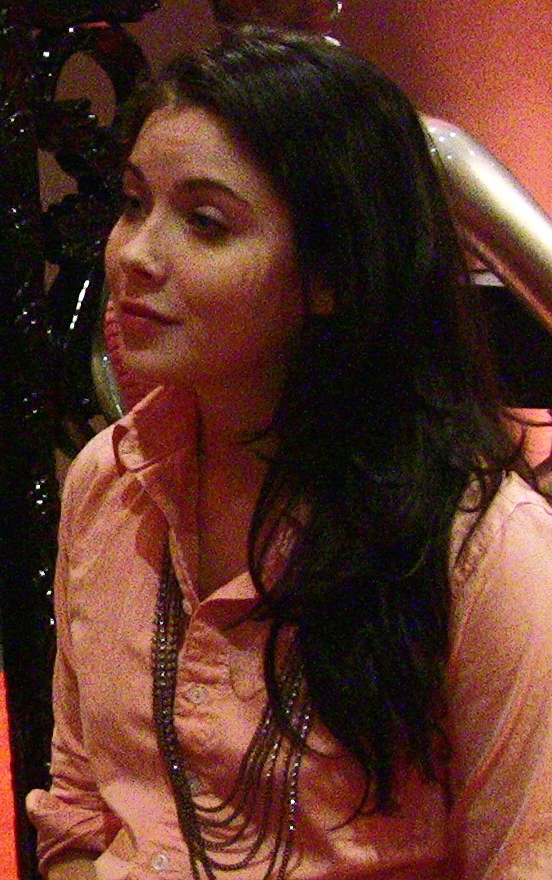
Grace Phipps interpreta April Young.
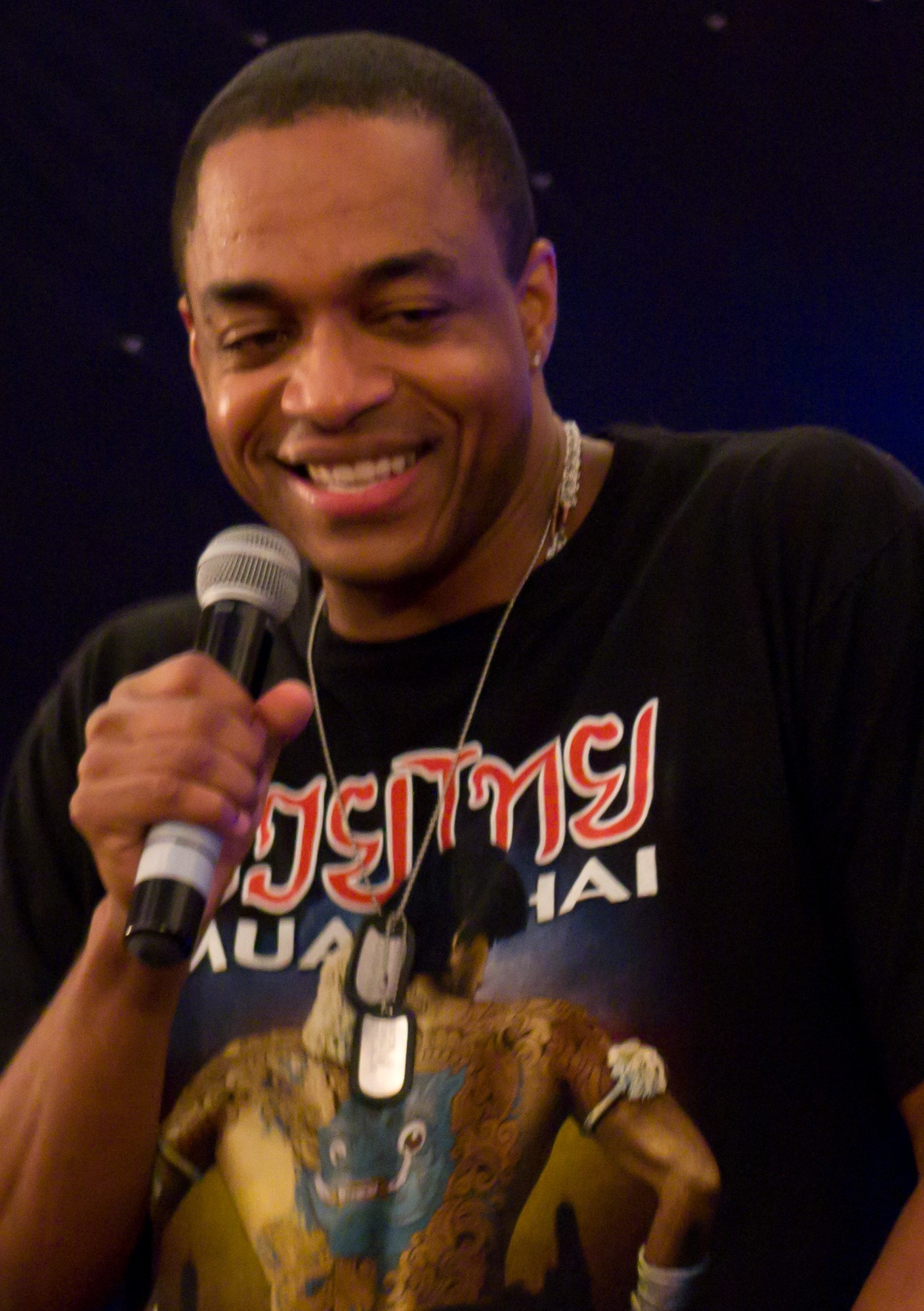
Rick Worthy interpreta Rudy Hopkings.
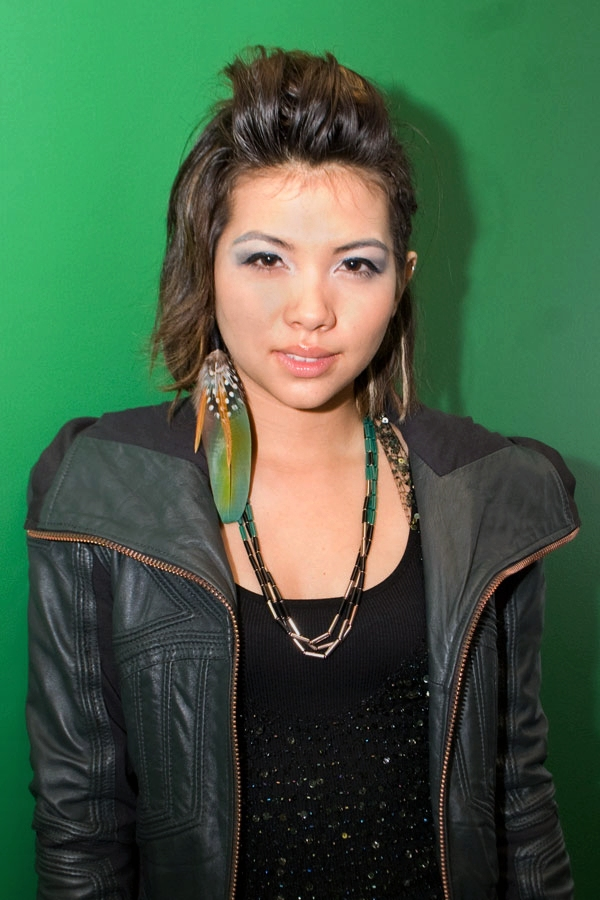
Hayley Kiyoko interpreta Megan.
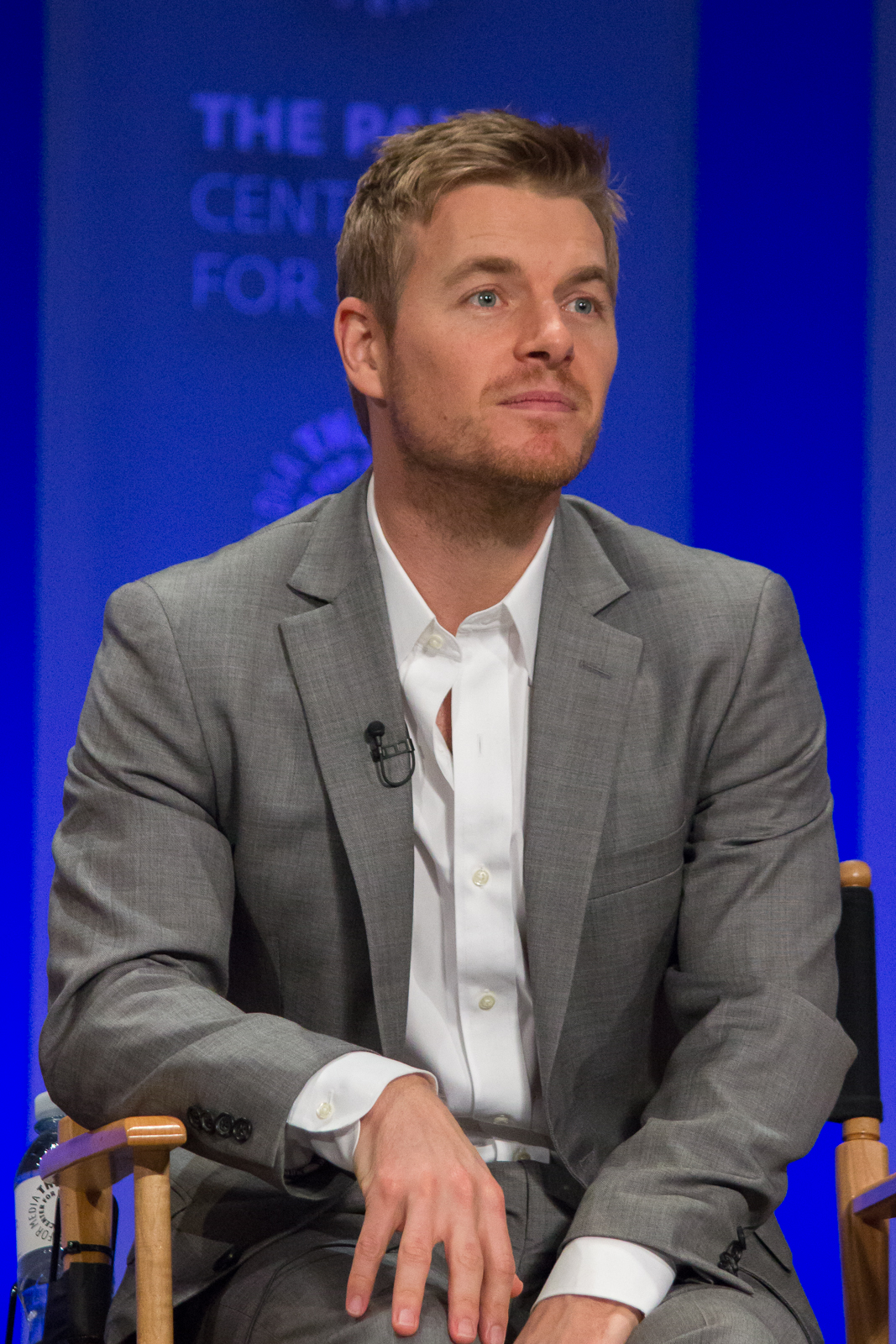
Rick Cosnett interpreta Wes Maxfield.
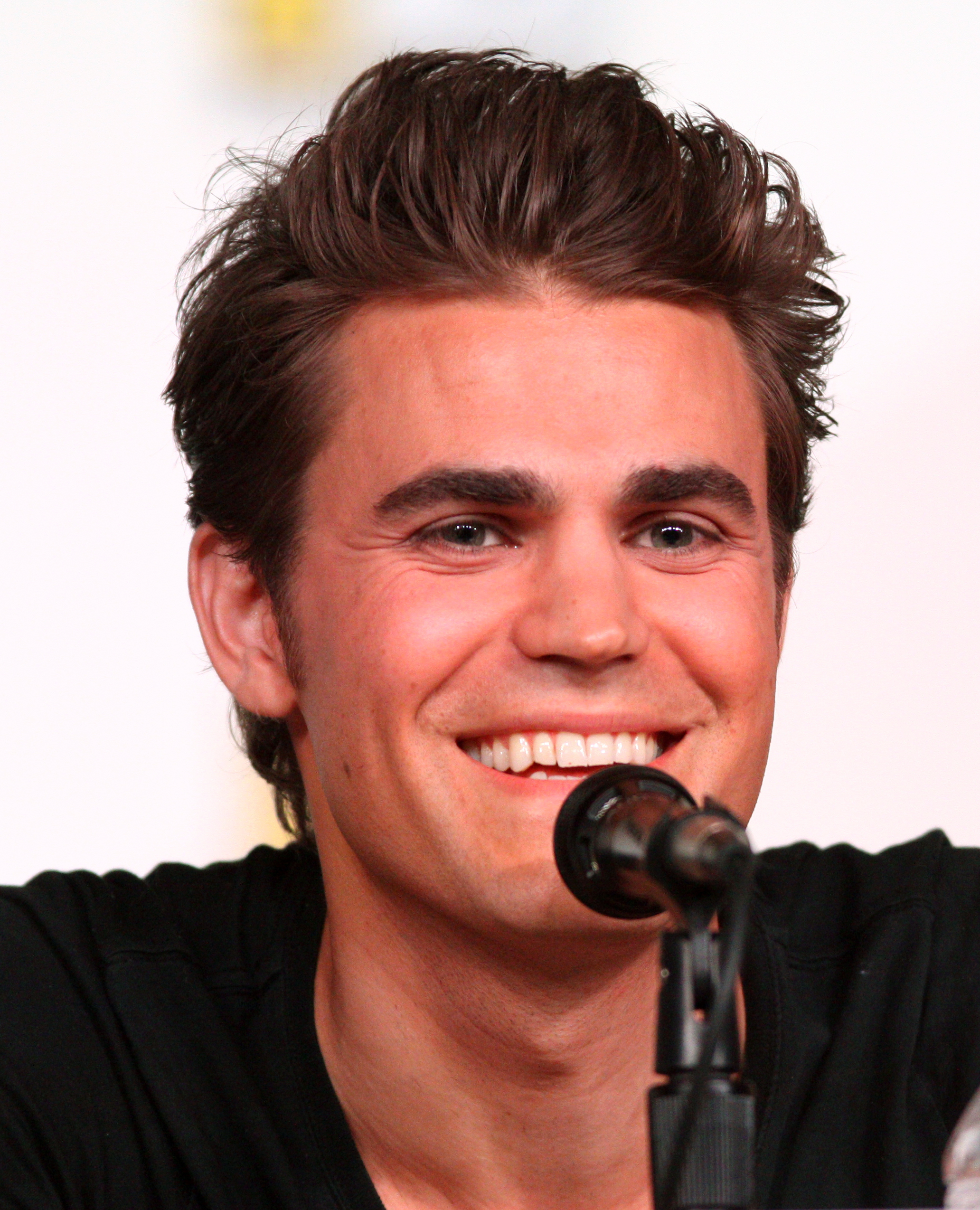
Paul Wesley interpreta Tom Avery
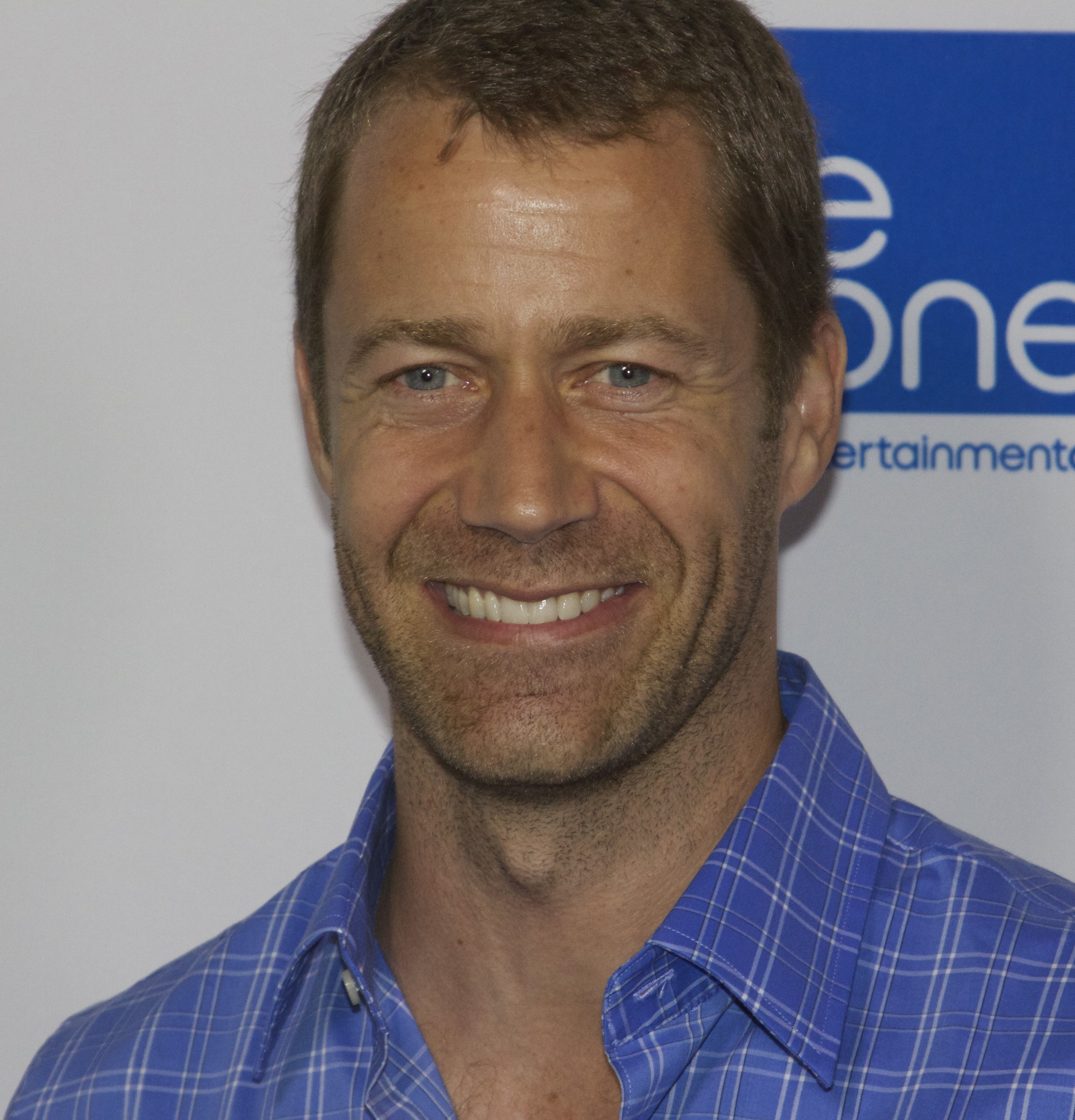
Colin Ferguson interpreta Tripp Cooke.
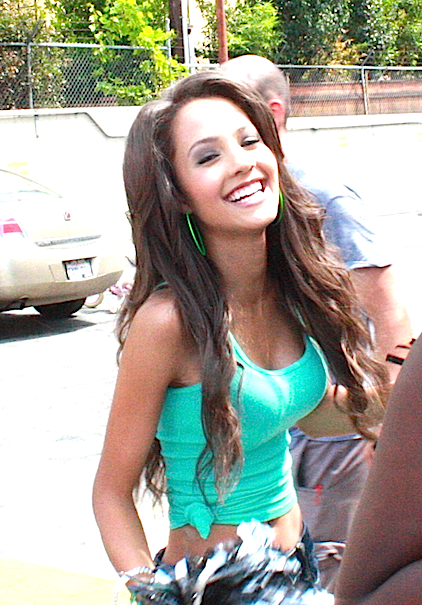
Tristin Mays interpreta Sarah Salvatore.
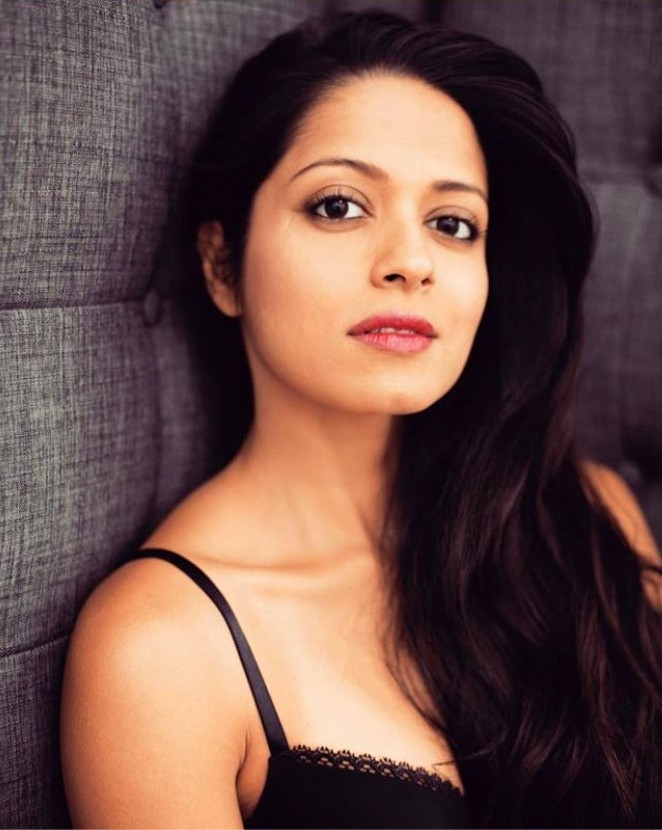
Mouzam Makkar interpreta Alexandria St. John
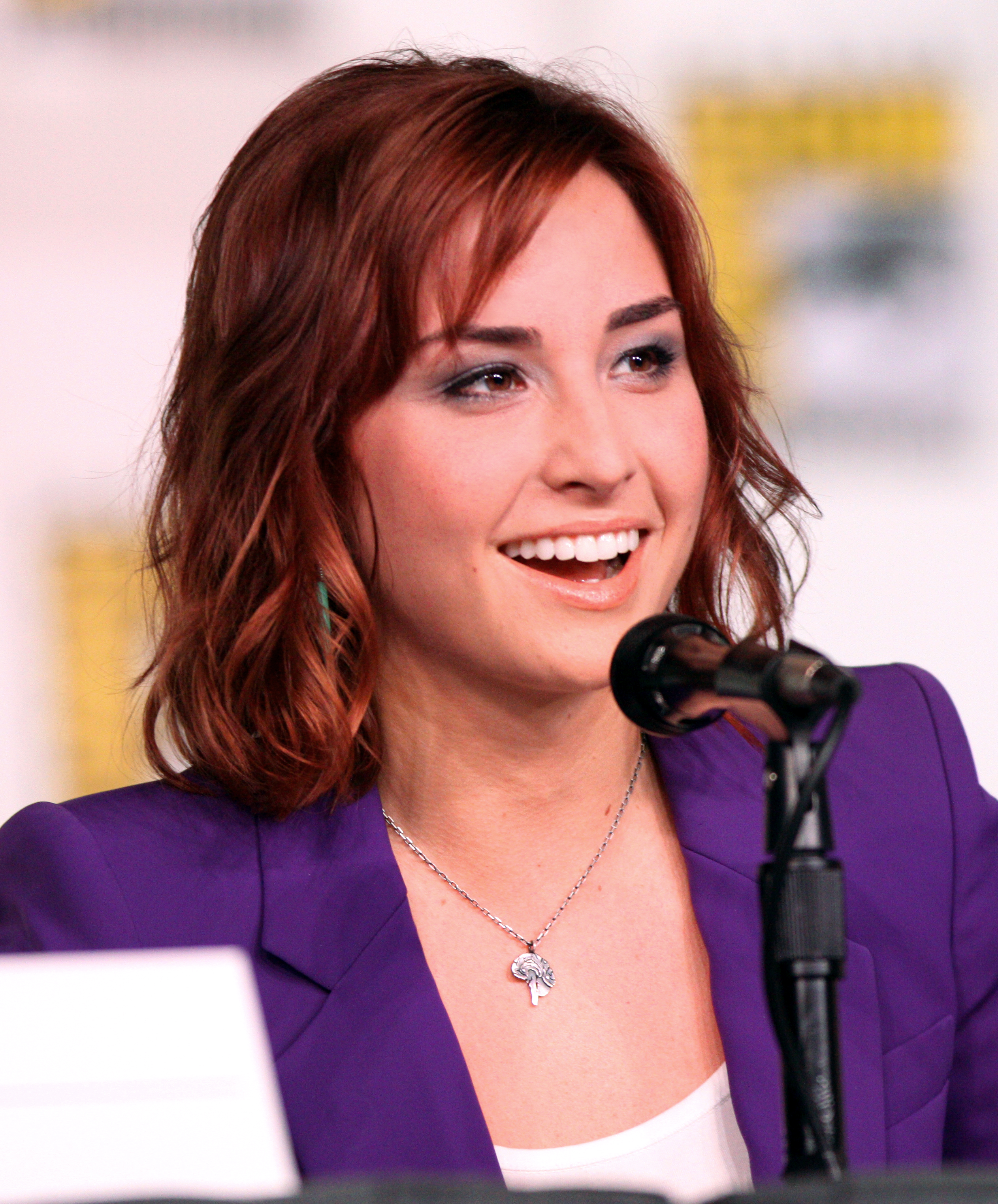
Allison Scagliotti interpreta Georgie Dowling
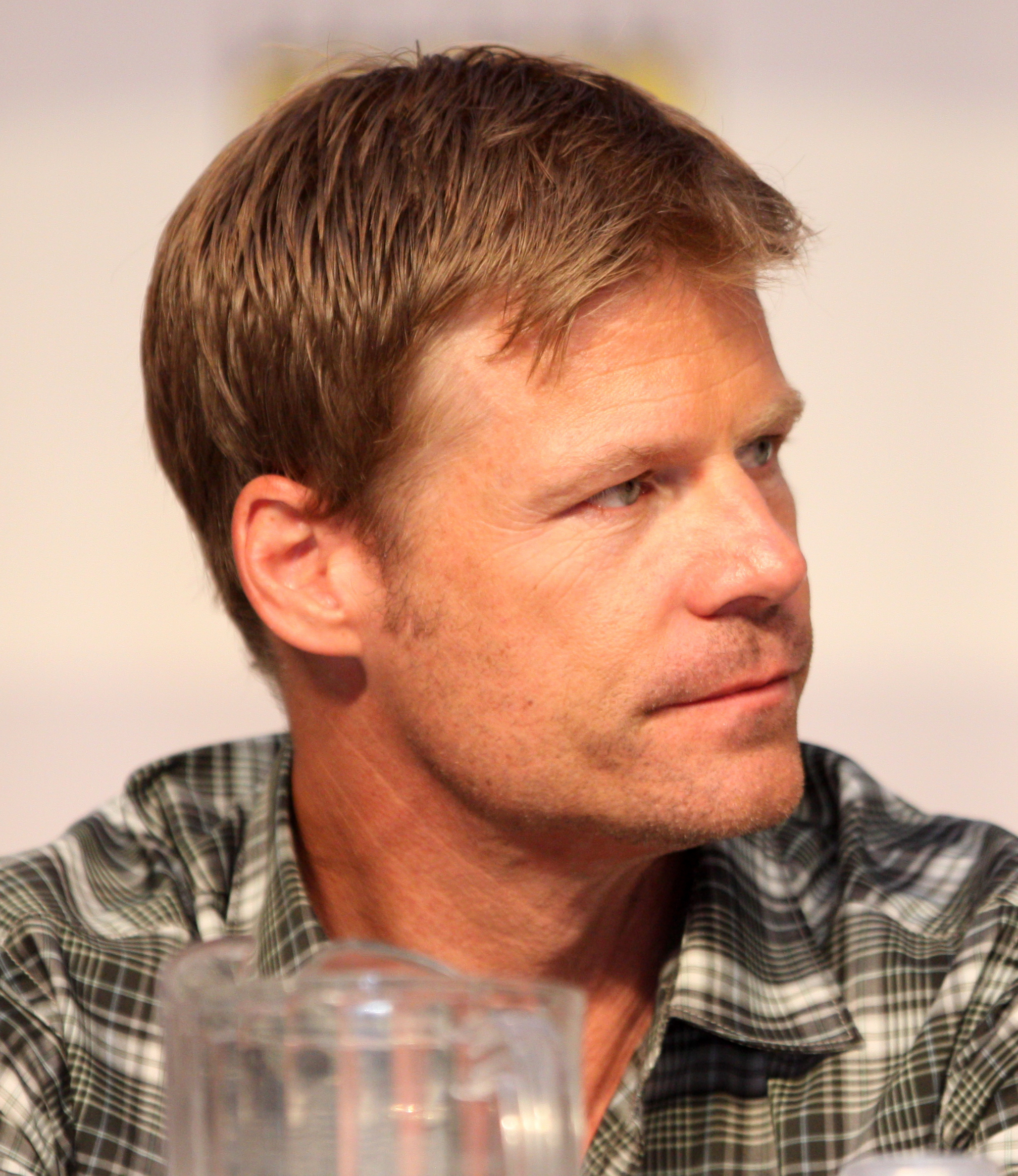
Joel Gretsch interpreta Peter Maxwell.

### Vampiri Originali
|  |  |        |        |        |        |        |        |      |  |  |  |  |  |         |         |         |         |         |         |  |  |  |  |       |       |        |        |        |        |        |        |      |      |      |      |      |      |        |        |        |        |        |        |        |        |  |  |     |     |     |     |        |        |        |        |         |         |         |         |         |         |  |  |        |        |        |        |        |        |        |        |  |  |  |  |  |  |  |  |  |  |  |  |
|  |  |        |        |        |        |        |        |      |  |  |  |  |  |         |         |         |         |         |         |  |  |  |  |       |       |        |        |        |        |        |        |      |      |      |      |      |      |        |        |        |        |        |        |        |        |  |  |     |     |     |     |        |        |        |        |         |         |         |         |         |         |  |  |        |        |        |        |        |        |        |        |  |  |  |  |  |  |  |  |  |  |  |  |
|  |  | Ansel  | Ansel  | Ansel  | Ansel  | Ansel  | Ansel  |      |  |  |  |  |  |         |         |         |         |         |         |  |  |  |  |       |       | Esther | Esther | Esther | Esther | Esther | Esther |      |      |      |      |      |      | Mikael | Mikael | Mikael | Mikael | Mikael | Mikael |        |        |  |  |     |     |     |     | Dahlia | Dahlia | Dahlia | Dahlia | Dahlia  | Dahlia  |         |         |         |         |  |  |        |        | Alaric | Alaric | Alaric | Alaric | Alaric | Alaric |  |  |  |  |  |  |  |  |  |  |  |  |
|  |  | Ansel  | Ansel  | Ansel  | Ansel  | Ansel  | Ansel  |      |  |  |  |  |  |         |         |         |         |         |         |  |  |  |  |       |       | Esther | Esther | Esther | Esther | Esther | Esther |      |      |      |      |      |      | Mikael | Mikael | Mikael | Mikael | Mikael | Mikael |        |        |  |  |     |     |     |     | Dahlia | Dahlia | Dahlia | Dahlia | Dahlia  | Dahlia  |         |         |         |         |  |  |        |        | Alaric | Alaric | Alaric | Alaric | Alaric | Alaric |  |  |  |  |  |  |  |  |  |  |  |  |
|  |  |        |        |        |        |        |        |      |  |  |  |  |  |         |         |         |         |         |         |  |  |  |  |       |       |        |        |        |        |        |        |      |      |      |      |      |      |        |        |        |        |        |        |        |        |  |  |     |     |     |     |        |        |        |        |         |         |         |         |         |         |  |  |        |        |        |        |        |        |        |        |  |  |  |  |  |  |  |  |  |  |  |  |
|  |  |        |        |        |        |        |        |      |  |  |  |  |  |         |         |         |         |         |         |  |  |  |  |       |       |        |        |        |        |        |        |      |      |      |      |      |      |        |        |        |        |        |        |        |        |  |  |     |     |     |     |        |        |        |        |         |         |         |         |         |         |  |  |        |        |        |        |        |        |        |        |  |  |  |  |  |  |  |  |  |  |  |  |
|  |  | Hayley | Hayley | Hayley | Hayley | Hayley | Hayley |      |  |  |  |  |  | Niklaus | Niklaus | Niklaus | Niklaus | Niklaus | Niklaus |  |  |  |  | Freya | Freya | Freya  | Freya  | Freya  | Freya  |        |        | Finn | Finn | Finn | Finn | Finn | Finn |        |        | Elijah | Elijah | Elijah | Elijah | Elijah | Elijah |  |  | Kol | Kol | Kol | Kol | Kol    | Kol    |        |        | Rebekah | Rebekah | Rebekah | Rebekah | Rebekah | Rebekah |  |  | Henrik | Henrik | Henrik | Henrik | Henrik | Henrik |        |        |  |  |  |  |  |  |  |  |  |  |  |  |
|  |  | Hayley | Hayley | Hayley | Hayley | Hayley | Hayley |      |  |  |  |  |  | Niklaus | Niklaus | Niklaus | Niklaus | Niklaus | Niklaus |  |  |  |  | Freya | Freya | Freya  | Freya  | Freya  | Freya  |        |        | Finn | Finn | Finn | Finn | Finn | Finn |        |        | Elijah | Elijah | Elijah | Elijah | Elijah | Elijah |  |  | Kol | Kol | Kol | Kol | Kol    | Kol    |        |        | Rebekah | Rebekah | Rebekah | Rebekah | Rebekah | Rebekah |  |  | Henrik | Henrik | Henrik | Henrik | Henrik | Henrik |        |        |  |  |  |  |  |  |  |  |  |  |  |  |
|  |  |        |        |        |        |        |        |      |  |  |  |  |  |         |         |         |         |         |         |  |  |  |  |       |       |        |        |        |        |        |        |      |      |      |      |      |      |        |        |        |        |        |        |        |        |  |  |     |     |     |     |        |        |        |        |         |         |         |         |         |         |  |  |        |        |        |        |        |        |        |        |  |  |  |  |  |  |  |  |  |  |  |  |
|  |  |        |        |        |        |        |        | Hope |  |  |  |  |  |         |         |         |         |         |         |  |  |  |  |       |       |        |        |        |        |        |        |      |      |      |      |      |      |        |        |        |        |        |        |        |        |  |  |     |     |     |     |        |        |        |        |         |         |         |         |         |         |  |  |        |        |        |        |        |        |        |        |  |  |  |  |  |  |  |  |  |  |  |  |

I nomi in grassetto indicano i vampiri Originali creati da Esther.
I vampiri Originali sono i primi vampiri mai esistiti, dai quali sono stati generati tutti gli altri. Fu Esther, la strega Originale, a trasformare suo marito Mikael e i suoi figli Finn, Elijah, Kol e Rebekah in vampiri. Diede loro l'immortalità, la forza, la velocità e l'agilità prendendo potere dal Sole e dalla Quercia Bianca. Questi elementi però si rivoltarono contro i vampiri: gli spiriti delle streghe, che vedevano la loro immortalità come un abominio, resero il Sole loro nemico, infatti i raggi solari all'inizio erano un pericolo per loro (ustiona il loro corpo ma non li uccide), ma in seguito Esther risolse il problema creando sei anelli d'oro e lapislazzuli che li proteggono dai raggi solari; solo il legno della Quercia Bianca li può uccidere definitivamente, la sua cenere unita ad un pugnale d'argento conficcato nel loro cuore può portarli in uno stato di "morte" fino all'estrazione dell'arma; l'erba che cresceva sotto la quercia, la verbena, può ustionarli, renderli incoscienti, e rende le persone umane immuni al soggiogamento. Il morso dei licantropi per loro non è letale, ma causa loro dolore e allucinazioni per un limitato periodo di tempo (solitamente tre giorni o sino all'assunzione del sangue dell'ibrido Originale). Non possono prendere fuoco, se non quando uccisi con il legno di quercia bianca. Esther trasformò anche Niklaus, che essendo soggetto alla maledizione della licantropia, si trasformò in un ibrido tra le due specie, ed il cui sangue cura i vampiri dal morso di licantropo o di ibrido. Esther in seguito trasformò Anche Alaric Saltzman (che poi tornò umano) in un Originale, usando un incantesimo più potente rispetto a quello usato sui suoi famigliari, infatti Alaric era immune al legno della Quercia Bianca, quindi virtualmente invulnerabile. In totale sono cinque, dato che Klaus lo è solo in parte e che né Freya (la prima dei Mikaelson) né Henrik (l'ultimo di loro) hanno subito la trasformazione. I vampiri Originali sono, inoltre, gli unici esseri che possono soggiogare chiunque, eccetto le streghe e i licantropi in forma di lupo.
La morte dei vampiri Originali provocherebbe la scomparsa definitiva di tutti i vampiri da loro trasformati  (vedi quanto accaduto con le linee di sangue di Finn, Elijah e Kol). Il legame di Niklaus con la sua discendenza è stato spezzato da Davina Claire nella terza stagione di The Originals. Attualmente quindi, solo la discendenza di Rebekah rimane intatta.

#### Elijah Mikaelson
Elijah Mikaelson (Elia nella versione italiana delle prime quattro stagioni della serie), interpretato da Daniel Gillies, doppiato da Guido Di Naccio. È un Originale, terzo figlio di Esther e Mikael dopo Freya e Finn. Diversamente dai suoi fratelli, Elijah ha un carattere più moderato, è un uomo d'onore e disdegna la violenza, infatti è questa parte del suo carattere che spesso lo mette in contrasto con suo fratello Klaus. Nonostante tutto anche lui sa essere crudele se è necessario.
Con la nascita di una nuova doppelgänger, Elena Gilbert, Elijah ha l'occasione di vendicarsi del fratello che ha ucciso tutti i suoi familiari. Mentre sta per strappargli il cuore, però, Klaus gli dice che i fratelli non sono morti e che lo porterà da loro. Elijah gli crede, ma Klaus lo colpisce con un pugnale d'argento e lo mette in una bara. In seguito, Damon lo libera insieme ai fratelli e alla madre; Elijah decide di abbandonare Mystic Falls e la sua famiglia per riflettere sulle proprie azioni, e inizia una relazione con Katherine. Klaus ed Elijah vengono a sapere che a New Orleans un gruppo di streghe ha messo in atto una sommossa contro Klaus e partono per la città: Katherine lo sprona a lasciar perdere e a scappare con lei, ma Elijah, a malincuore, rifiuta l'offerta. Viene fatto apparire brevemente nella mente di Katherine da Damon, nel momento in cui la donna sta per morire. Nonostante Mikael si sia dimostrato in più occasioni il vampiro più forte in assoluto, in realtà è Elijah colui che si è battuto con Klaus ad armi pari il maggior numero di volte, nonostante quest'ultimo sia l'Ibrido Originale. Verso la fine della seconda stagione riesce addirittura ad avere la meglio su di lui in un'occasione, riuscendo a pugnalarlo e chiuderlo in una bara.

#### Rebekah Mikaelson

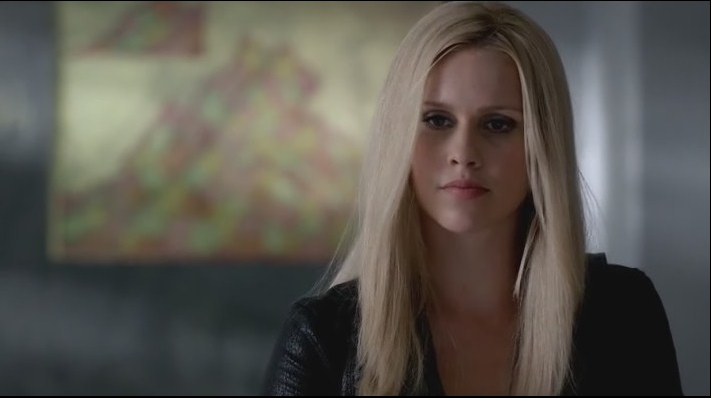
Rebekah Mikaelson (Claire Holt).

Rebekah Mikaelson, interpretata da Claire Holt, doppiata da Valentina Favazza, e da Sabrina Duranti (episodio 3x3). È la sorella di Klaus, l'unica fra tutti che è sempre rimasta al suo fianco. Negli anni venti si innamora di Stefan, ma lei e Klaus sono costretti a scappare da Mikael. Siccome Rebekah non vuole lasciare Stefan, viene pugnalata dal fratello, che la rinchiude in una bara. Viene risvegliata nella terza stagione, alla fine della quale provoca la morte di Elena che, avendo del sangue di vampiro in circolo, si trasforma in vampira. Lei e Stefan diventano amanti, ma alla fine capirà di provare dei sentimenti per Matt, in parte ricambiati. Duarante l'estate dopo il diploma di Matt, partono per un viaggio in Europa. Rebekah prova a convincerlo a lasciare Mystic Falls per sempre con lei, ma il ragazzo rifiuta l'offerta, convinto che debba ritornare alla vita reale, così si salutano da buoni amici.
Si trasferisce poi a New Orleans per aiutare Klaus ed Elijah con la bambina e ritrova il suo vecchio amore, Marcel, con il quale organizza un piano per rinchiudere Klaus e vivere felici, ma Klaus batte loro e il loro esercito di vampiri e Rebekah e Marcel si arrendono. Dopo la nascita di Hope lascia la città con lei per proteggerla. Successivamente torna in città con Hope. Esther vuole farle un incantesimo per purificarla e renderla mortale in un corpo mortale. I suoi fratelli hanno un piano, ma Kol decide di modificarlo e trasferisce Rebekah nel corpo di Eva Sinclair (interpretata da Maisie Sellers), rinchiusa in una specie di manicomio per streghe pazze. Riesce poi a liberarsi e a tornare dai fratelli. Ora può usufruire liberamente di entrambi i corpi.
Quando era umana, Rebekah era una ragazza dolce e sensibile, ma la trasformazione in vampiro l'ha cambiata: è diventata cinica e vendicativa. È emotivamente fragile e facilmente manipolabile e si innamora spesso e in fretta. Testarda e ribelle, non sopporta di sentirsi oppressa però sa essere gentile.

#### Mikael
Mikael, interpretato da Sebastian Roché, doppiato da Stefano Benassi. È il marito di Esther, e padre di tutti gli Originali, eccetto che di Klaus. Quando i licantropi uccisero suo figlio Henrik, Mikael costrinse sua moglie Esther a ricorrere alla magia nera per rendere lui e i propri figli più forti. Nacquero così gli Originali, ma insieme alla velocità, alla forza e all'immortalità è arrivata una fame tremenda e Klaus era il più affamato di tutti. Quando Klaus uccise la sua prima vittima i suoi poteri di licantropo latenti si risvegliarono, Mikael capì dunque che il ragazzo era nato da una relazione adulterina tra la moglie e un lupo mannaro. Mikael, infuriato per il tradimento, obbligò la moglie a sopprime in Klaus la sua parte di lupo negandogli ogni contatto con il suo vero io. Mikael ha passato tutta la sua vita a dare la caccia a Klaus dopo che quest'ultimo uccise Esther, viene poi disidratato e rinchiuso in un cimitero di Charlotte da Abby Bennett. Viene risvegliato da Katherine, la quale viene morsa e scopre che Mikael si nutre solo di vampiri, per questo viene chiamato da alcuni come "il vampiro cacciatore di vampiri". Assieme a Damon inizia ad architettare l'uccisione di Klaus, ma con l'intervento di Stefan è lui a finire impalato con il paletto del legno della Quercia Bianca, proprio per mano di Klaus. È sicuramente il Vampiro Originale più forte di tutti (a detta di Esther, soltanto Alaric gli è superiore, dopo la sua trasformazione in vampiro Originale), differisce dai suoi simili perché preferisce bere il sangue degli altri vampiri, che lo rende più forte. Prova un profondo odio nei confronti di Klaus ed è disposto a tutto pur di ucciderlo, anche uccidere gli altri figli (per sua stessa affermazione, Mikael ha distrutto intere città inseguendolo per il mondo, tanto da guadagnarsi il nome de "Il distruttore"). Sembra essere l'unico uomo che Klaus abbia mai temuto, infatti lo stesso Klaus lo definirà come l'uomo più crudele mai apparso sulla terra.
Nell'ultimo episodio della prima stagione dello spin-off, The Originals, la strega Davina riporta in vita Mikael sfruttando la nascita miracolosa di Hope Mikaelson, la figlia ibrido di Klaus; il cacciatore decide di portare a termine il suo piano per uccidere definitivamente Klaus e il resto della sua famiglia, comprese Hayley e Hope, ma viene poi ucciso dai suoi figli.

#### Finn Mikaelson
Finn Mikaelson, interpretato da Casper Zafer, doppiato da Raffaele Carpentieri. È un vampiro Originale, secondo figlio di Esther e Mikael, fratello maggiore di Elijah, Klaus, Kol, Rebekah e Henrik e fratello minore di Freya. Elijah e Damon lo risvegliano nella terza stagione, dopo 900 anni di torpore. Rifiuta la sua natura, arrivando ad odiare se stesso e la razza dei vampiri, per questo aiuta Esther nel suo piano per uccidere gli Originali. È l'unico grande amore di Sage. Quando viene ucciso da Matt con il paletto intagliato con il legno della Quercia Bianca, anche tutta la sua discendenza di sangue muore.
Finn ritorna in vita nell'ultimo episodio della prima stagione di The Originals, lo spin-off della serie, ansioso di aiutare sua madre nel suo piano di trasformare i suoi fratelli in umani, abitando il corpo dello stregone Vincent, ma viene poi esorcizzato dalla sorella Freya, che libera Vincent e imprigiona lui nel proprio ciondolo. Quando la strega Davina riporta in vita Kol nel suo corpo di vampiro, senza volerlo, riporta in vita anche Finn che è tornato nel suo corpo di Vampiro Originale, ma poco dopo viene ucciso definitivamente da Lucien Castle e dal suo morso che può secernare un veleno di licantropo al quale nemmeno un Originale può sopravvivere.

#### Kol Mikaelson
Kol Mikaelson, interpretato da Nathaniel Buzolic, doppiato da Daniele Giuliani. È un vampiro Originale, quarto figlio di Mikael e quinto figlio di Esther, fratello minore di Freya, Finn, Elijah e Klaus e fratello maggiore di Rebekah e Henrik. Dopo la morte di Esther, Kol partì per l'Europa, uccidendo e trasformando persone indiscriminatamente. Fin da bambino è capriccioso, testardo e aggressivo. Elijah e Damon lo risvegliano nella terza stagione. Cerca di ostacolare i piani di Damon, il quale vuole scoprire da che Originale discende la sua linea di sangue. Viene chiamato da Rebekah per aiutarla a torturare il professor Shane, ma appena scopre che con la cura è sepolto anche Silas, cerca di ostacolarne la ricerca, cercando di uccidere chiunque sia essenziale per il risveglio dello stregone. Viene poi fermato da Jeremy, che lo uccide col paletto di Quercia Bianca. Quando l'Altra Parte viene mostrata sulla Terra, anche lui torna giurando vendetta contro coloro che volevano la sua morte, ma viene nuovamente rinchiuso.
Nel primo episodio della seconda stagione di The Originals, lo spin-off della serie, viene rivelato che Kol è ritornato in vita insieme a Finn ed Esther, e si stabilisce nel corpo dello stregone Kaleb. Successivamente si innamora di Davina e tradisce sua madre per aiutarla e si riappacifica con i fratelli. Infine viene ucciso da Finn con un incantesimo. Davina lo riporta in vita nella terza stagione nel suo corpo originale di vampiro.

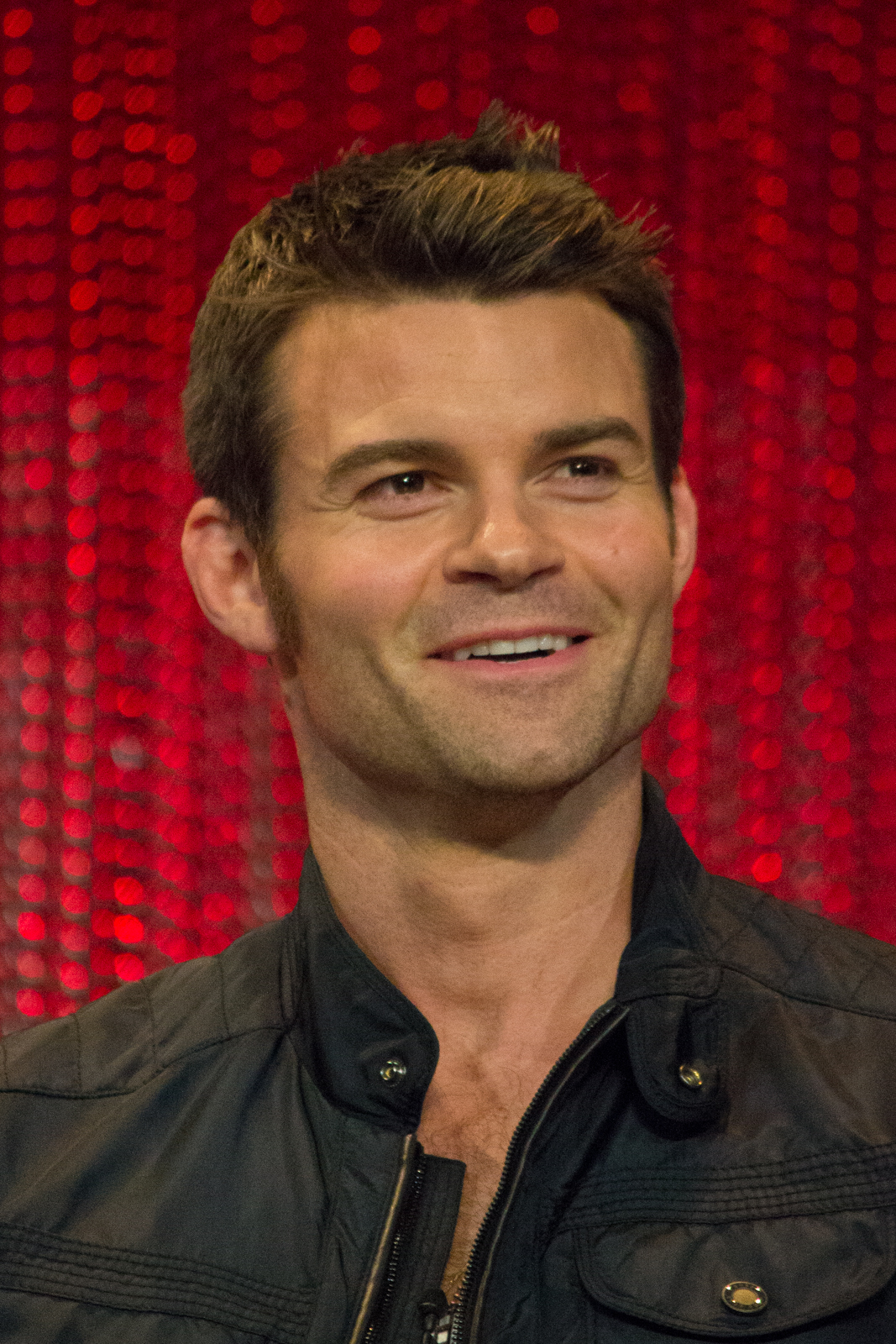
Daniel Gillies interpreta Elijah Mikaelson.
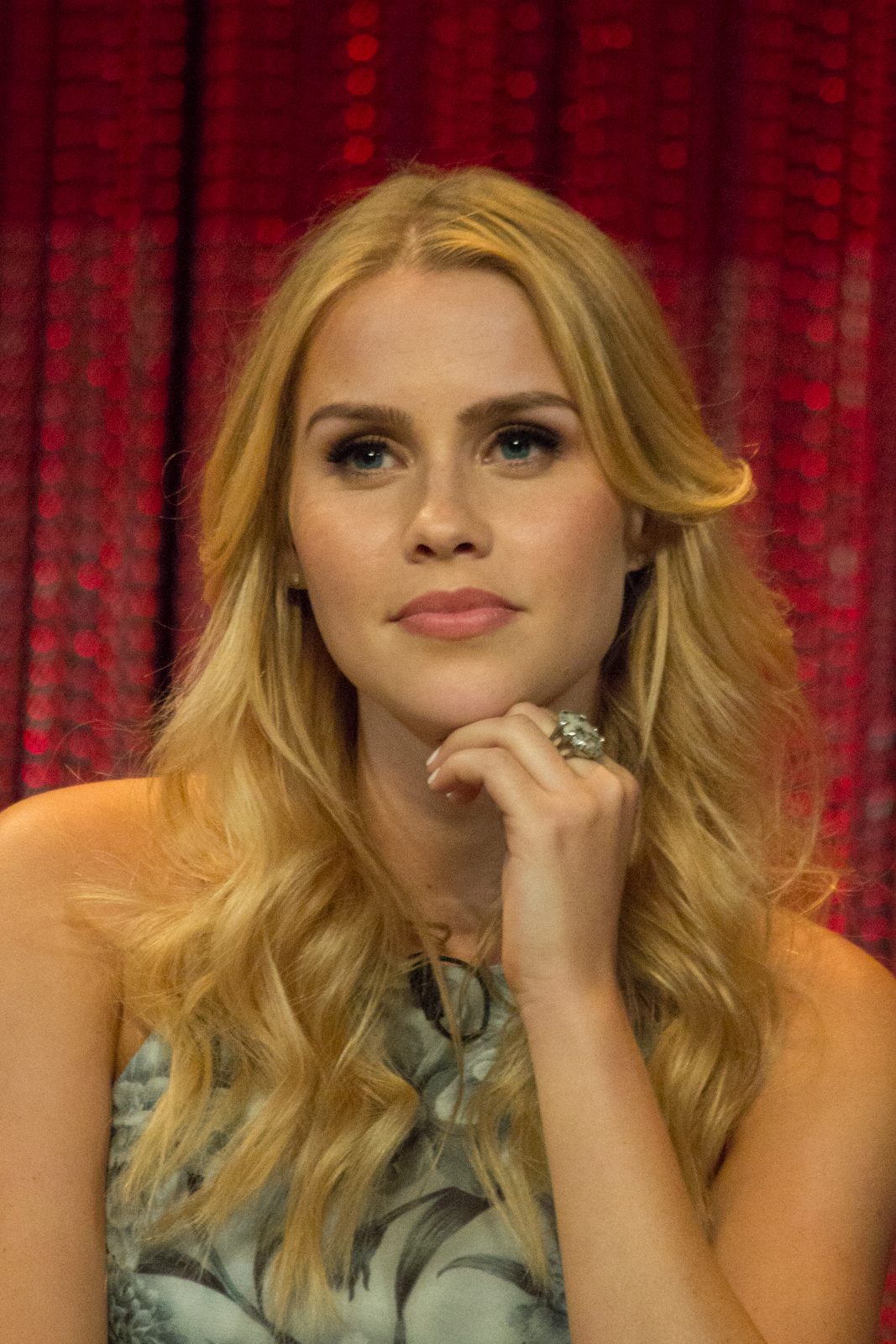
Claire Holt interpreta Rebekah Mikaelson.
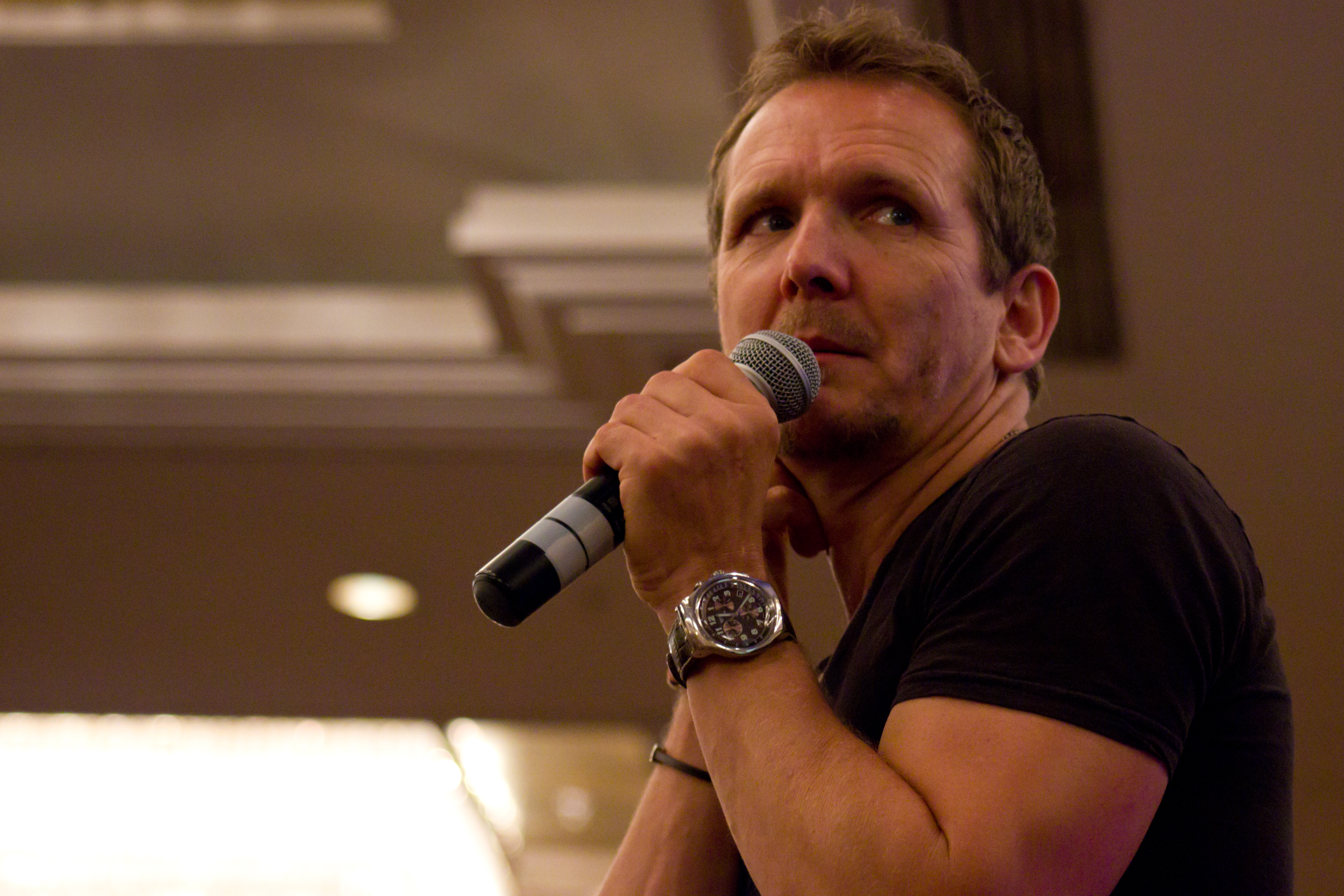
Sebastian Roché interpreta Mikael.
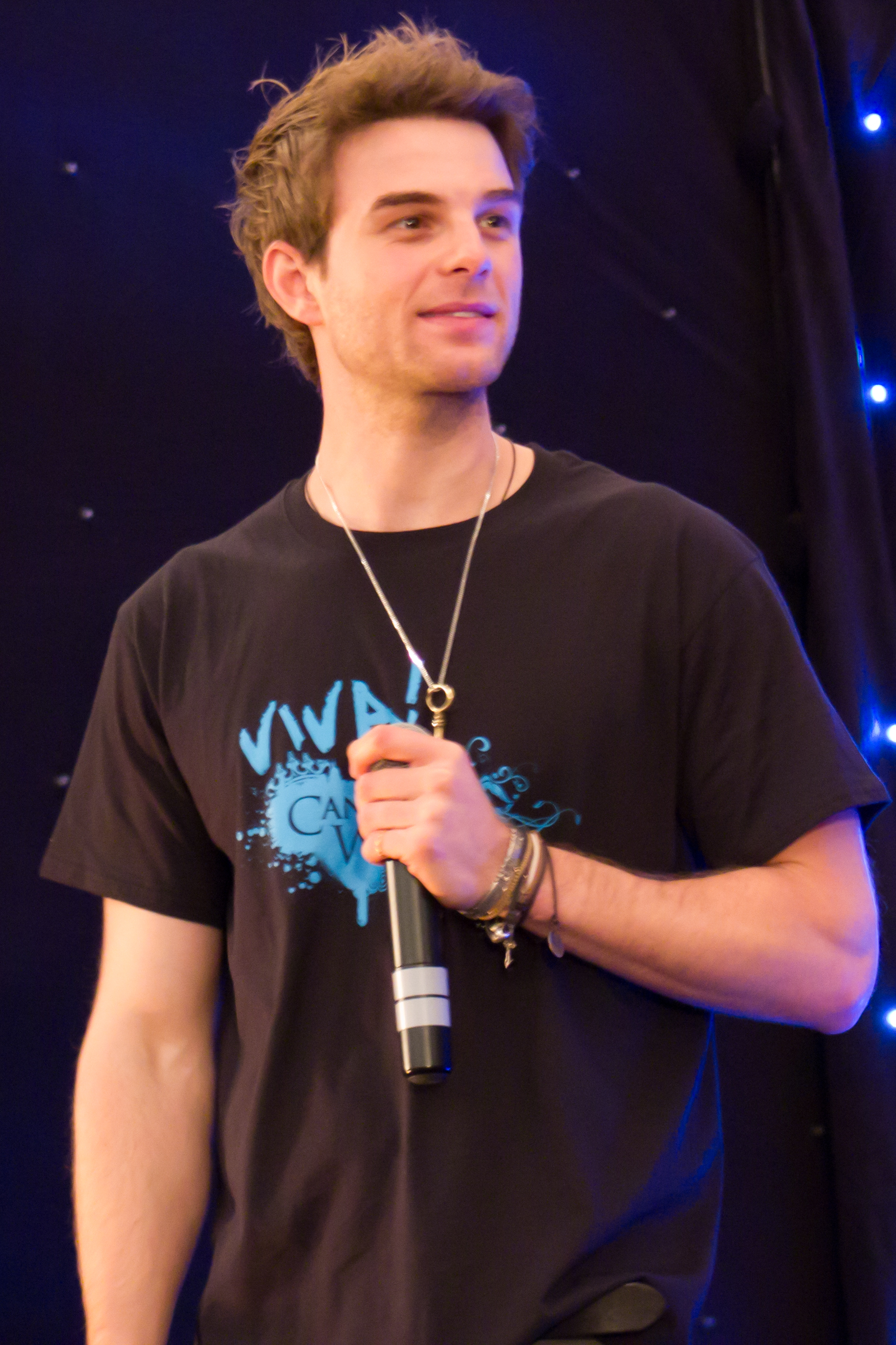
Nathaniel Buzolic interpreta Kol Mikaelson.

### Vampiri

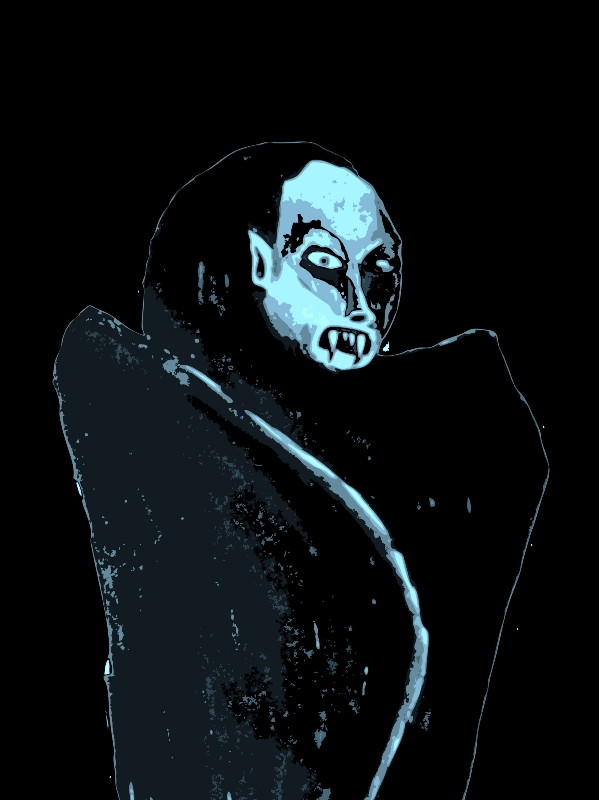
Un vampiro.

I vampiri sono una specie soprannaturale che venne creata dai vampiri Originali. La loro unica fonte di vita è il sangue umano, possono bere anche sangue animale ma in genere non lo fanno perché il sangue umano li rende molto più forti di quello animale. Se non si nutrono per un lungo periodo, si indeboliscono e poi si mummificano, ma non muoiono. Finché bevono sangue regolarmente il loro corpo continua a funzionare; possono anche bere o mangiare, anche se non gli è necessario. Inoltre, consumare alcolici li aiuta a tenere a bada la sete di sangue. Possono morire solo se esposti alla luce del Sole, decapitati o se trafitti al cuore da qualunque tipo di legno. Il veleno secernuto dal morso di un licantropo ha effetti letali per loro, infatti li uccide in pochi giorni (solo bevendo il sangue di Klaus possono guarire dal veleno) Risultano indeboliti fisicamente e nei loro poteri se entrano in contatto con la verbena. I loro sensi sono innaturalmente sviluppati e anche la velocità, la forza e l'agilità sono incredibilmente maggiori rispetto a quelle umane. Hanno inoltre la capacità di allontanare le loro emozioni, la capacità di guarire quasi istantaneamente, l'immortalità, il soggiogamento mentale, e talvolta manifestano la capacità di entrare nella mente degli altri (umani o vampiri indifferentemente) anche da una certa distanza per creare illusioni o sogni, sia durante il sonno sia in stato di veglia, ma non possono leggere i pensieri. I vampiri possono entrare nelle case altrui solo se invitati da chi detiene l'atto di proprietà (o comunque da chi ha il diritto di considerare la casa di sua proprietà).
Il processo che trasforma un umano in vampiro si divide in tre fasi:
1. Bere del sangue di vampiro;
2. Morire entro 24 ore dalla consumazione del sangue, cioè prima che il sangue sia smaltito dall'organismo;
3. Nutrirsi di sangue umano entro circa mezza giornata dal risveglio, altrimenti si muore definitivamente.

#### Lexi Branson
Alexia "Lexi" Branson, interpretata da Arielle Kebbel, doppiata da Myriam Catania (stagioni 1-3) e Erica Necci (stagioni 4-5 e 8). È una vampira centenaria, migliore amica di Stefan. Fu lei a salvarlo poco tempo dopo la sua trasformazione in vampiro, quando era una prima versione dello "squartatore", insegnandogli a controllarsi e dare valore alla sua umanità invece di spegnerla. Lei e Stefan hanno un rapporto fraterno, si vedono una volta l'anno, al compleanno di Stefan, che trascorrono sempre divertendosi come Stefan non fa mai. Lexi, infatti, è la sola persona con cui Stefan riesce ad essere se stesso e a divertirsi senza timore di tornare ad essere uno "squartatore", ruolo che poi passerà a Caroline dopo la sua morte. Ogni volta che Stefan riprende le abitudini da "squartatore", Lexi torna da lui e lo fa rinsavire, spesso impiegando anni. Lexi non ha mai avuto problemi a torturare Stefan pur di farlo tornare normale quando spegneva la sua umanità. Quando torna a Mystic Falls a fargli visita, viene presa alla sprovvista e uccisa da Damon. Compare in alcuni flashback della seconda e della quarta stagione e sotto forma di fantasma nella terza. Nella quarta stagione torna temporaneamente in vita grazie alla caduta del velo che separa il mondo dei vivi dall'Altra Parte: lei e Stefan si salutano prima che il velo venga ripristinato causando il ritorno di Lexi nel limbo in cui vanno le anime degli esseri soprannaturali morti, ma prima che ciò avviene Lexi lo consola per aver perso l'amore di Elena, dicendogli che ne troverà presto un altro altrettanto importante. Nel finale della quinta stagione Lexi salva Stefan dall'oscurità che distrugge l'Altra Parte e cerca di aprirgli gli occhi sui veri sentimenti che uniscono lui e Caroline. Poco dopo, capendo che per Bonnie il rischio di morire è sempre più alto tanto quanto più le persone che resuscita sono numerose, si rifiuta di attraversarla per evitare il rischio che muoia prima che Damon torni in vita e, come migliore amica di Stefan, non può permettere che lui perda suo fratello. Markos arriva di corsa per tornare in vita attraversando Bonnie, ma Lexi riesce a fermarlo facendolo precipitare nell'oscurità, dopodiché abbandona l'Altra Parte ascendendo a un piano superiore, trovando finalmente la tanto sospirata pace.
Lexi non sopportava Damon, specie perché questi, decenni prima, la ingannò fingendosi innamorato di lei per portarsela a letto e intrappolarla su un tetto al sole, così da andarsene (Stefan l'aveva pregata di aiutare Damon a riaccendere la sua umanità). Provava simpatia per Elena e sperava che fosse il vero amore di Stefan, le consigliò di non fuggire se davvero lo amava. Lexi non ha avuto interazioni con altri personaggi, ma ha una strana predilezione per Caroline, che apprezza molto avendola vista, mentre era dall'Altra Parte, prendersi cura di Stefan e sembra che desideri che la giovane vampira e il suo migliore amico diventino una coppia.
Quando Stefan muore e va in paradiso ritrova Lexi con la sua tanto amata macchina e si riabbracciano forte, trovando pace insieme.

#### Annabelle Zhu
Annabelle "Anna" Zhu, interpretata da Malese Jow, doppiata da Maria Letizia Scifoni. È una vampira, figlia di Pearl, che si innamora di Jeremy Gilbert e che sembra essere intenzionata a trasformarlo in vampiro per alleviare le sue sofferenze. Viene uccisa da John Gilbert con un paletto di legno durante un incendio, nell'ultimo episodio della prima stagione. Compare nuovamente nell'ultimo episodio della seconda stagione di fronte a Jeremy, assieme a Vicki. Rivela in seguito a Katherine e Damon, per mezzo di Jeremy, il nome del peggior nemico di Klaus: Mikael, il suo patrigno.

#### Pearl Zhu
Pearl Zhu, interpretata da Kelly Hu, doppiata da Stella Musy. È uno dei vampiri della cripta. Nel 1864 si innamorò di Johnathan Gilbert, ma lui la tradì dopo aver scoperto la sua vera natura e fu complice della sua cattura. Viene liberata dopo 145 anni dalla figlia Anna. Diversamente dalla maggior parte dei vampiri della tomba, non sembra nutrire rabbia verso i cittadini e tenta senza successo di guidare gli altri lontano dalla vendetta. Viene uccisa assieme a Harper da John Gilbert, che la trafigge al cuore con un paletto di legno.

#### Isobel Flemming
Isobel Flemming, interpretata da Mia Kirshner, doppiata da Domitilla D'Amico. È la moglie di Alaric, nonché madre biologica di Elena. John Gilbert la mise incinta quando erano ancora due adolescenti, abbandonò la figlia quando era ancora in fasce. Ha sempre provato interesse per i vampiri, quando incontra Damon, dopo aver avuto una relazione con lui alle spalle di Alaric, supplica il vampiro di trasformarla, Damon acconsente alla richiesta. Muore quando Klaus manipola la sua mente spingendola al suicidio, dopo aver parlato con Alaric ed Elena per l'ultima volta.

#### Rose Famil
Rose Famil, interpretata da Lauren Cohan, doppiata da Valentina Mari. È una vampira nata nel 1450 in Inghilterra e trasformata a circa 20 anni. Nel 1492 trasforma involontariamente Katherine, e per questo è ricercata da Klaus, che vuole vendicarsi. Inizialmente sembra essere una nemica, ma si scopre in seguito che è buona e gentile, tanto che Damon si affeziona a lei, inoltre i due diventano amanti. Morsa dal licantropo Jules, Damon la uccide per porre fine alle sue sofferenze, non essendo riuscito a trovare una cura.

#### Abby Bennett
Abby Bennett Wilson, interpretata da Persia White, doppiata da Laura Romano. È la madre naturale di Bonnie, una strega, e la madre adottiva di Jamie. Ha usato tutti i suoi poteri per disidratare Mikael a Charlotte, e in seguito a questa operazione ha abbandonato la figlia, trasferendosi a Monroe. Aiuta Bonnie a liberare Esther dalla sua bara. Successivamente viene trasformata in vampiro da Damon, perdendo così definitivamente i suoi poteri di strega e abbandona di nuovo sua figlia. Nella quarta stagione le due tornano in contatto e si sentono spesso per telefono, Bonnie afferma che, nonostante all'inizio odiasse essere un vampiro, sua madre ora apprezza questa nuova vita.

#### Trevor
Trevor (Trent Ford) è un vampiro nato intorno al 1450. Nel 1492 salva Katerina Petrova da Elijah e Klaus con l'aiuto di Rose. Per aver commesso questo gesto, assieme a Rose, è costretto a scappare dai due fratelli Originali. Viene ucciso da Elijah.

#### Logan Fell
Logan Fell, interpretato da Chris J. Johnson, doppiato da Giorgio Borghetti. È un giornalista di Mystic Falls. È l'ex fidanzato di Jenna e un membro del Consiglio dei Fondatori. Successivamente viene trasformato in vampiro, inconsapevolmente, da Anna. Logan, per dispetto a Liz Forbes, cerca di trasformare Caroline in vampiro, ma Damon e Stefan lo fermano. Fa un patto con Damon promettendogli di rivelargli il modo per aprire la cripta in cui dovrebbe essere imprigionata Katherine ma, prima di arrivare al luogo convenuto per l'incontro, viene ucciso da Alaric.

#### Noah
Noah (Dillon Casey) è un vampiro ossessionato dalla somiglianza tra Elena e Katherine. Lavora con Ben e Anna per aprire la cripta sotto Mistic Fall's. Viene ucciso da Stefan.

#### Ben McKittrick
Ben McKittrick, interpretato da Sean Faris, doppiato da David Chevalier. È un vampiro che lavora con Anna per aprire la cripta sotto Fell's Church. Viene ucciso da Stefan.

#### Henry Wattles
Henry Wattles, interpretato da Evan Gamble, doppiato da Massimo Aresu. È un vampiro imprigionato nella cripta, dopo essersi liberato John Gilbert si prende cura di lui aiutandolo a integrarsi nel ventunesimo secolo. Viene ucciso da Alaric. Quando era umano, lui e Damon erano nello stesso reggimento durante la guerra civile americana.

#### Harper
Harper, interpretato da Sterling Sulieman, doppiato da Leonardo Graziano. È un vampiro della cripta. Non è intenzionato a vendicarsi delle Famiglie Fondatrici, è molto legato a Pearl la quale gli salvò la vita quando Harper era un soldato. Viene ucciso da John Gilbert con un paletto di legno nel cuore.

#### Frederick
Frederick, interpretato da Stephen Martines, doppiato da Francesco Prando. È un vampiro della cripta. Vuole uccidere le Famiglie Fondatrici. Lui e i suoi compagni rapiscono Stefan, ma Damon e Alaric riescono a salvarlo, infine Stefan uccide Frederick.

#### Slater
Slater, interpretato da Trevor Peterson, doppiato da Francesco Venditti. È un vampiro che fornisce informazioni sugli Originali a Damon e Rose. Dà molta importanza alla conoscenza e al sapere, infatti per lui il modo migliore per dare un senso all'immortalità è arricchirla con l'istruzione. Si suicida dopo essere stato soggiogato da Elijah.

#### Sage
Sage, interpretata da Cassidy Freeman, doppiata da Myriam Catania. È una vampira del passato di Stefan e Damon. Appare per la prima volta in un flashback nell'episodio 1912. Fu la fidanzata di Finn, ma da quando quest'ultimo venne pugnalato da Klaus più di 900 anni fa, vaga per il mondo e insegna ai vampiri come comportarsi con la loro natura. Fu lei ad insegnare a Damon a nutrirsi di sangue umano direttamente dalle vittime senza ucciderle. Essendo estremamente anziana è capace di entrare persino nella mente degli Originali, ma per farlo ha bisogno che quest'ultimo sia profondamente assopito, come avviene con Rebekah. Quando scopre che Finn è stato svegliato va a Mystic Falls, ma il vampiro Originale se ne è andato. Klaus e Rebekah la portano dalla propria parte per convincere Finn a non suicidarsi e riescono nell'intento. Finn e Sage tornano insieme, ma la sera dello stesso giorno l'Originale viene ucciso da Matt. Desiderosa di vendetta si reca a casa dei Salvatore per ucciderli, ma muore prima di riuscirci poiché fa parte della discendenza di sangue di Finn. Sage è la vampira più anziana comparsa su The Vampire Diaries, ma non è la più vecchia dopo gli Originali, dal momento che i vampiri Lucien, Tristan ed Aurora, presenti in The Originals, sono stati i primi tre vampiri non Originali della storia (trasformati rispettivamente da Klaus, Elijah e Rebekah), anche se può essere associata a loro, essendo anche lei la prima (ed unica) persona trasformata in vampiro da Finn.

#### Will
Will, interpretato da Aaron Jay Rome. È una vecchia conoscenza di Damon, che incontrò negli anni settanta, gestisce un locale a New York. Will lavora per Katherine, e quando quest'ultima gli ordina di uccidere Hayley, Klaus, per difenderla, lo morde infettandolo con il suo veleno di lupo mannaro, infine Damon lo uccide per mettere fine alle sue sofferenze.

#### Marcel Gerard
Marcellus "Marcel" Gerard, interpretato da Charles Michael Davis, doppiato da Roberto Draghetti. È un vampiro che vive a New Orleans, trasformato da Klaus. Compare nell'episodio Conseguenze, il backdoor pilot dello spin-off della serie, The Originals; le sue vicende vengono narrate nello spin-off. Nel backdoor pilor, Marcel è preoccupato dall'arrivo di Klaus a New Orleans, e incarica alcuni suoi vampiri di seguirlo per raccogliere informazioni. Klaus ne è infastidito e attacca uno dei vampiri di Marcel. In seguito Klaus e Marcel hanno una seconda lite riguardo al trono di New Orleans che culmina con Klaus che morde un altro amico di Marcel, dimostrandogli che non ha potere su di lui perché è immortale. Tuttavia, il giorno seguente Klaus afferma che ha capito che Marcel è il re di New Orleans ma che vuole rimanere ancora per un po', e Marcel torna a trattarlo amichevolmente come quando era arrivato la prima volta.

#### Nadia Petrova
Nadia Petrova, interpretata da Olga Fonda, doppiata da Roberta Pellini. È la figlia di Katherine e antenata di Elena. La sua nascita macchiò di disonore la famiglia Petrova visto che era una figlia illegittima, dopo che Klaus sterminò la famiglia, Katherine perse le tracce di Nadia. La ragazza divenne un vampiro ed è riconosciuta come un Viaggiatore. Dopo aver avuto una breve storia con Matt e Rebekah si è trasferita a Mystic Falls per ricongiungersi con la madre, salvandole la vita (dato che la cura dell'immortalità che aveva assunto la stava uccidendo) permettendo ai Viaggiatori di trasferire la sua anima nel corpo di Elena. Nonostante Katherine abbia dato prova di essere una pessima madre, Nadia cerca più volte di ricostruire il loro rapporto, inoltre ha dimostrato di provare dei sinceri sentimenti per Matt. Quando Matt scopre che Katherine è entrata nel corpo di Elena, cerca di avvertire i suoi amici, Nadia però lo coglie sul fatto, a quel punto interviene Caroline e Nadia la aggredisce, ma in suo soccorso arriva Tyler, quest'ultimo la morde infettandola con il suo veleno da licantropo, e nonostante Katherine cerchi di salvarla, Nadia muore.

#### Jesse
Jesse, interpretato da Kendrick Sampson, doppiato da Francesco Venditti. È uno studente del Withmore College che diventa amico di Caroline ed Elena. Dopo aver bevuto del sangue di Caroline, viene ucciso da Wesley Maxfield, il quale lo trasforma in un vampiro più forte della media e avente un irrefrenabile desiderio di sangue di vampiro. Dopo aver perso il controllo, viene ucciso da Elena nel tentativo di proteggere Damon.

#### Ivy
Ivy, interpretata da Emily Chang, doppiata da Giuppy Izzo. È una ragazza che Stefan frequenta per un breve periodo. Enzo la uccide per il puro gusto di fare del male a Stefan, nonostante tutto Enzo le aveva fatto bere il suo sangue prima di ucciderla, quindi Ivy ritorna in vita come vampiro. Stefan la lascia a Caroline perché le insegni come essere vampiro. Ivy dice a Caroline di aver capito che lei prova qualcosa per Stefan, dopodiché le spezza il collo e rischia di uccidere un innocente, poi investito da Tyler, per nutrirsi. Presa dalla paura e dai sensi di colpa chiama Caroline per farsi aiutare, ma viene catturata prima da Tripp. Successivamente la conduce verso il confine di Mystic Falls, il quale a causa della magia dei Viaggiatori è diventato un luogo inaccessibile per i vampiri, in questo modo il vampirismo di Ivy si annulla e lei muore.

#### Lily Salvatore
Lillian "Lily" Salvatore, interpretata da Annie Wersching, doppiata da Giuppy Izzo. È la madre di Stefan e Damon. Venne trasformata poco prima di morire da un'infermiera che le diede sangue di vampiro in punto di morte. Dopo essersi trasformata non riuscì a controllare la brama di sangue e, dopo aver finto la propria morte, fugge in Europa dove diventa una pericolosissima squartatrice, la congrega Gemini ha annotato che il numero delle sue vittime si aggira intorno a 3000. È stata lei a trasformare Enzo in un vampiro nel 1903, in quello stesso anno viene fermata dalla congrega Gemini a New York, le streghe la intrappolano in un mondo prigione insieme agli Eretici, i suoi compagni di viaggio, che lei considera la sua vera famiglia, provando per loro un affetto persino superiore a quello che prova per i suoi figli. Lily è sopravvissuta bevendo due gocce di sangue a settimana, quel che basta a non svenire. Le scorte di sangue trovato in quel mondo prigione nell'ultimo secolo erano quasi finite, perciò i suoi compagni di viaggio, che le hanno insegnato a dominare la sete di sangue, si sono essiccati lasciando a lei l'onere e l'onore di sopravvivere e vegliare su di loro. Damon la libera dal mondo prigione, ma Lily intende liberare gli Eretici, che considera la sua vera famiglia. Lily rivela a Damon di non riuscire nemmeno a ricordare l'amore che prova per i figli e che per loro non prova alcun affetto, perché gli ricordano un periodo brutto della propria vita, dato che odiava suo marito, e che smise di essere una donna debole e rassegnata solo quando divenne un vampiro. Kai libera gli Eretici dal mondo prigione, quindi Lily si ricongiunge a loro, inoltre prendono il controllo di Mystic Falls. Nonostante affermi di non sentirsi più legata ai suoi figli, spesso tradisce un lieve sentimento affettuoso nei loro riguardi. Quando Stefan e Damon rivelano a Lily che il suo amato Julian, il suo compagno vampiro, aveva picchiato Valerie (una degli Eretici) fino a farla abortire, dato che aspettava un bambino da Stefan, la donna decide di combattere al loro fianco per ucciderlo. Dato che la forza vitale di Lily è legata a quella di Julian per merito di un incantesimo degli Eretici, lei decide di uccidersi pugnalandosi al cuore con un paletto di legno così che Julian faccia la stessa fine, ma il suo sacrificio si rivela vano dato che Julian aveva fatto sciogliere il legame che li univa da Mary Louis, un'altra eretica. La morte di Lily riempie di tristezza i cuori dei fratelli Salvatore e degli Eretici.

#### Julian
Julian, interpretato da Todd Lasance. È il compagno vampiro di Lily, gli Eretici lo vedono come una figura paterna, infatti gli vogliono molto bene anche grazie al suo carattere carismatico. Quando Stefan era un umano, Julian e Valerie, su richiesta di Lily, andarono a Mystic Falls per tenerlo d'occhio. Valerie e Stefan si innamorarono, lui la mise incinta, Valerie decise di rimanere con lui, ma Julian insisteva sul fatto che la ragazza dovesse seguire Lily in Inghilterra, com'era da programma, e nonostante sapesse che aspettava un bambino, Julian la picchiò così forte che la fece abortire. Valerie si suicidò ma dato che nel suo corpo circolava il sangue di Lily ritornò in vita diventando la prima eretica, Julian sbalordito dal suo potenziale decide di circondarsi di Eretici per creare un esercito invincibile, infatti a dispetto di quello che credono gli Eretici lui non li ama per davvero, ma li considera solo delle armi. Morì nel 1903, ucciso dalla cacciatrice Rayna, il suo spirito viene intrappolato nella Pietra della Fenice, ma viene riportato in vita dalla stessa pietra con un incantesimo di Nora, Mary Louis e Beau, infine si ricongiunge con Lily. È un individuo spietato e malvagio, Valerie si riferisce a lui come a un demonio. Dopo la morte di Lily chiama tutti i suoi conoscenti vampiri e si scatena a Mystic Falls, assumendone il possesso. Stefan lo uccide con un paletto di legno con l'aiuto di Valerie. Rayna è diventata una cacciatrice soprannaturale proprio per vendicarsi di lui che, per non soffrire delle allucinazioni mortali di un cacciatore della Fratellanza dei Cinque, il padre di Rayna, fece uccidere quest'ultimo dalla ragazza con la compulsione.

#### Krystal
Krystal, interpretata da Alex Mauriello, doppiata da Maria Letizia Scifoni. È una vampira, fa parte del gruppo capeggiato da Julian, i quali prendono possesso di Mystic Falls. Lei e Damon finiscono a letto insieme. Con l'aiuto di altri quattro vampiri attacca Matt e Penny, ma poi interviene Rayna che uccide sia Krystal che i suoi compagni vampiri.

#### Violet Fell
Violet Fell, interpretata da Sammi Hanratty. È una studentessa di Mystic Falls che viene trasformata in vampira da Stefan. Quest'ultimo poi la uccide dopo che la ragazza si era trasformata in un'assassina dato che non riusciva a tenere a freno la sua sete di sangue.

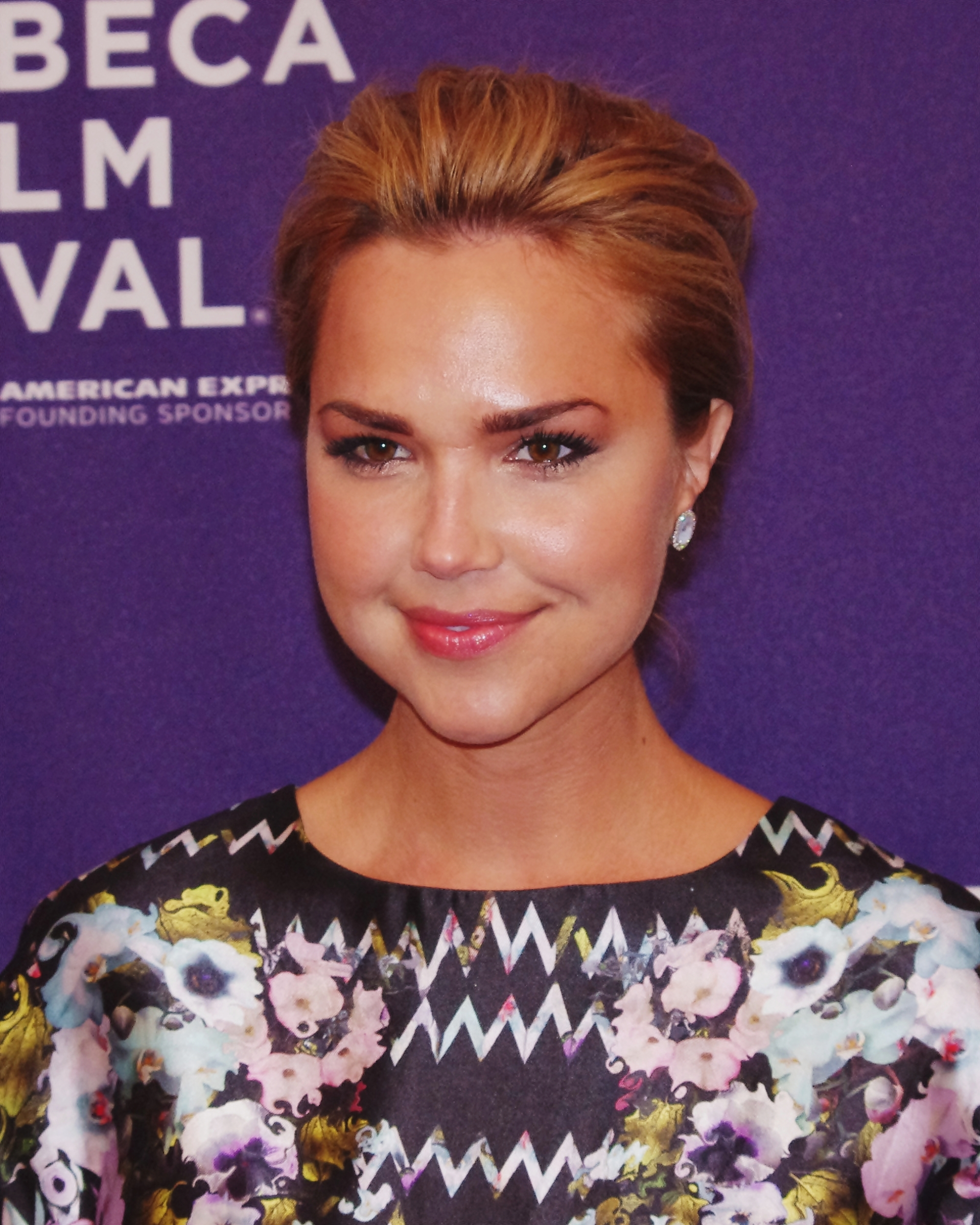
Arielle Kebbel interpreta Lexi Branson.
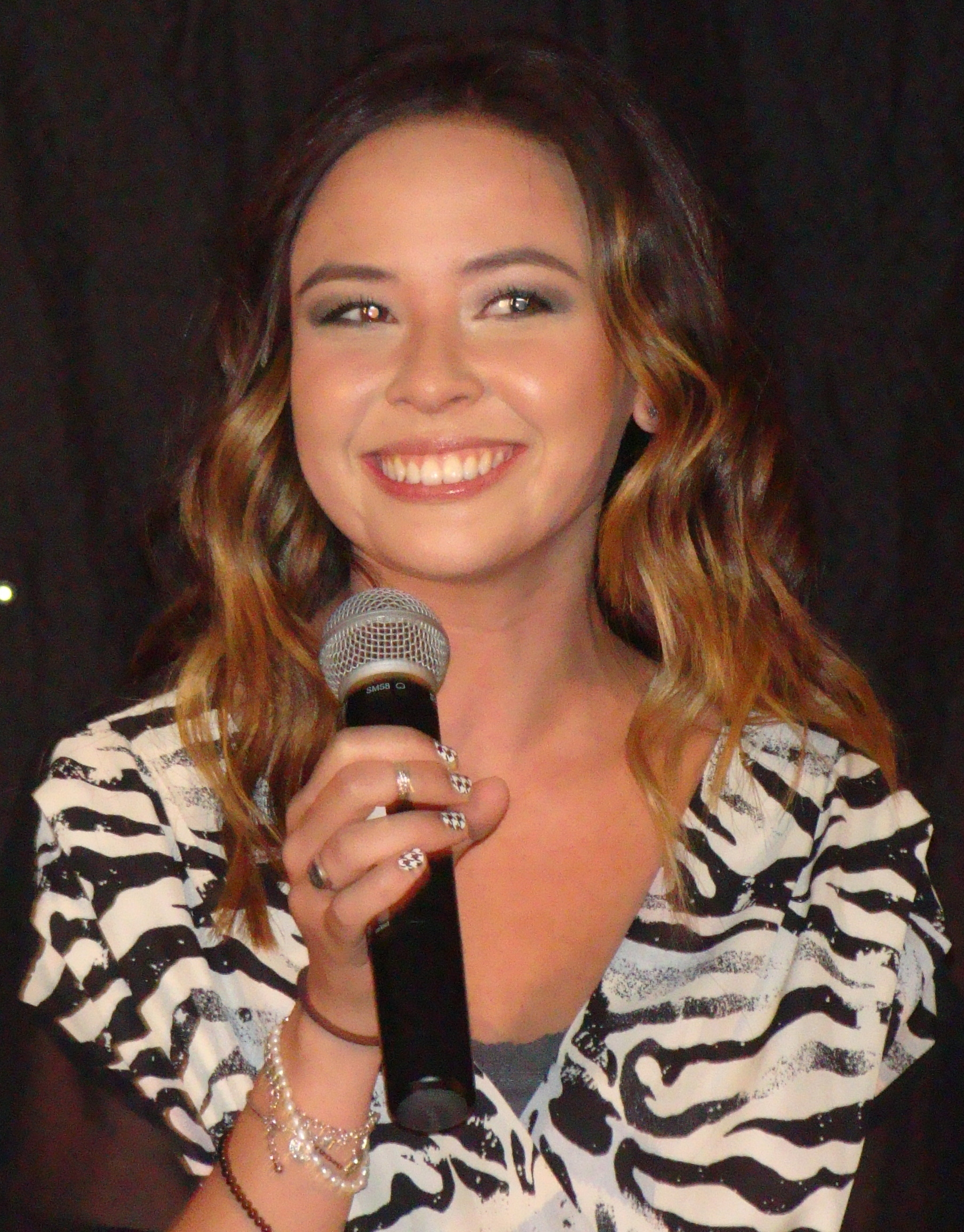
Malese Jow interpreta Annabelle Zhu.
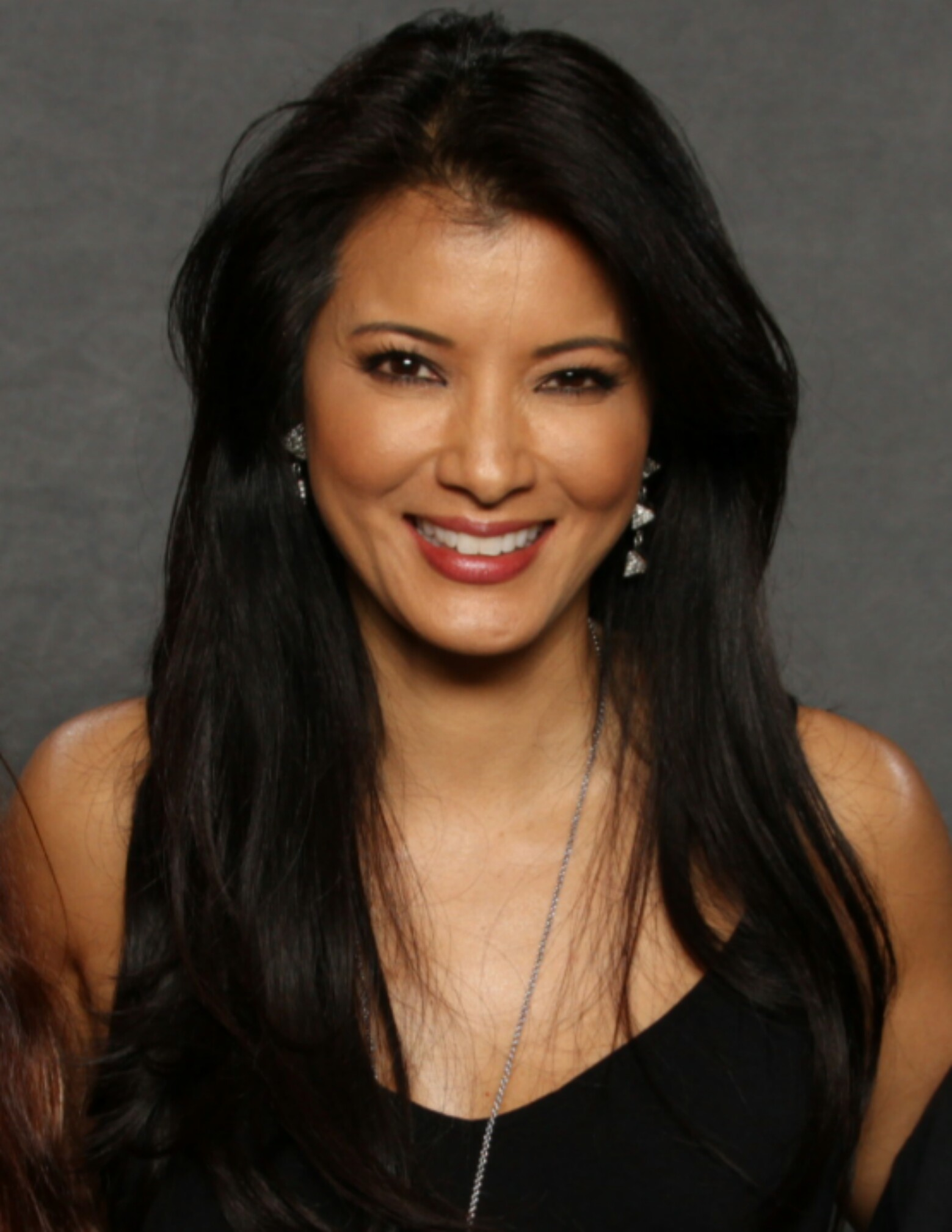
Kelly Hu interpreta Pearl Zhu.
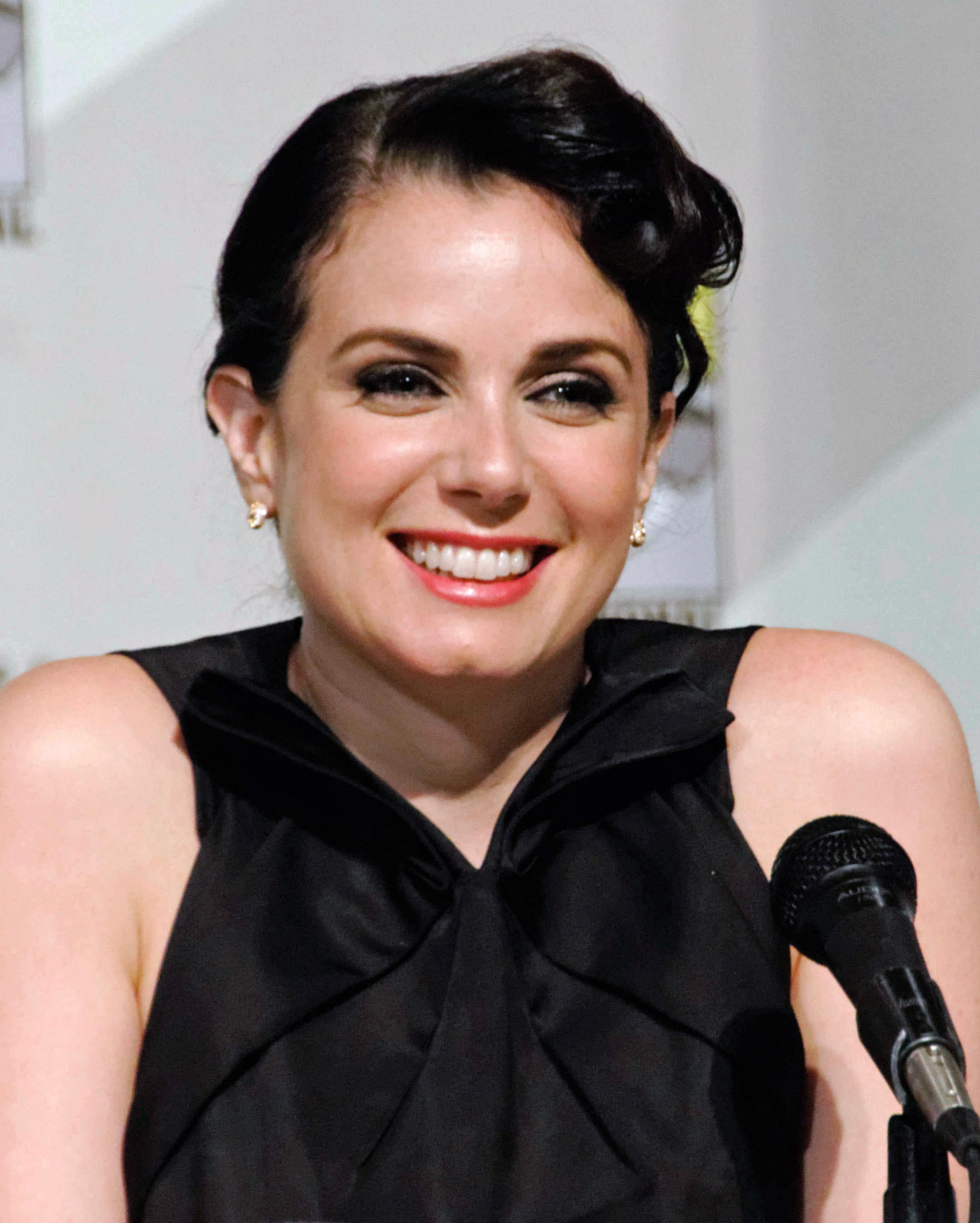
Mia Kirshner interpreta Isobel Flemming.
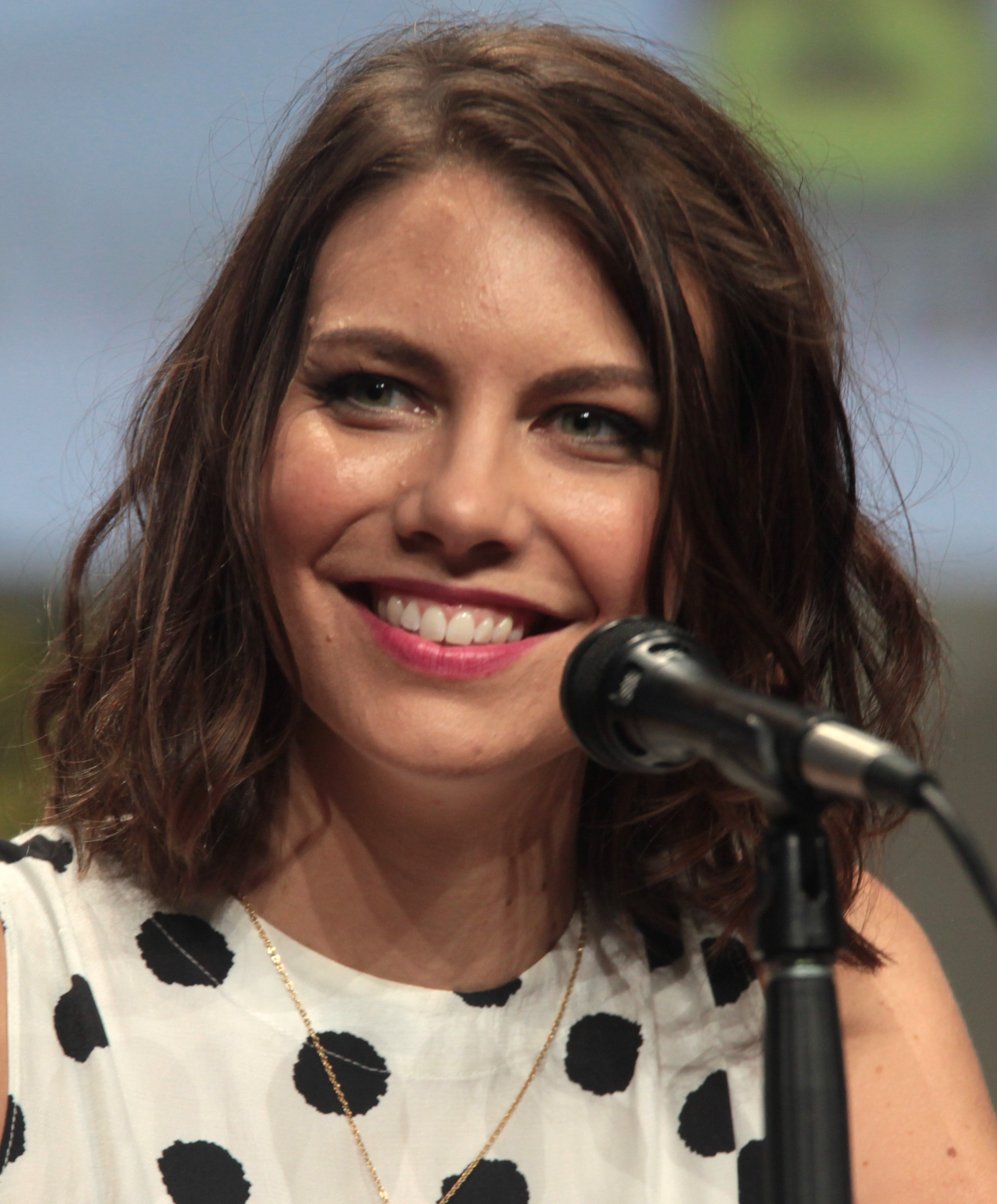
Lauren Cohan interpreta Rose Famil.
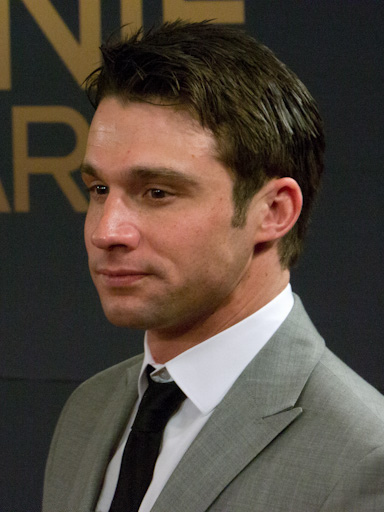
Dillon Casey interpreta Noah.
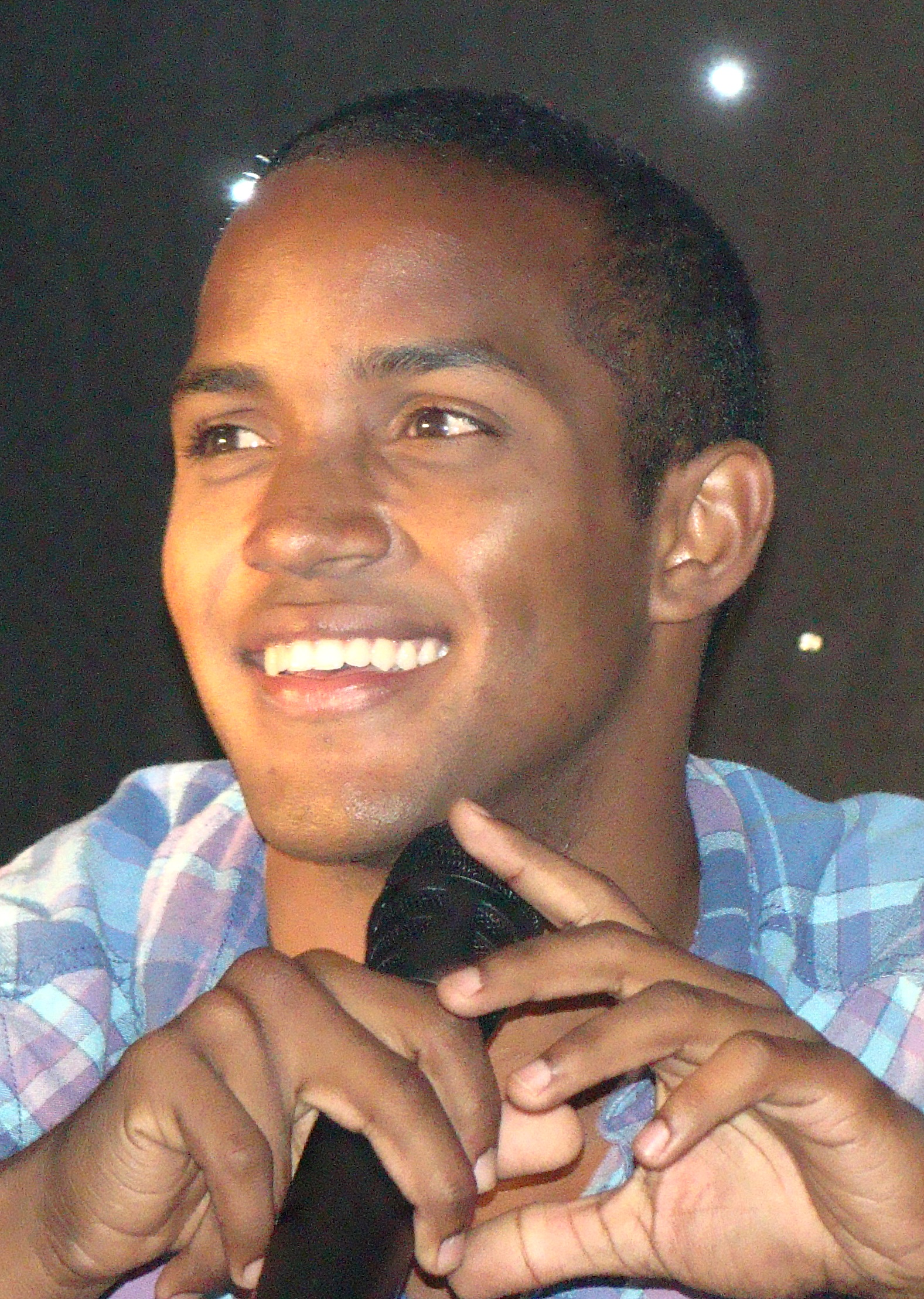
Sterling Sulieman interpreta Harper.
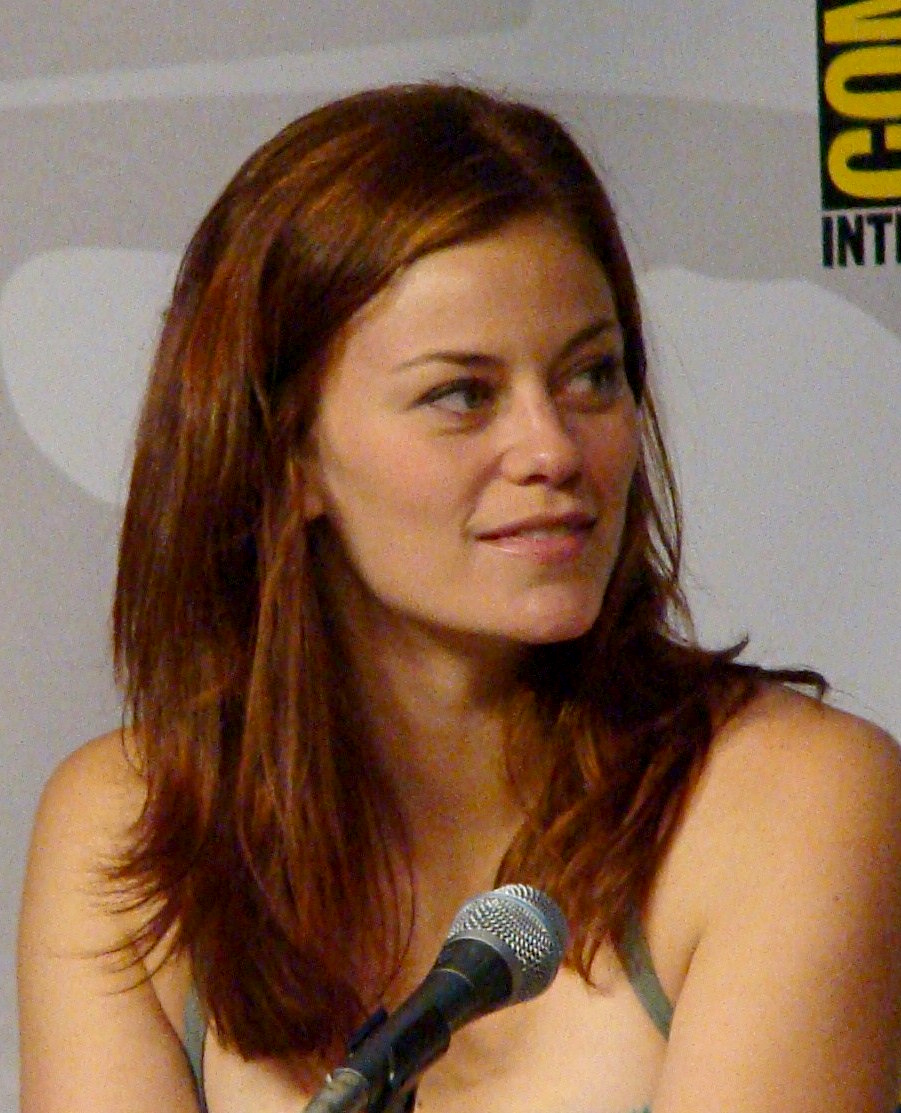
Cassidy Freeman interpreta Sage.
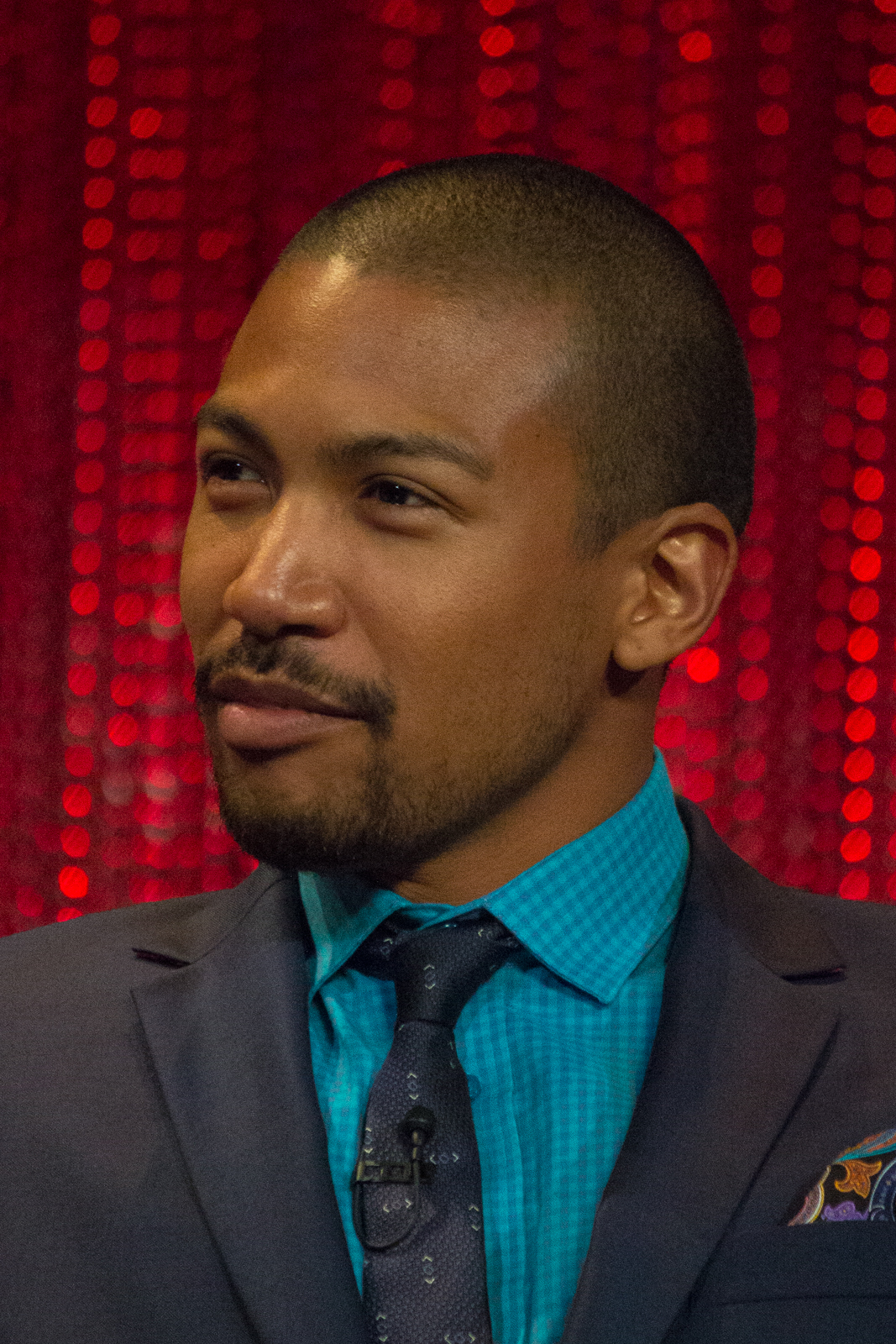
Charles Michael Davis interpreta Marcel Gerard.
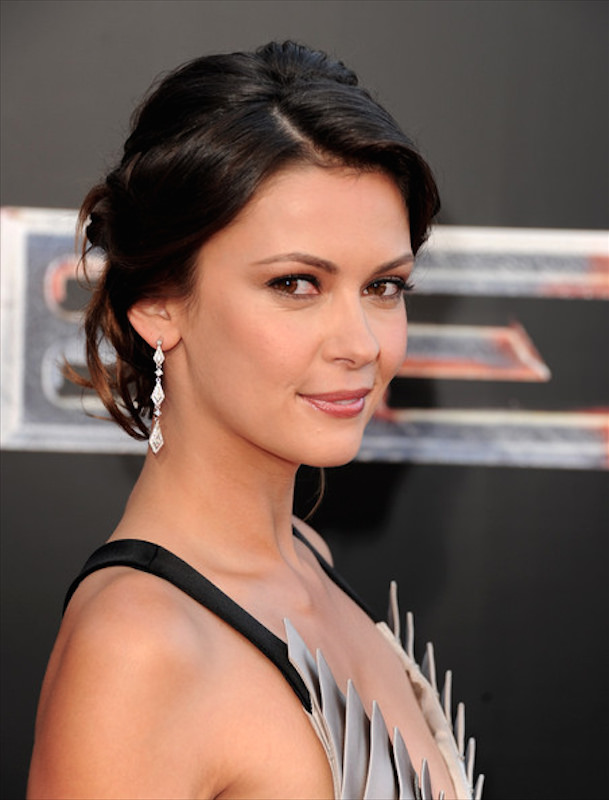
Olga Fonda interpreta Nadia Petrova.
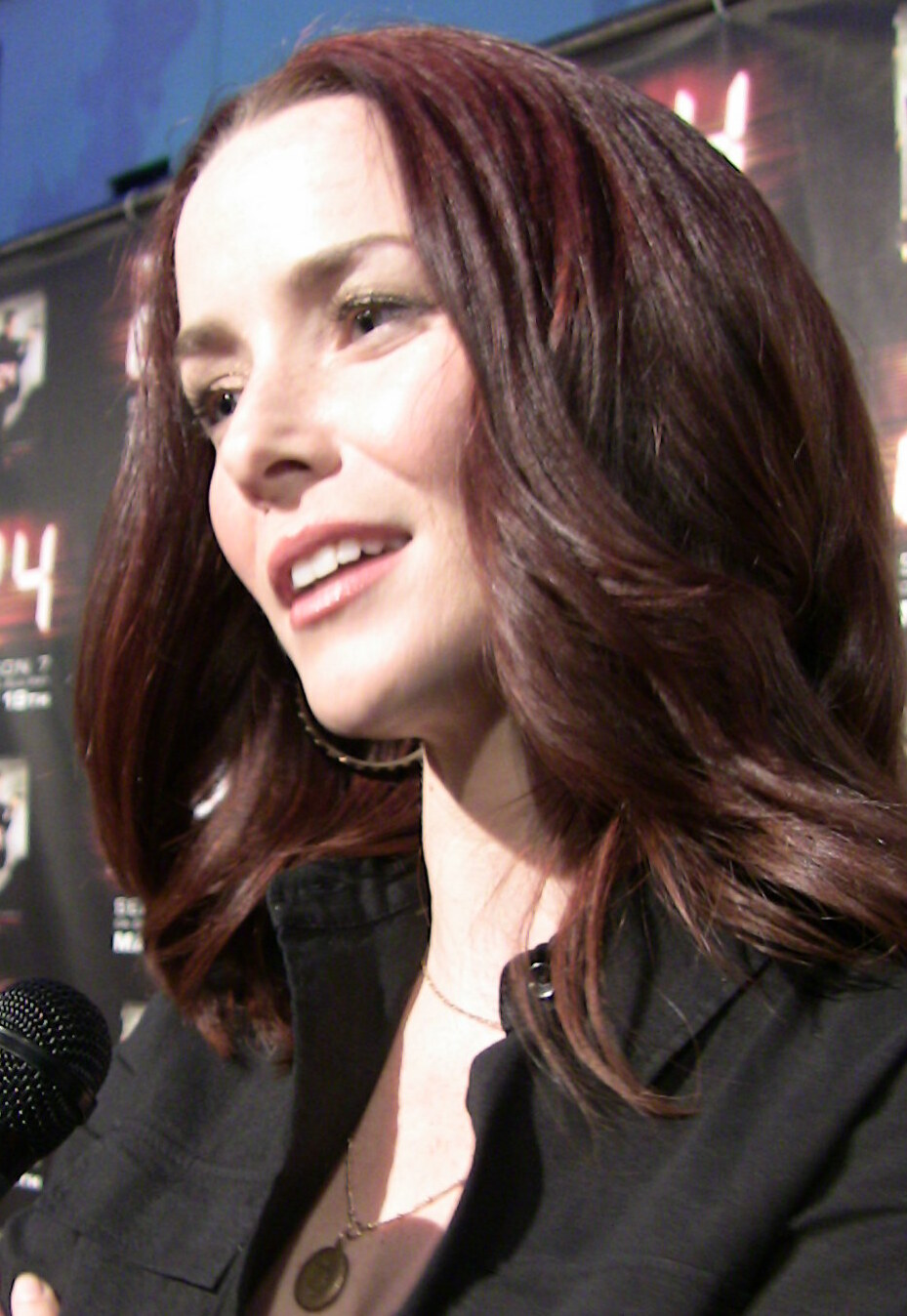
Annie Wersching interpreta Lily Salvatore.
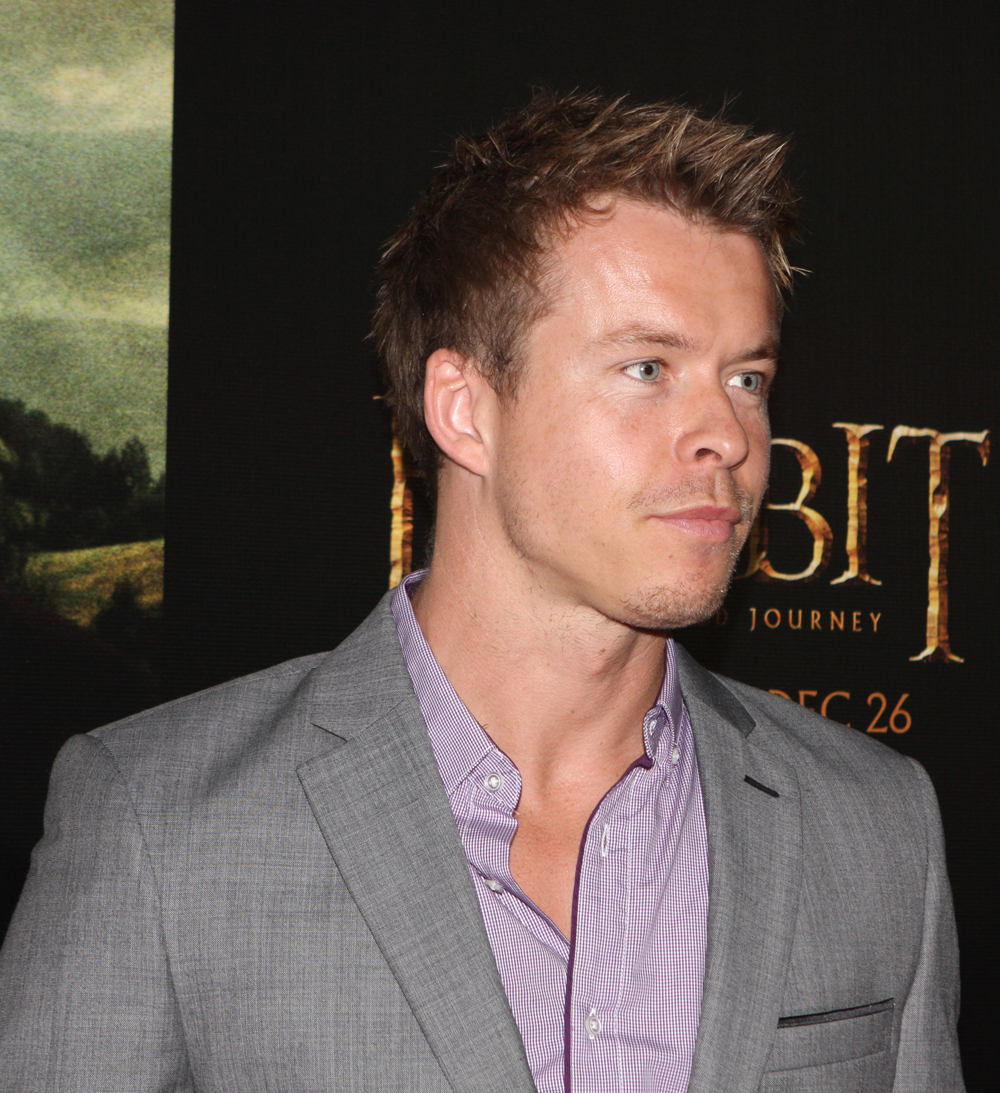
Todd Lasance interpreta Julian.
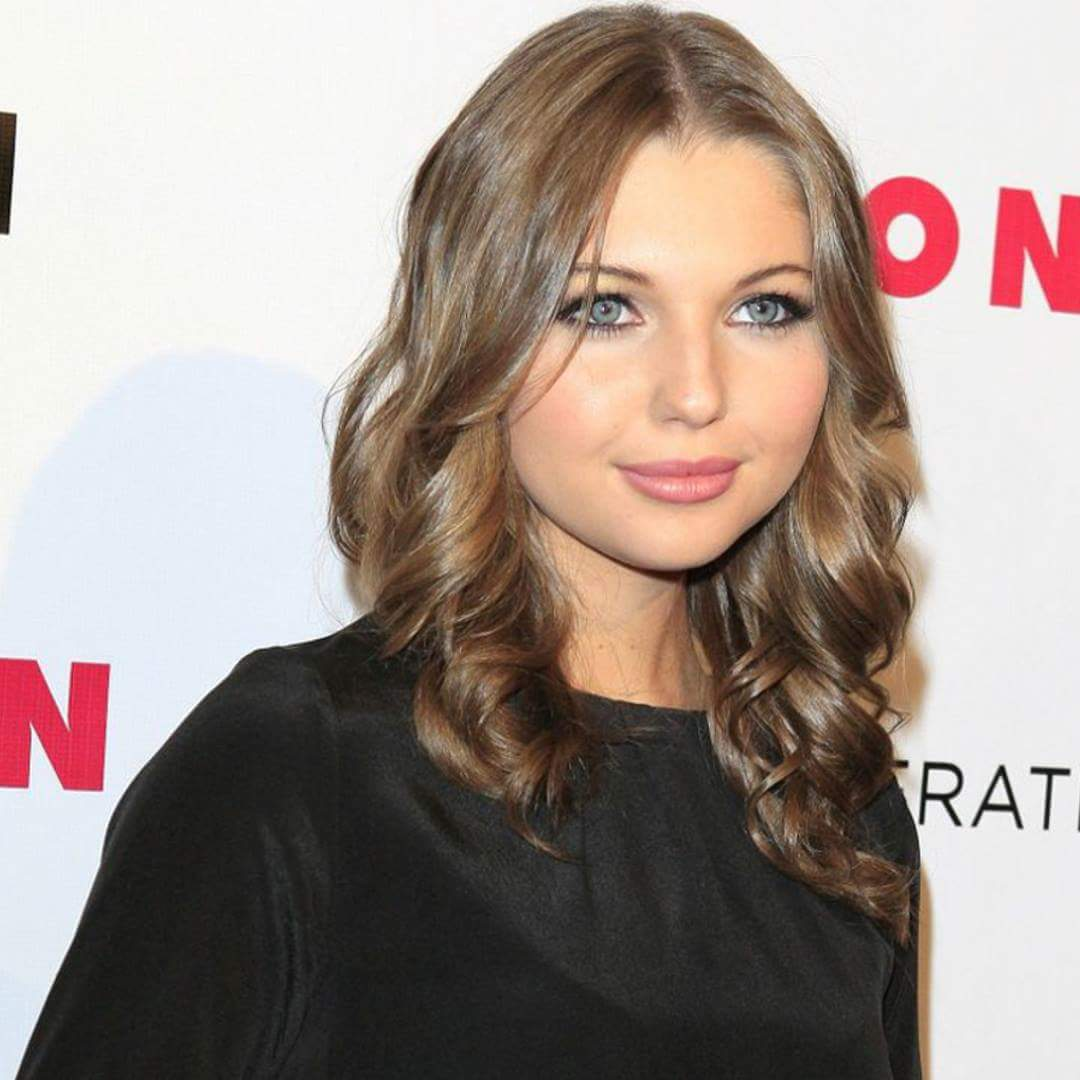
Sammi Hanratty interpreta Violet Fell.

### Licantropi

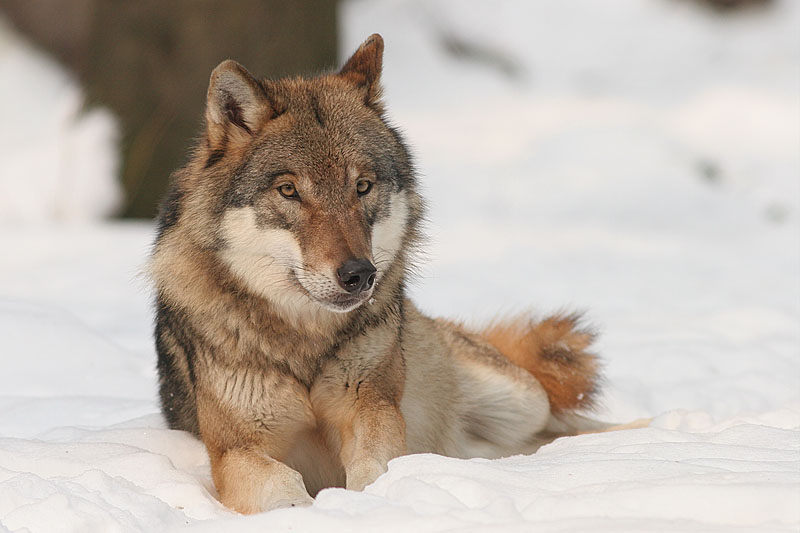
Con la trasformazione, i licantropi assumono l'aspetto di lupi.

I licantropi, chiamati anche lupi mannari, sono esseri umani che, ad ogni plenilunio, si trasformano in feroci lupi guidati unicamente dal proprio istinto animale e con una forte propensione a predare vampiri e umani. Se trasformati, dispongono di forza, resistenza, velocità, agilità e riflessi sovrumani, di olfatto, udito e vista super-sviluppati (attraverso il primo possono distinguere i vampiri dagli umani), di un'efficace visione notturna e della capacità di percepire le bugie, quando esse vengono dette. Il loro morso può ridurre un vampiro non Originale in uno stato di demenza, violenza, allucinazioni e impulsività che conduce la vittima a uno stato peggiore della morte (per questo si preferisce uccidere i vampiri morsi), essi guariscono solo bevendo il sangue di Klaus, che ha il potere di neutralizzare gli effetti del veleno; tra l'altro anche gli Eretici possono guarire un vampiro dal veleno di lupo semplicemente assorbendo la sua magia. Possono essere uccisi con la decapitazione, la rottura del collo, l'estrazione del cuore o con la magia. Lo strozzalupo li indebolisce, mentre l'argento, a dispetto delle leggende, è innocuo. Nella loro forma umana sono molto più deboli dei vampiri, ma la situazione cambia completamente durante la Luna piena. Guariscono dalle ferite ma invecchiano normalmente.
Per diventare licantropi bisogna commettere un omicidio, ma bisogna possedere soprattutto il gene della licantropia ereditato da almeno uno dei genitori, anche dai possessori che non hanno mai scatenato la maledizione, ma che lo possiedono. La trasformazione è molto dolorosa e lunga, ma con il tempo ci si può abituare al dolore e si possono velocizzare i tempi.
L'origine della licantropia viene narrata solo nella quarta stagione dello spin-off The Originals.

#### Richard Lockwood
Richard Lockwood, interpretato da Robert Pralgo, doppiato da Stefano Benassi. È il padre di Tyler. Oltre a essere un membro del Consiglio dei Fondatori, è il sindaco di Mystic Falls, è un uomo prepotente e dispotico, nonché violento, e questo crea non poche diatribe tra lui e Tyler. Pur non avendo mai attivato il gene della licantropia, come Tyler e Mason, di fatto anche lui è un licantropo come tutti i Lockwood, infatti alla festa dei Padri Fondatori (nell'ultimo episodio della prima stagione) il congegno che stordisce le creature soprannaturali, quali sono i vampiri, stordisce pure Richard essendo lui un lupo mannaro; i membri del consiglio pensando erroneamente che fosse un vampiro lo trascinano in un edificio pieno di vampiri a cui dare fuoco, uno dei vampiri rinchiusi nell'edificio uccide Richard spezzandogli l'osso del collo.

#### Mason Lockwood
Mason Lockwood, interpretato da Taylor Kinney, doppiato da Alessio Cigliano. È il fratello minore di Richard Lockwood e lo zio di Tyler. Tornato a Mystic Falls dopo la morte di suo fratello per prendersi cura di Tyler, si scopre essere un licantropo e il nuovo amante di Katherine. Mason attivò il gene della licantropia uccidendo il suo migliore amico per autodifesa, dato che lo aggredì, anche se lo fece perché Katherine plagiò la sua mente affinché aggredisse Mason. Il motivo che lo spinge a tornare a Mystic Falls è legato alla ricerca della pietra di luna, che secondo la leggenda dovrebbe annullare gli effetti della maledizione dei licantropi. Viene ucciso da Damon, che gli strappa il cuore dal petto. Ritorna come fantasma nella terza stagione e, dopo averlo torturato un po', aiuta Damon a trovare le iscrizioni sugli Originali sotto la vecchia tenuta dei Lockwood, sperando di trovare qualcosa in grado di uccidere Klaus e salvare così Tyler dal suo legame di asservimento.

#### Jules
Jules, interpretata da Michaela McManus, doppiata da Antonella Baldini. È un'amica di Mason. Arriva a Mystic Falls per avere sue notizie e ben presto scopre che è morto. Assieme al suo branco, diventa la principale nemica dei vampiri (dopo Klaus). Sembra nutrire vero affetto nei confronti di Tyler. Muore infine sacrificata da Klaus.

#### Brady
Brady, interpretato da Stephen Amell, doppiato da David Chevalier. È un amico di Jules, con la quale capeggia un branco di licantropi. Vuole spezzare la maledizione del Sole e della Luna. Mentre cerca di catturare Elena, viene ucciso da Stefan.

#### Stevie
Stevie, interpretato da Erik Stocklin, doppiato da Niccolò Guidi. È un licantropo appartenente al branco di Jules e Brady. Dopo aver fatto irruzione nella casa dei Salvatore, aggredisce Alaric e Damon, inoltre tortura quest'ultimo ma Elijah arriva in suo soccorso uccidendo Stevie.

#### Ray Sutton
Ray Sutton (David Gallagher) è un licantropo, Klaus cerca di fare di lui il primo ibrido vampiro/licantropo. Muore nel tentativo, per idrofobia, mentre era nella fase di transizione, per non aver bevuto in tempo il sangue della doppelgänger, l'ultimo elemento necessario per completare la trasformazione.

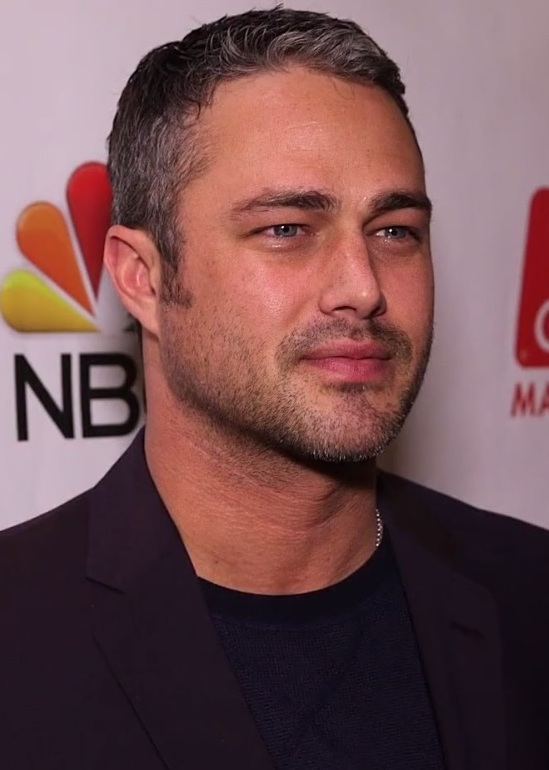
Taylor Kinney interpreta Mason Lockwood.
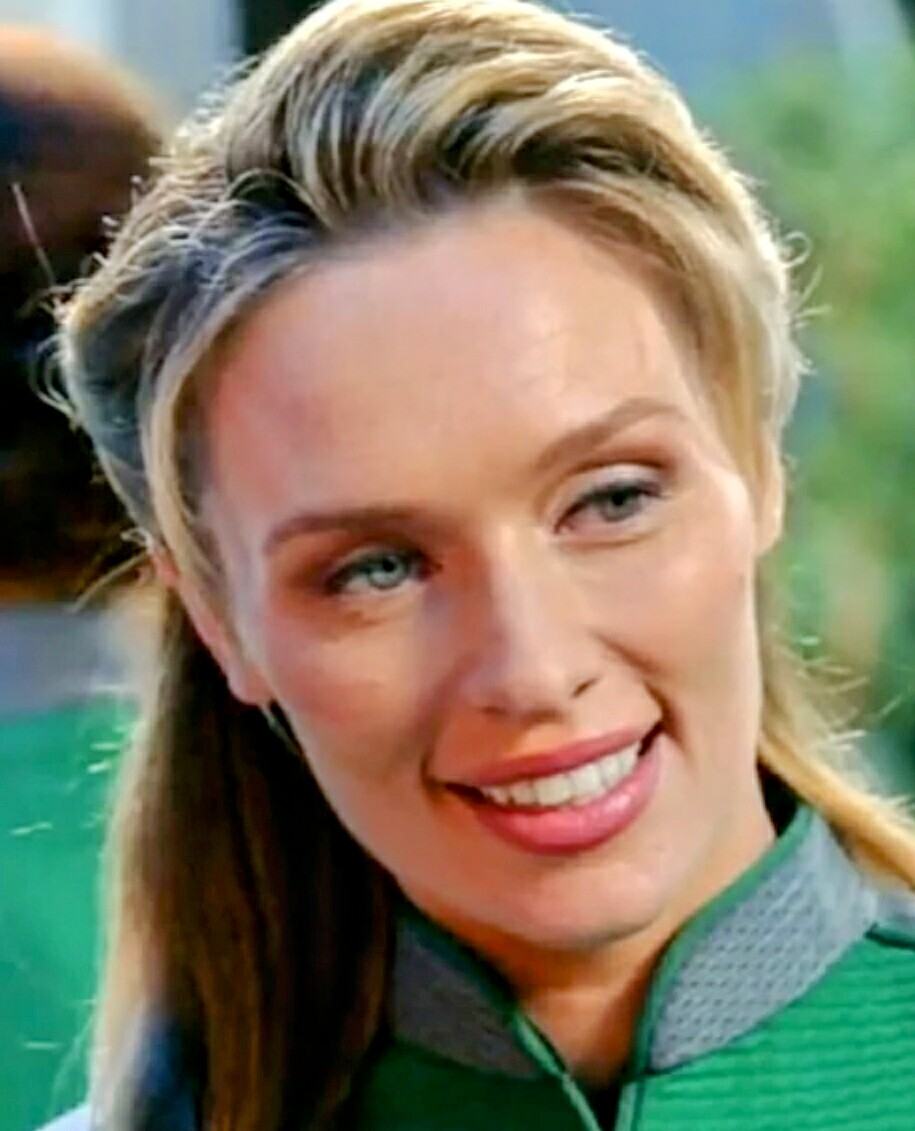
Michaela McManus interpreta Jules.
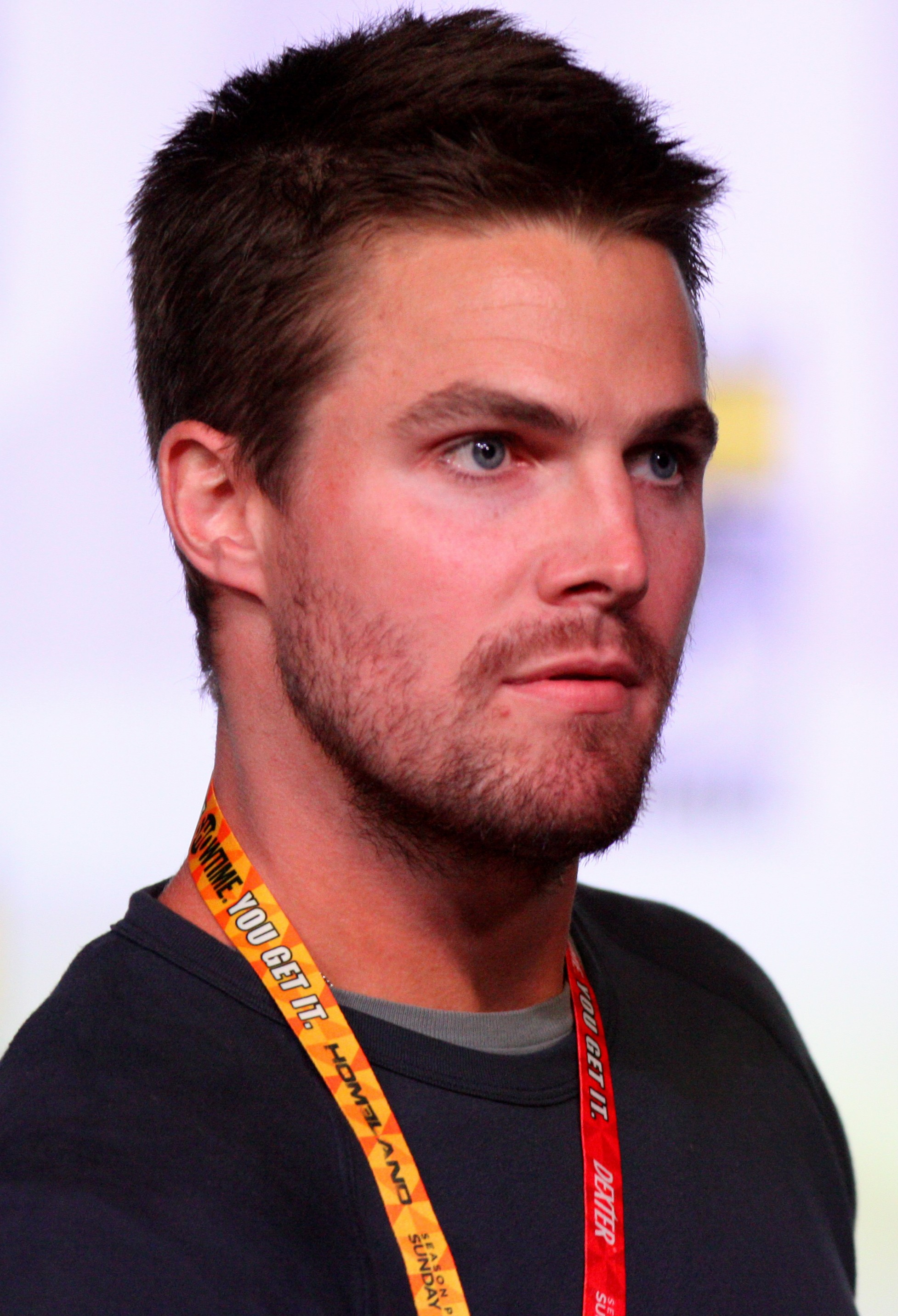
Stephen Amell interpreta Brady.
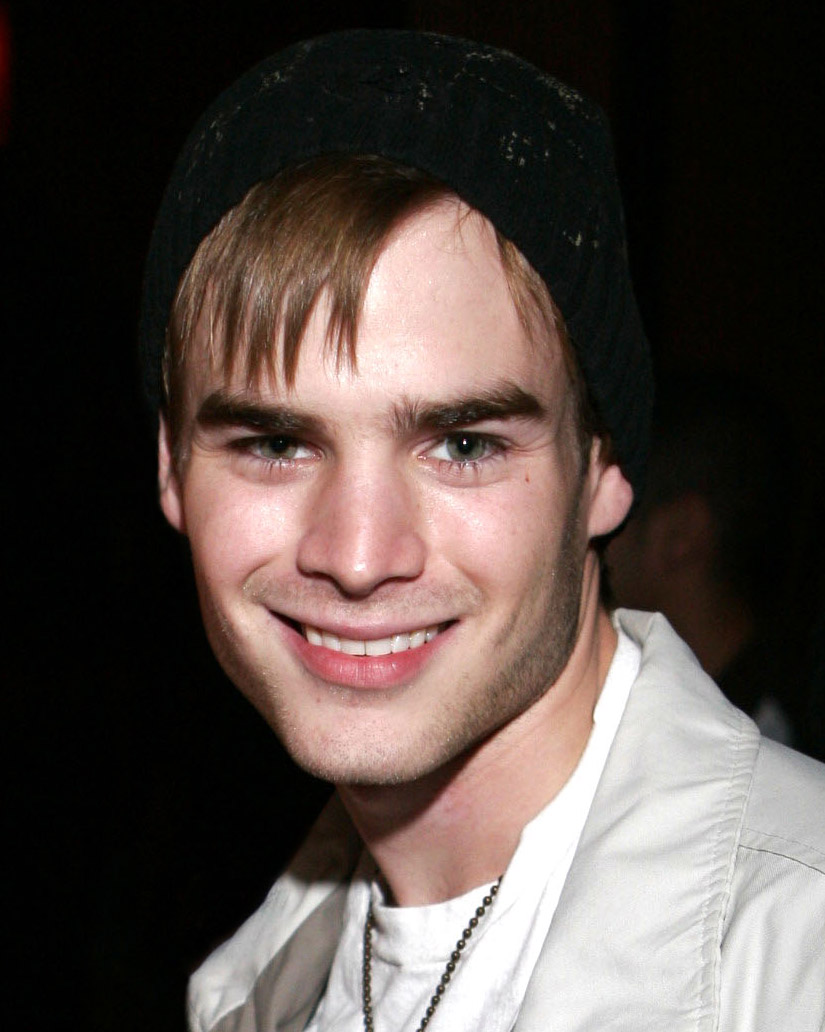
David Gallagher interpreta Ray Sutton.

### Streghe

Un pentacolo.

Una strega è un essere umano, maschio o femmina, in grado di cambiare la realtà con la magia. I poteri di una strega sono ereditari e si sviluppano con tempistiche differenti, c'è chi li sviluppa già nell'infanzia, altri nell'adolescenza e altri ancora in età adulta. Essi includono l'abilità di evocazione, il controllo e lo stordimento della mente, l'inflizione del dolore, la preveggenza, la telecinesi e la mescita di pozioni. Ogni strega possiede un grimorio, cioè un libro, trasmesso di generazione in generazione, nel quale sono raccolti incantesimi, ricette di pozioni e altri rituali. Essendo ancora esseri umani, sono mortali, ma possono decedere anche per uso eccessivo della magia. Possono essere trasformate in vampiri, ma perdono la loro magia (esempio: Finn, Elijah, Kol e Rebekah, figli della strega Esther, e Abby, la madre di Bonnie). Le streghe sono immuni al soggiogamento dei vampiri.

#### Emily Bennett
Emily Bennett, interpretata da Bianca Lawson, doppiata da Francesca Manicone (stagioni 1-2) e Giulia Catania (episodio 5x11). Fu, nel 1864, serva e strega personale di Katherine Pierce. Aiuta i vampiri catturati dal Consiglio dei Fondatori chiudendoli e proteggendoli nella cripta sotto Fell's Church. Su richiesta di Katherine creò gli anelli solari per Stefan e Damon Salvatore. È un'antenata di Bonnie. Viene uccisa dai membri del Consiglio dei Fondatori quando Katherine rivelò loro che era una strega. Il suo spirito si impossessa di quello della sua discendente Bonnie per distruggere il proprio talismano e impedire l'apertura della cripta che libererebbe tutti i vampiri in essa imprigionati.

#### Sheila Bennett
Sheila Bennett, interpretata da Jasmine Guy, doppiata da Barbara Castracane. È la nonna di Bonnie Bennett, ha un legame molto forte con la nipote e le insegna la magia. Sebbene non nutra fiducia nei vampiri, sembra nutrire una sorta di rispetto per Stefan per il valore che quest'ultimo da alla vita umana. Muore in seguito all'incantesimo per aprire la cripta sotto le rovine di Fell's Church. Nonostante sia morta, dall'Altra Parte continua a vegliare sulla nipote e a parlarle quando le è possibile. Al termine della quinta stagione, compiendo un sacrificio misterioso, fa sì che Bonnie finisca in uno dei mondi prigione della congrega Gemini anziché morire con l'implosione dell'Altra Parte, dicendole di essere forte. Sapeva che Bonnie nel mondo prigione avrebbe avuto la magia che, unita al sangue dei Bennett e all'Ascendente della Gemini, le avrebbe consentito di tornare nel mondo reale, viva.

#### Lucy Bennett
Lucy Bennett, interpretata da Natashia Williams, doppiata da Sabrina Duranti. È una strega nipote di Abby e cugina di Bonnie. Lei e Katherine apparentemente sembrano essere amiche, ma più che altro Lucy la aiuta per ripagarla di un favore. Alla fine tradisce il vampiro aiutando Bonnie, mettendo Katherine fuori combattimento con la sua magia. Nella sesta stagione dà una fiala col suo sangue a Damon per aiutarlo a liberare Bonnie dal mondo prigione in cui è rinchiusa. Alexandria afferma che sua sorella Virginia l'ha uccisa per evitare che aprisse la cripta della villa dell'Armory.

#### Esther
Esther, interpretata da Alice Evans, doppiata da Rossella Izzo, e da Antonella Baldini (episodio 3x9). È una delle streghe più potenti della storia e moglie di Mikael. Quando perse sua figlia, la strega Ayana, amica e mentore di Esther, trovò per loro un continente ancora non colonizzato e privo di malattie (l'America) dove Esther e Mikael si trasferirono convivendo pacificamente con i licantropi della zona. Lei e il marito ebbero altri figli, Finn, Elijah, Niklaus, Kol, Rebekah e Henrik, ma quest'ultimo venne ucciso dai licantropi. Mikael per vendetta e per proteggere la famiglia decise di combattere i lupi mannari ordinando alla moglie di trasformare lui e i suoi figli in creature immortali, e fu così che Esther creò la specie dei vampiri, usando un incantesimo insegnatole dalla strega Ayana. Nacquero in questo modo i Vampiri Originali, motivo per cui le venne dato il soprannome di "strega Originale". Quando Klaus uccise la sua prima vittima i suoi poteri di licantropo latenti si risvegliarono, e dunque tutti scoprirono il suo segreto, cioè che lui nacque da una relazione adulterina tra Esther e un lupo mannaro, e dunque questo fa di Klaus l'ibrido Originale, metà licantropo e metà vampiro. Mikael obbligò Esther a imporre su Klaus la maledizione dell'ibrido, rendendo dormienti i suoi poteri di lupo, dopo ciò Klaus, per vendetta, uccise la madre, e chiuse il suo corpo in una bara che custodì per secoli: il suo corpo viene preservato da un incantesimo di Ayana, la quale fa in modo che, nel momento in cui la sua bara fosse stata aperta da due streghe Bennett, ella sarebbe tornata in vita. Viene liberata da Abby e Bonnie dopo aver trascorso nell'Altra Parte mille anni, costretta come punizione a guardare tutte le stragi commesse dai figli nel corso della storia. Ama la sua famiglia, ma considera i suoi figli un abominio, pertanto cerca di ucciderli facendoli tornare umani per poi uccidere Finn dopo averli connessi gli uni agli altri. Il suo tentativo fallisce, così ci riprova trasformando Alaric in un Vampiro Originale cacciatore di vampiri e incanta un paletto di quercia bianca per renderlo indistruttibili, visto la quercia bianca brucia dopo essere stata conficcata nel cuore di un Originale. Ogni volta che Alaric finiva nell'Altra Parte, Esther lo condizionava finendo col creare una seconda personalità oscura e dedita solo alla distruzione dei vampiri. Mentre è in transizione, Alaric la uccide ma, mentre è dall'Altra Parte, Esther riesce comunque a possedere Bonnie per un tempo sufficiente a nutrire Alaric per fargli completare la transizione. Il suo corpo privo di vita viene poi chiuso da Klaus in una bara.
Ritorna in vita nell'ultimo episodio della prima stagione dello spin-off della serie, The Originals, insieme a suoi figli Finn e Kol, dopo che i suoi resti erano stati consacrati a New Orleans facendola diventare parte del "piano ancestrale". Mentre era con loro, Esther decretò che le streghe di New Orleans dovessero perseguire l'uccisione di Hope, sua nipote e figlia di Klaus. Per questo Klaus affida Hope a Rebekah e sparge la voce che sia morte. Esther decide di riunire la famiglia e spera di salvare i suoi figli dal vampirismo trasferendo i loro spiriti nei corpi di altri umani con un incantesimo di possessione. Infatti ella stessa e Kol e Finn sono nel corpo di streghe e stregoni. Grazie ad un piano di Rebekah e Klaus, viene trasformata in una vampira e, in questa forma, uccisa da Freya, la sua primogenita. Alla fine viene riportata in vita, inconsapevolmente, da Davina perché serve il suo sangue per uccidere sua sorella Dahlia. Si sacrificherà proprio per salvare i suoi figli dalla sorella.

#### Luka Martin
Luka Martin, interpretato da Bryton James, doppiato da Gabriele Sabatini. È uno stregone, figlio di Jonas Martin. Lui e suo padre sono alleati con Elijah, e quando quest'ultimo finisce immobilizzato a causa del pugnale d'argento nella tenuta dei Salvatore, Luka cerca di liberarlo con la proiezione astrale, ma Damon usa un lanciafiamme sulla proiezione astrale di Luka, e dato che lo stregone percepiva tutto ciò che a sua volta veniva percepito dalla sua proiezione, Luka muore a causa delle ustioni.

#### Jonas Martin
Jonas Martin, interpretato da Randy J. Goodwin, doppiato da Stefano Benassi. È anch'egli uno stregone, padre di Luka e Greta Martin. Lui e il figlio erano alleati di Elijah allo scopo di uccidere Klaus e salvare Greta. Muore ucciso da Katherine e Stefan.

#### Greta Martin
Greta Martin, interpretata da Lisa Tucker, doppiata da Jasmine Laurenti. È la strega che compie il rituale per sciogliere la maledizione che affligge Klaus. È figlia di Jonas e sorella di Luka. Nonostante il padre e il fratello pensassero che lei fosse stata rapita da Klaus, in realtà lei si era volontariamente schierata dalla sua parte e lo ha aiutato spontaneamente a spezzare la maledizione dell'ibrido. Viene uccisa da Damon.

#### Gloria
Gloria, interpretata da Enisha Brewster da giovane, e da Charmin Lee da anziana. È una strega proprietaria di un locale a Chicago dagli anni venti. In quel locale Stefan conobbe Klaus e Rebekah. Avendo capito che il ciondolo di Elena, in realtà talismano di Esther, la potentissima strega Originale, è stato in possesso di Stefan e che quest'ultimo ne conosce l'ubicazione, imprigiona il giovane Salvatore per estorcergli le informazioni su dove trovarlo. Viene uccisa da Katherine.

#### Maddox
Maddox, interpretato da Gino Anthony Pesi, doppiato da Fabrizio Picconi. È uno stregone di Klaus. Attira Tyler e Jules in città e successivamente cattura i due licantropi e la vampira Caroline per il suo padrone che intende sacrificarli nel rituale. Viene ucciso da Matt e Damon.

#### Aja
Aja, interpretata da Cynthia Addai-Robinson, doppiata da Sabrina Duranti. È un'amica della famiglia Bennett. Quando Bonnie fatica a controllare il potere dell'espressione, Abbie la chiama per aiutarla, ma alla fine si scopre che Aja non voleva aiutare Bonnie ma ucciderla per paura del suo potere, ma Caroline la uccide salvando l'amica. Ritorna in vita quando Bonnie fa cadere il velo che separa l'Altra Parte dal mondo dei vivi. Aja cerca di vendicarsi di Caroline aggredendo lei e i suoi amici, ma all'ultimo momento arriva Klaus che la decapita con un cappello da diploma uccidendola per la seconda volta.

#### Liv Parker
Olivia "Liv" Parker, interpretata da Penelope Mitchell, doppiata da Giulia Catania. È una studentessa del Whitmore College che entra in contatto con Bonnie, la ragazza infatti scopre che Liv è una strega. Inizialmente Liv fa credere a Bonnie di non essere molto pratica, ma poi Liv da prova di aver mentito perché in realtà è una strega dalle notevoli capacità. La strega aveva inscenato tutto solo per avvicinarsi a Elena e i suoi amici, così da rintracciare i Viaggiatori, perché la ragazza fa parte di un gruppo di stregoni il cui obiettivo è quello di dare la caccia ai Viaggiatori. Fa parte della congrega Gemini ed è la sorella minore di Jo e Kai. Inizia una relazione con Tyler ma, quando Liv decide di uccidere Kai per vendicare la morte di Luke, e quindi uccidere anche se stessa e tutta la congrega Gemini (in quanto la morte del leader provoca la morte di tutta la congrega e Kai ne è diventato leader dopo la fusione con Luke), Tyler la lascia perché ha preferito scegliere la morte piuttosto che stare con lui. Il giorno del matrimonio di Jo e Alaric, Kai interrompe la cerimonia seminando il panico, Kai ferisce mortalmente Tyler e si suicida per diventare un eretico, causando la morte del resto della congrega, compresa Liv. Alla fine Liv, in punto di morte, permette a Tyler di ucciderla, consentendo al giovane Lockwood di riattivare i suoi poteri di licantropo latenti e di salvarsi dalle ferite col potere di rigenerazione del lupo.

#### Luke Parker
Lucas "Luke" Parker, interpretato da Chris Brochu, doppiato da Daniele Giuliani. È il fratello omosessuale di Liv, e studente al Whitmore College. Come la sorella anche lui è uno stregone, e pure lui ha lo scopo di dare la caccia ai Viaggiatori. Fa parte della congrega Gemini ed è il fratello minore di Jo e Kai. Luke, capendo di non poter permettere la morte di nessuna delle sorelle, che avverrebbe di certo visto che nel caso si fondessero lui e Liv vincerebbe lui mentre tra Jo e Kai vincerebbe Kai, decide di provare a fondersi lui con Kai pur non essendo suo gemello, visto che è il solo abbastanza forte da avere una speranza di batterlo. Kai, però, ne esce vincitore, causando la morte di Luke.

#### Jo Laughlin
Josette "Jo" Laughlin, nata Parker, interpretata da Jodi Lyn O'Keefe, doppiata da Rossella Izzo. È un medico e lavora come insegnante di medicina al Whitmore College. Elena è una delle sue studentesse. Jo dimostra da subito un certo interesse per Alaric, i due intraprenderanno una relazione. Successivamente si scoprirà che è una strega, che ha rinunciato ai suoi poteri vincolandoli. Jo è la sorella maggiore di Liv e Luke, e sorella gemella di Kai, si privò della magia per impedire al suo gemello di assorbire la sua nel rituale che sancisce il prossimo leader della congrega Gemini. Kai fa la fusione con Luke, uccidendolo, ma inizia a soffrire degli effetti collaterali per non essersi fuso con la gemella, rischiando di morire, Jo dunque gli permette di assorbire la sua magia, e lei diventa una normale umana. Scoprirà di aspettare un bambino da Alaric e si fidanza ufficialmente con quest'ultimo, inoltre, essendo tipico dei membri della congrega Gemini, Jo scoprirà di essere incinta di due gemelle (Josie e Lizzie). Il giorno delle sue nozze con Alaric, purtroppo, Kai la uccide accoltellandola al ventre sull'altare.

#### Joshua Parker
Joshua Parker , interpretato da Christopher Cousins, doppiato da Massimo Rossi. È il leader della congrega Gemini, nonché il padre di Kai, Jo, Liv e Luke. Ebbe anche altri quattro figli, ma vennero uccisi da Kai, arrabbiato per via del fatto che Joshua non avrebbe fatto di lui il suo erede. Dopo il genocidio, Joshua segregò Kai nel limbo temporale dove avrebbe vissuto all'infinito nell'anno 1994, ma grazie all'ascendente e alla magia di Jo, suo figlio riesce a liberarsi. Joshua è fedele ai suoi doveri di leader, per lui la congrega viene prima di ogni altra cosa, persino dell'incolumità dei suoi figli. In realtà, però, questo modo di pensare è dovuto al fatto che, se i gemelli non si fondono, la leadership della Congrega non viene trasmessa e, se il leader muore, tutta la congrega Gemini muore, compresi tutti i suoi figli. Purtroppo Kai diventa il leader dopo essersi fuso con Luke, e aver assorbito la magia di Jo, infine Joshua muore nell'ultimo episodio della sesta stagione, insieme a tutta la congrega Gemini, quando Kai si suicida per diventare un eretico.

#### Hazel
Hazel (Gena Shaw) è una strega e membro della Congrega Gemini. Aiutava i Gemini a nascondere Tom Avery, il doppelgänger umano di Stefan. Muore uccisa da Enzo.

#### Josie e Lizzie Saltzman
Josette e Elizabeth Saltzman (Lily Rose Mumford e Tierney Mumford) sono le figlie di Alaric e Jo. Nonostante Kai le avesse uccise apparentemente quando erano nel grembo della madre, i membri della congrega Gemini le salvarono trasferendole, nello stato fetale, nel grembo di Caroline, la quale ha portato avanti la gravidanza; a detta di Valerie questo è un raro incantesimo usato dalla congrega per proteggere la sua prole. Alaric e Caroline si prendono cura di loro, le due gemelle considerano Caroline una madre. Josie è stata chiamata come la sua mamma biologica, mentre Lizzie è stata chiamata come la madre di Caroline, inoltre provano molta simpatia per Stefan il quale è affezionato a entrambe. Le due bambine da sole non possono praticare la magia, ma possono assorbirla da altre fonti dotate di magia e dalle streghe stesse, proprio come Kai.

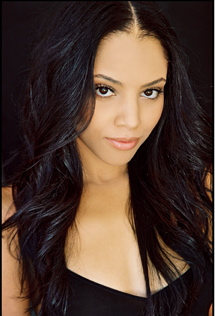
Bianca Lawson interpreta Emily Bennett.
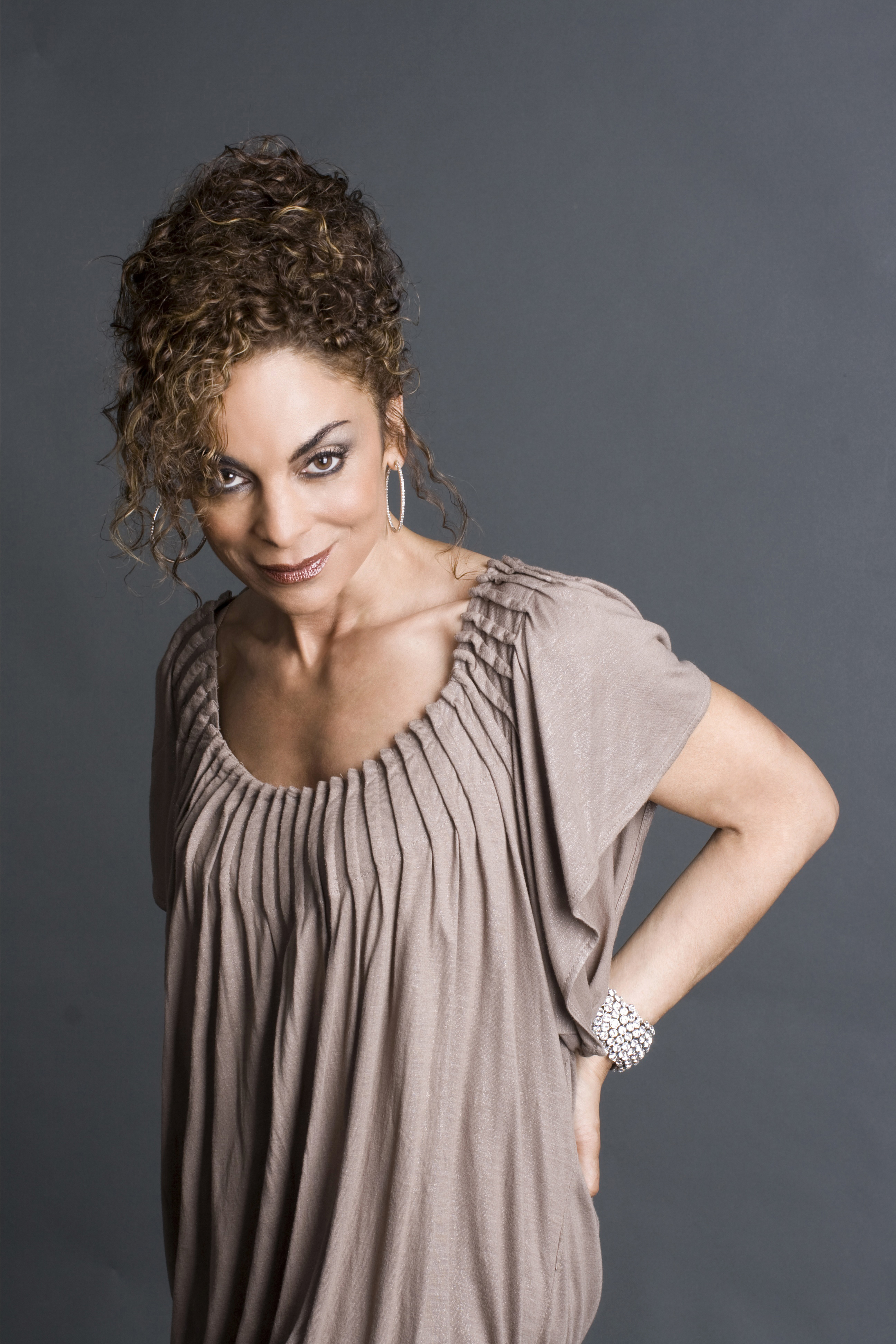
Jasmine Guy interpreta Sheila Bennett.
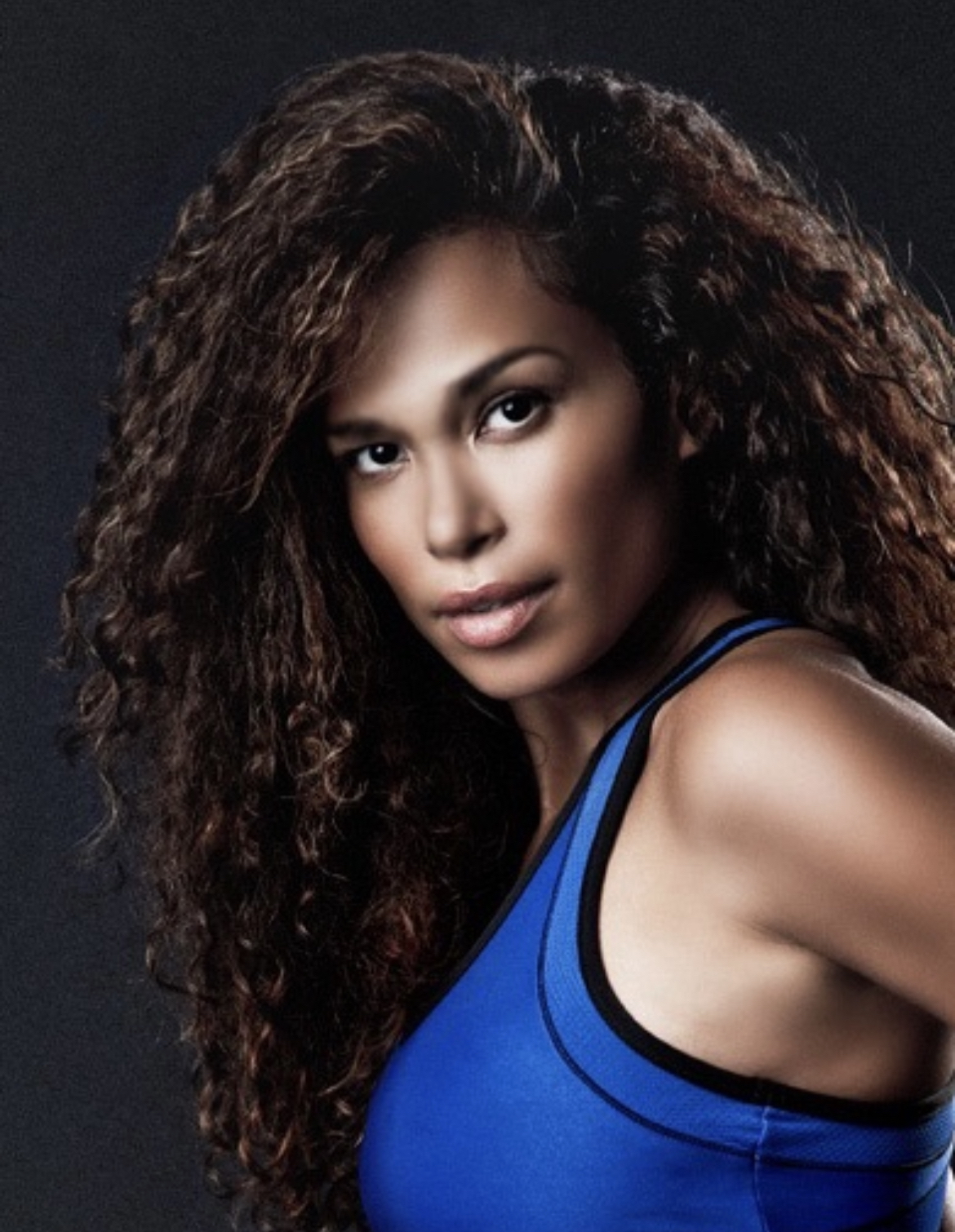
Natashia Williams interpreta Lucy Bennett.
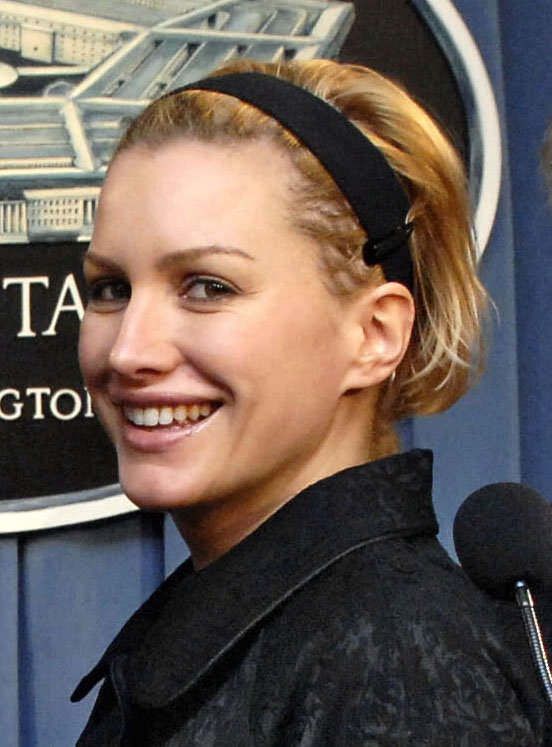
Alice Evans interpreta Esther.
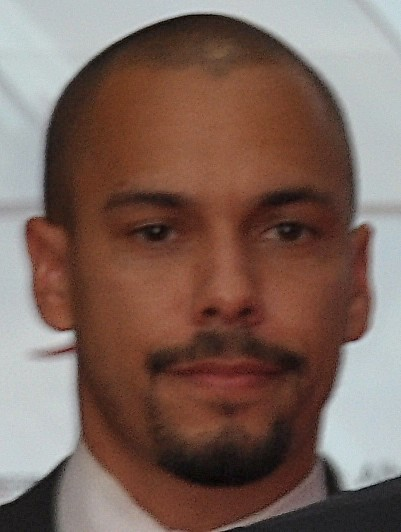
Bryton James interpreta Luka Martin.
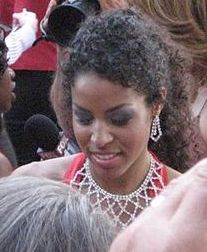
Lisa Tucker interpreta Greta Martin.
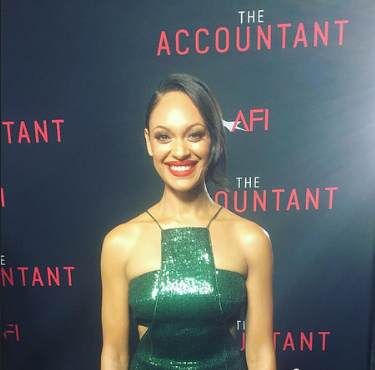
Cynthia Addai-Robinson interpreta Aja.
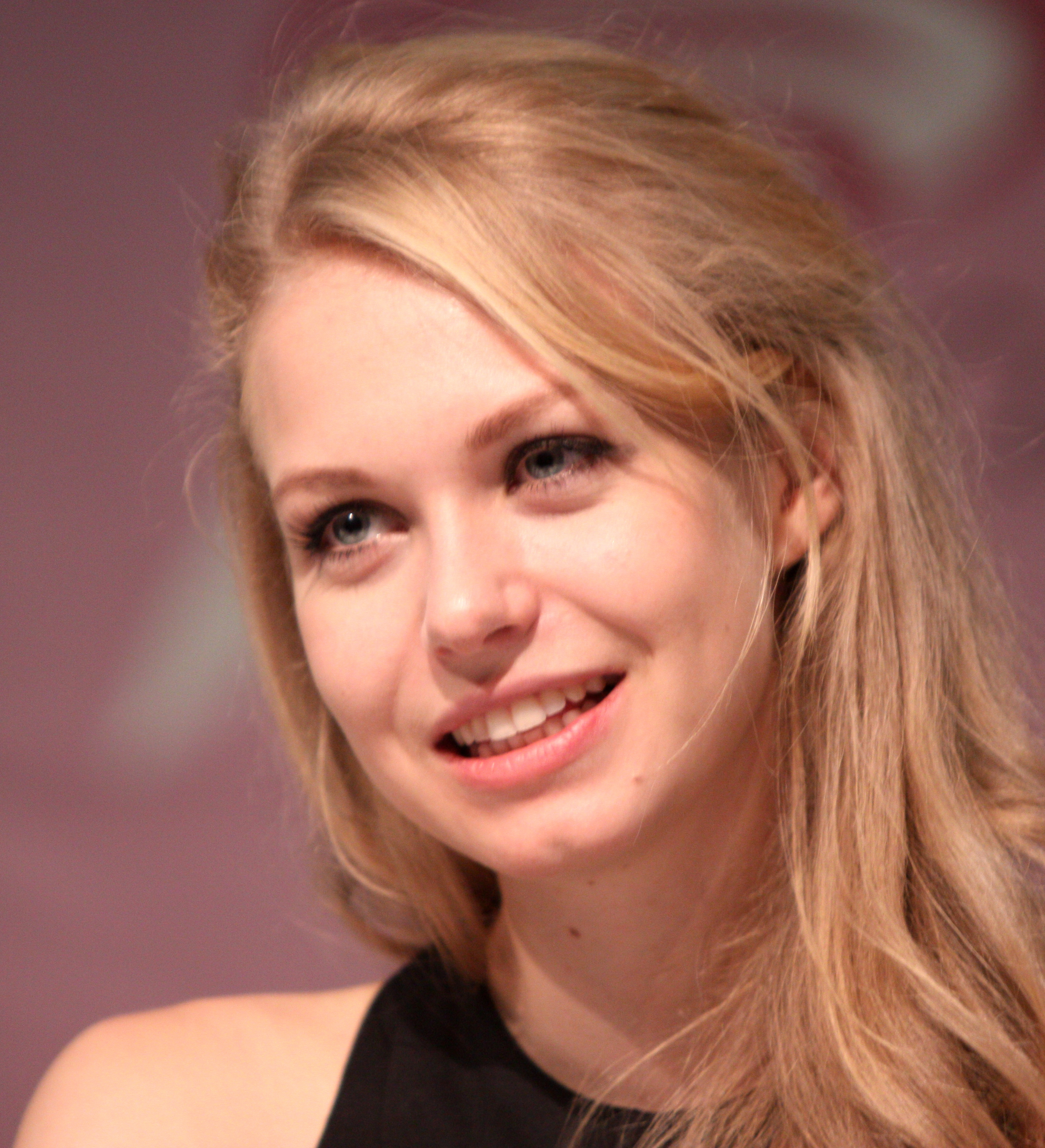
Penelope Mitchell interpreta Liv Parker.
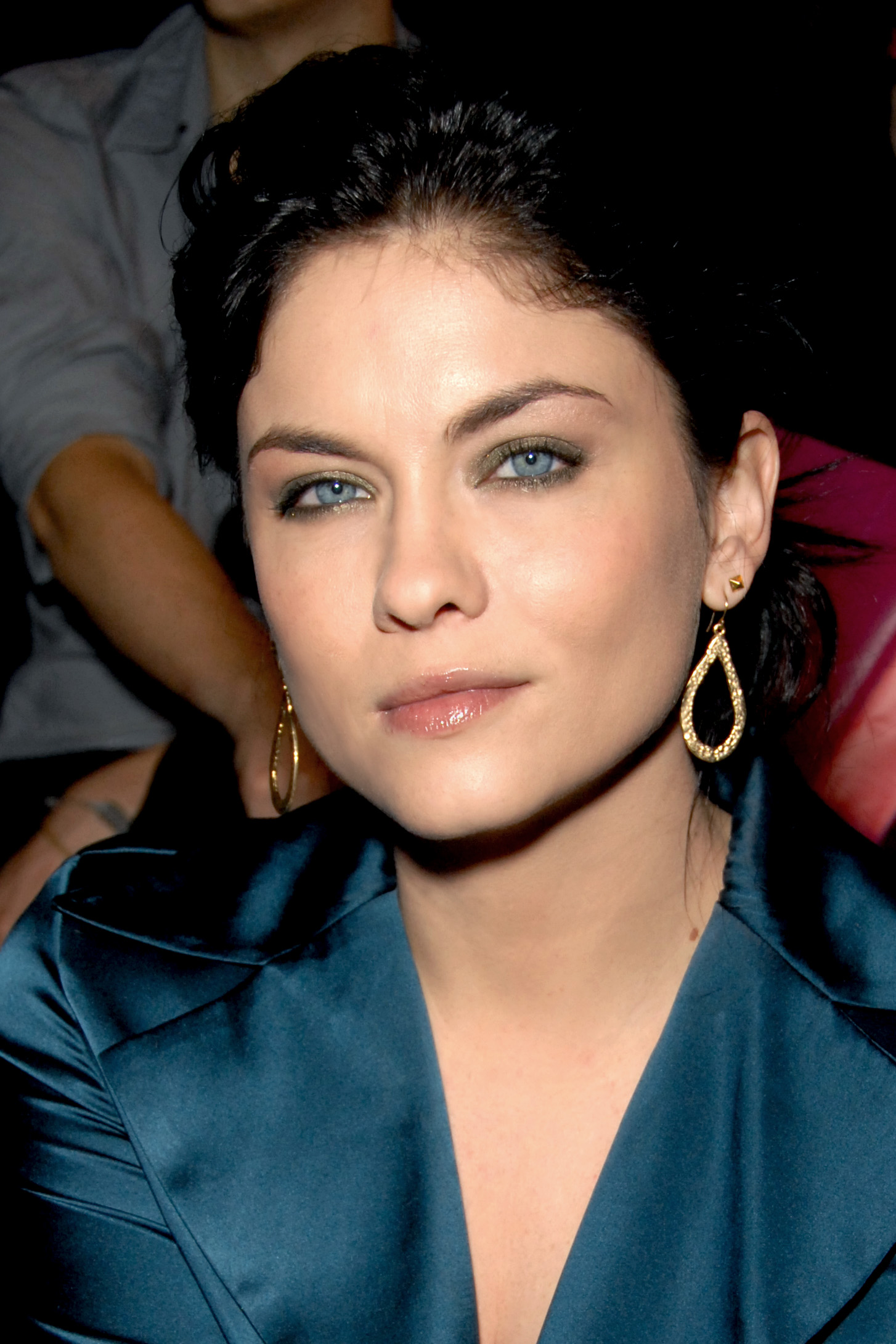
Jodi Lyn O'Keefe interpreta Jo Laughlin.

### Ibridi
Gli ibridi sono un incrocio tra un licantropo e un vampiro, perciò le loro abilità si mescolano. Per ucciderli bisogna decapitarli o strappare loro il cuore. Sono fisicamente più forti di un vampiro, tranne di quelli più anziani, inoltre dispongono di sensi molto più sviluppati, una grande velocità e agilità, sono immortali, possono trasformarsi in lupi quando vogliono (senza subire la maledizione della luna come invece succede ai licantropi), manipolare le menti degli umani con la compulsione, mentre la verbena e lo strozzalupo non hanno effetto su di loro, proprio come la luce del Sole. Come i licantropi il loro morso secerna un veleno mortale per i vampiri, tranne quelli Originali, che può essere annullato con il sangue di Klaus. Proprio come i vampiri, anche il loro sangue può trasformare una persona in un vampiro.
Per diventare un ibrido bisogna essere un licantropo che ha scatenato la maledizione. Le tre fasi di trasformazione sono:
1. Bere del sangue dell'ibrido Klaus;
2. Morire entro 24 ore dalla consumazione del sangue;
3. Nutrirsi del sangue della doppelgänger Petrova umana, viva, entro circa 12 ore, altrimenti si muore di idrofobia.

Dopo la vampirizzazione di Elena, gli ibridi di Klaus non si possono più creare. Solo la figlia di Klaus, Hope, ha il potere di trasformare dei licantropi in ibridi con il suo sangue. Quando un Originale muore anche i vampiri appartenenti alla sua discendenza di sangue morirebbero con lui, la stessa cosa vale anche per gli ibridi, infatti se l'ibrido originale che li ha creati muore, anche loro seguirebbero la stessa fine.

#### Mindy
Mindy, interpretato da Kimberley Drummond. È una dei primi ibridi creati da Klaus. Viene decapitata da Stefan.

#### Tony
Tony, interpretato da Zane Stephens. È uno dei primi ibridi creati da Klaus. Investe Alaric con un suv, uccidendolo (anche se poi torna in vita con l'anello magico dei Gilbert). Viene decapitato da Jeremy.

#### Nate
Nate, interpretato da Michael Lee Kimel, doppiato da Leonardo Graziano. È uno degli ibridi creati da Klaus, viene ucciso dal cacciatore della Fratellanza dei Cinque, Connor Jordan, che lo decapita con una catena.

#### Dean
Dean, interpretato da Blake Hood, doppiato da Leonardo Graziano. È uno degli ibridi di Klaus, viene spinto da quest'ultimo a prendere parte al piano per salvare Jeremy, Matt e April dal cacciatore di vampiri Connor Jordan, che li tiene in ostaggio al Mystic Grill, ma Connor uccide Dean durante l'operazione di salvataggio.

#### Chris
Chris, interpretato Ser'Darius Blain, doppiato da Corrado Conforti. È uno degli ibridi creati da Klaus, asservito a lui, ma Tyler e Hayley lo aiutano a liberarsi dal legame di asservimento rendendolo libero. Elena diventa vittima della maledizione della fratellanza che l'avrebbe portata al suicidio dopo che lei aveva ucciso Connor Jordan, e dato che la maledizione viene spezzata solo quando un cacciatore prende il posto di quello deceduto, Jeremy uccide Chris attivando i suoi poteri latenti di cacciatore, salvando Elena dalla maledizione.

#### Kim
Kimberly "Kim", interpretata da Alyssa Diaz, doppiata da Ilaria Latini. È un'ibrida che viene aiutata da Tyler e Hayley a spezzare il legame di asservimento a Klaus. Collabora insieme a Tyler nella speranza di sconfiggere Klaus, ma quest'ultimo la uccide decapitandola con una spada.

#### Adrian
Adrian, interpretato da Micah Joe Parker. È uno degli ibridi che Tyler e Hayley liberano dall'asservimento di Klaus. Pure lui prende parte al piano di Tyler per sconfiggere Kluas insieme agli altri undici ibridi, ma lui e tutti gli altri vengono uccisi da Klaus.

#### Hayley Marshall
Hayley Marshall, interpretata da Phoebe Tonkin, doppiata da Myriam Catania. È un licantropo, amica di Tyler. Ha incontrato l'ibrido sui monti Appalachi e lo ha aiutato a spezzare il legame di asservimento a Klaus. Si trasferisce a Mystic Falls per aiutarlo a spezzare il legame di asservimento anche degli altri ibridi al servizio di Klaus. Durante la quarta stagione, nell'episodio che fa da pilot a The Originals, si scopre che è rimasta incinta dopo aver trascorso una notte con Klaus.
Hayley non ha mai conosciuto i suoi genitori biologici e cerca informazioni su di loro passando da un branco di licantropi ad un altro per sopravvivere. Ha un carattere tranquillo, ma anche forte e deciso. È una ragazza indipendente, che ha dovuto imparare molto presto a badare a se stessa e che detesta sentirsi prigioniera; è testarda e opportunista, ma anche protettiva.
Hayley ricompare come personaggio principale in The Originals.

#### Hope Mikaelson
Hope Mikaelson è un personaggio dell'universo di The Vampire Diaries che appare nello spin-off della serie, The Originals. Hope è la figlia di Klaus e Hayley ed un'ibrida di tre specie, in quanto licantropo per metà, vampira per un quarto e strega per l'altro quarto. Ciò la rende una creatura un'unica al mondo, poiché è la prima a possedere i tratti delle tre specie soprannaturali. Hope cresce come un'umana, in quanto è un licantropo che non ha attivato il gene, ma possiede anche poteri magici di strega e il sangue di vampiro. La licantropia l'ha ereditata sia da Klaus, nato licantropo, che da Hayley, mentre il vampirismo e i poteri da strega li ha ereditati solo da Klaus, in quanto Vampiro Originale con geni da strega ereditati dalla madre, ma non utilizzabili nel suo corpo. Hope è anche licantropo di sangue reale da parte di madre, mentre da parte di entrambi i genitori discende da due dei sette branchi originali di lupi mannari. Hope è, inoltre, una strega dal potenziale immenso essendo una primogenita Mikaelson, le quali hanno per tradizione poteri talmente vasti da essere quasi incontrollabili, ed ha eseguito la sua prima magia a soli 6 mesi di vita. Il suo sangue, oltretutto, le consente di trasformare i lupi mannari in ibridi. È l'unica creatura che può annientare il Vuoto (antagonista principale della quarta stagione di The originals), in quanto ultima discendente Labonair; e Malivore (antagonista principale di Legacies), in quanto Triibrido.

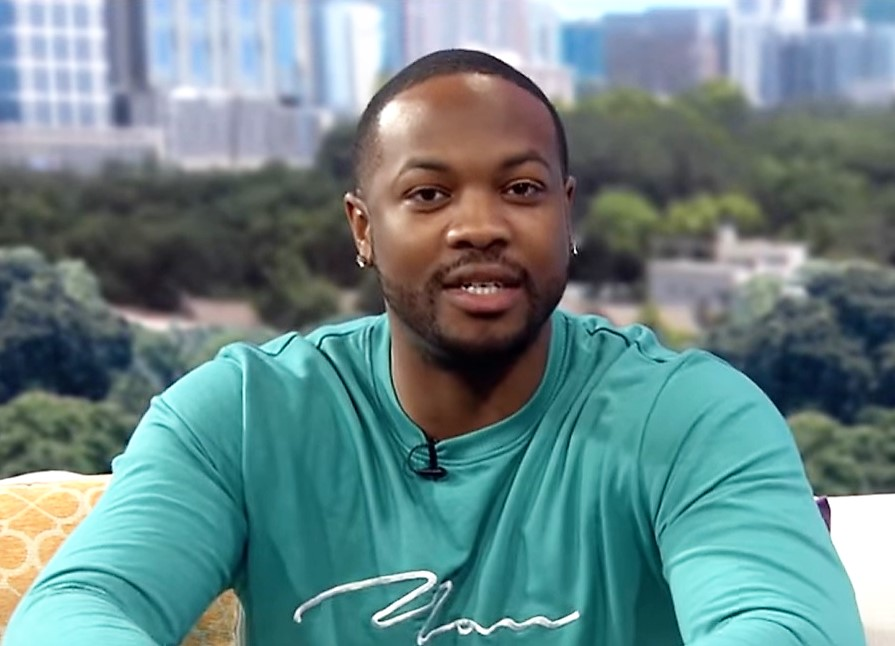
Ser'Darius Blain interpreta Chris.
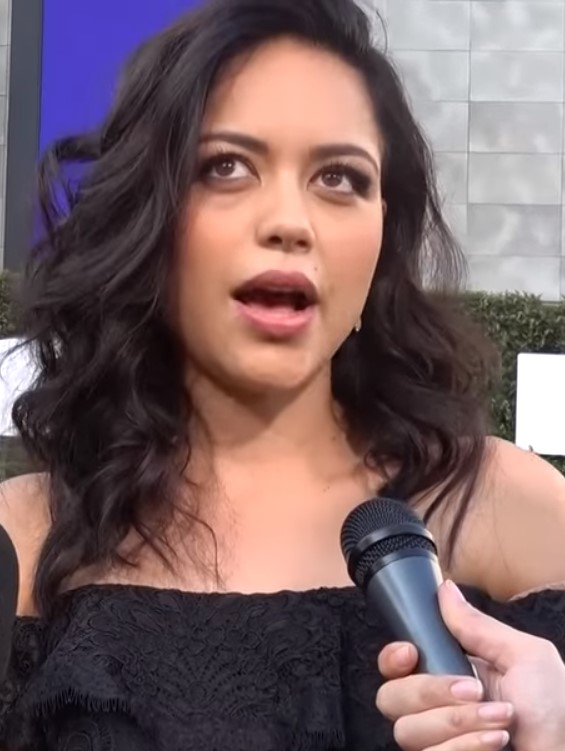
Alyssa Diaz interpreta Kim.
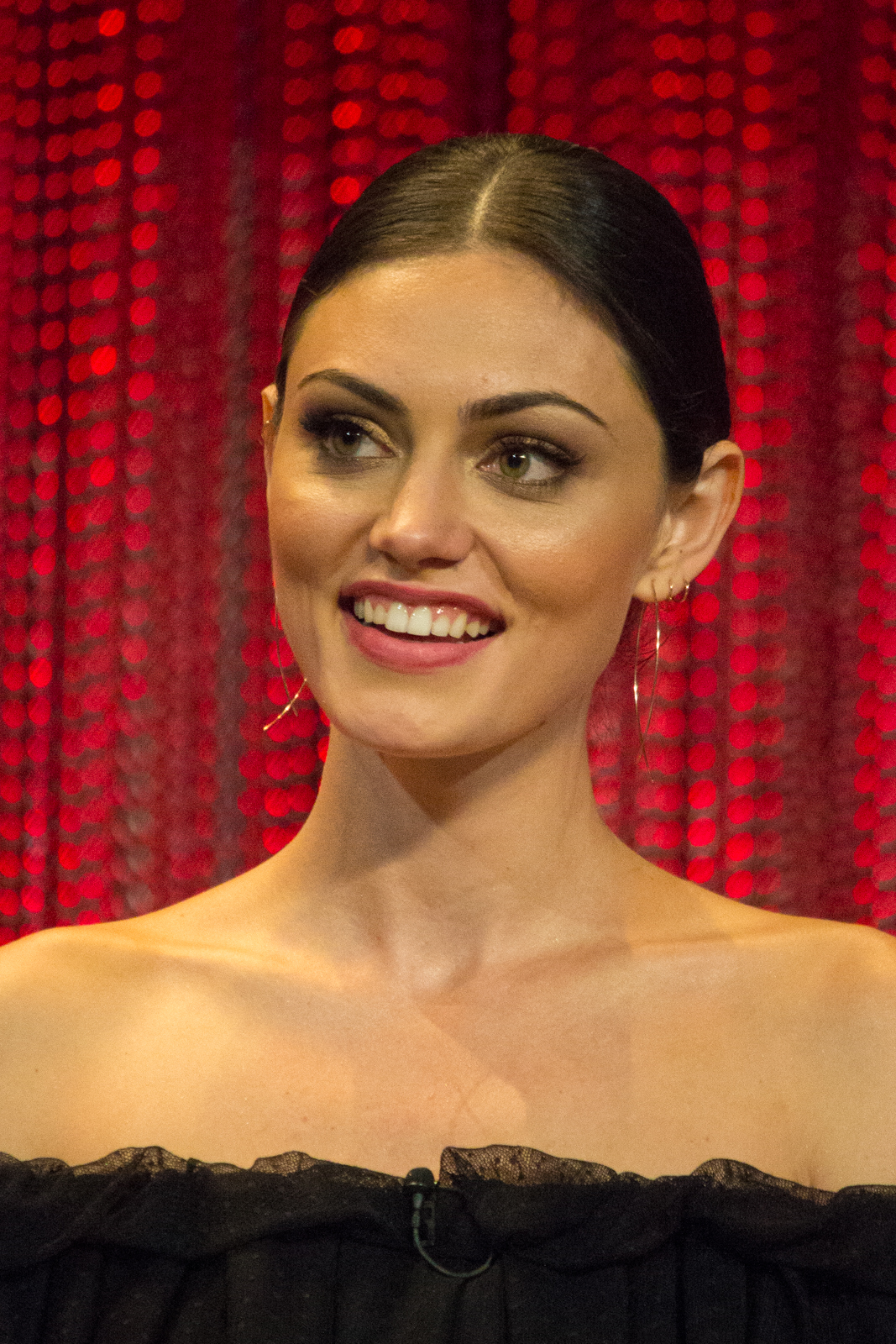
Phoebe Tonkin interpreta Hayley Marshall.

### Cacciatori di vampiri
Sono esseri umani la cui forza è stata aumentata dalle streghe al fine di contrastare i vampiri, essi sono in possesso di poteri speciali e di un'ottima preparazione nella lotta ai vampiri.
Un esempio è la Fratellanza dei Cinque, un ordine composto da cinque cacciatori dotati di poteri speciali, come ad esempio una completa immunità a ogni tipo di manipolazione mentale (quali quelle dei vampiri e di Silas), inoltre possono vantare delle capacità fisiche superiori a quelle di un normale umano. Fu la strega Qetsiyah, tramite una sua discendente, a creare la fratellanza nel 1100 d.C., con lo scopo di uccidere l'immortale Silas nel caso si risvegliasse. Sembra che i cinque provino un odio incondizionato per tutte le creature immortali (come i vampiri). Ogni volta che un membro della fratellanza muore, un altro prescelto prende il suo posto. Se un vampiro uccide un cacciatore, va incontro alla sua maledizione, che consiste in una serie di allucinazioni che lo portano verso il suicidio. Silas, per sua stessa ammissione, sembra essere l'unico immune alla maledizione, dato che l'aver ucciso Jeremy non gli ha causato nessun problema. La maledizione viene interrotta solo quando il nuovo prescelto prende il posto del cacciatore morto, cosa che avviene quando uccide il suo primo vampiro. I Cacciatori sono immuni anche all'incantesimo che permette ai Viaggiatori di insediarsi nei corpi di altre persone. I primi Cacciatori erano cinque fratelli ed erano loro i possessori dei pugnali d'argento magici e delle ceneri di Quercia Bianca in grado di uccidere un Originale temporaneamente (fino all'estrazione del pugnale). Alexander, illudendo Rebekah di amarla, la pugnala in casa degli Originali, mentre i suoi fratelli pugnalano il resto della famiglia nel sonno. Tuttavia i Cinque, ignari del fatto che Klaus fosse immune all'argento grazie al suo lato licantropo (ancora in gran parte sopito a causa della maledizione dell'Ibrido), vengono sterminati da quest'ultimo. Klaus non sapeva che potevano nascere nuovi Cacciatori, inoltre patì per oltre 50 anni la maledizione del cacciatore. I Cacciatori hanno un tatuaggio che rappresenta una mappa, che porta alla cura per l'immortalità, il tatuaggio può essere visto solo dai Cacciatori, anche da quelli che non hanno ancora attivato il loro potere, il tatuaggio diventa completo solo quando i cacciatori uccidono un numero adeguato di vampiri e allora esso diventa visibile agli occhi di chiunque, ma dopo che la cura è stata sottratta da Katherine, il tatuaggio è sparito.
Poi c'è la cacciatrice della Pietra della Fenice, lei è stata potenziata dalla magia di alcuni stregoni, che le hanno conferito una forza fisica sovrumana, tale da rivaleggiare con quella dei vampiri, immunità alla magia, capacità di risorgere ogni volta che viene uccisa finché non muore otto volte (il numero di vite a sua disposizione; la sua più quelle dei sette sciamani che l'hanno "creata") e ad ogni resurrezione diventa più forte e la sua età ritorna a quella che aveva quando venne trasformata nella cacciatrice; sente in sé l'innato desiderio di affrontare ogni vampiro che le si para davanti e intrappolare il suo spirito nella Pietra della Fenice tramite la sua daga, inoltre quando ferisce un vampiro con la daga lo marchia con una cicatrice a forma di croce e lei può localizzarlo ovunque si trovi attirata dal potere della cicatrice, inoltre per lei intrappolare gli spiriti dei vampiri marchiati dalla sua daga rappresenta una priorità assoluta. Se lei morisse permanentemente anche i vampiri che lei ha marchiato con la daga morirebbero con lei.

#### Alexander
Alexander, interpretato da Paul Telfer, doppiato da Francesco Venditti. È un cacciatore membro della Fratellanza dei cinque. Assieme agli altri cacciatori, uccide gli Originali nel XII secolo con i pugnali d'argento e la cenere di Quercia Bianca, ma Klaus, essendo immune all'arma, si vendica sterminando tutti e cinque i cacciatori. Quando Bonnie infrange il velo che separa l'Altra Parte dal mondo dei vivi, Alexander ritorna in vita, e usando una bomba a pressione tiene Matt in ostaggio; Rebekah porta in salvo Matt facendo esplodere la bomba. Alexander muore coinvolto nell'esplosione.

#### Connor Jordan
Connor Jordan, interpretato da Todd Williams, doppiato da Fabio Boccanera. È un cacciatore di vampiri, uno dei Cinque. Viene ucciso da Elena, e questo fa di lui la prima vittima che muore per mano sua. Ritorna in vita dopo che il velo, che separa l'Altra Parte dal mondo dei viventi, viene infranto da Bonnie; in questa occasione cerca di vendicarsi di Elena minacciando di far esplodere il Mystic Grill con una bomba. Quando Connor aziona il dispositivo di innesco, Alaric lo porta lontano mettendo tutti in salvo; Connor invece muore nell'esplosione.

#### Galen Vaughn
Galen Vaughn, interpretato da Charlie Bewley, doppiato da Francesco Pezzulli. È un cacciatore di vampiri, uno dei Cinque. Aggredisce Damon sull'isola dove giace Silas. Il suo scopo è di trovare la cura, darla a Silas e ucciderlo per completare il destino della fratellanza dei Cinque. Riesce a mettere fuori gioco sia Damon che Rebekah e, quando ferisce Bonnie e sta per uccidere Jeremy, viene fermato da Katherine. Proverà ad attaccare Damon ma sarà catturato e interrogato da quest'ultimo e Rebekah. Rivelerà di essere d'accordo con l'ex doppelgänger e si scopre aver trovato la maschera di Silas. Rebekah decide di ucciderlo, ma per non andare incontro alla maledizione del cacciatore lo incatena a una roccia, facendolo morire di fame e sete. Successivamente ritorna in vita quando Bonnie infrange il velo che tiene separato il mondo dei vivi dall'Altra Parte e cerca di uccidere Damon ma viene ucciso per mano di Alaric.

#### Vicente Cruz
Vicente Cruz, interpretato da Gerardo Davila. È un cacciatore di vampiri, uno dei Cinque. Egli è il padre della cacciatrice Rayna. Viene ucciso da sua figlia, soggiogata da Julian. Sarà proprio la morte di Vincent che spingerà Rayna a diventare una cacciatrice a sua volta.

#### Rayna Cruz
Rayna Cruz, interpretata da Leslie-Anne Huff, doppiata da Myriam Catania. È la cacciatrice della Pietra della Fenice, nata a New Orleans è la figlia di Vincente, un cacciatore della Fratellanza dei Cinque, nel 1857 il vampiro Julian usò su di lei la compulsione per farle uccidere Vincente, lei per vendicare suo padre decise di diventare una cacciatrice grazie a un gruppo di stregoni che le conferirono dei poteri speciali. L'incantesimo che la trasformò nella cacciatrice fece sì che lei sviluppasse nel corso del tempo un odio incondizionato per tutti i vampiri, cercando di intrappolare gli spiriti di tutti quelli che incontrava nella sua strada all'interno della Pietra della Fenice, per lei però i vampiri da lei stessa marchiati con la sua daga hanno la priorità, infatti sente il bisogno di intrappolare i vampiri da lei marchiati con la daga nella pietra. Dà la caccia a Stefan con l'intento di ucciderlo perché lo ha marchiato con la sua daga. Persino Klaus la teme, inoltre la sua fama è nota anche ai membri della Strige. Dopo che tutti i vampiri nella Pietra della Fenice vengono liberati con la distruzione della pietra, inizia ad avere visioni su ognuno di loro ed è costretta ad affidarsi a Damon, Enzo, Bonnie, Stefan, Alaric, Caroline e Matt per uccidere tutti i vampiri usciti dalla pietra prima che impazzisca. In cambio viene convinta da Damon ad offrire la sua ultima vita a Bonnie, così da salvare quest'ultima dal sangue velenoso della stessa Rayna che Enzo le ha somministrato senza conoscerne i fatali effetti su una strega. Grazie all'intervento dei mercenari dell'Armory, che uccidono tutti i vampiri evasi dalla Pietra della Fenice, Rayna rispetta la sua parte del patto e, grazie ad uno sciamano discendente di coloro che la trasformarono in una cacciatrice, compie lo scambio ma prima di uccidersi spiega a Damon che Bonnie riceverà non solo la sua vita, ma anche il suo status di cacciatrice e il suo conseguente odio per i vampiri e che grazie a questo otterrà comunque vendetta su Damon per ciò che le ha fatto, perché così Bonnie lo odierà e desidererà ucciderlo per sempre. Subito dopo si pugnala e muore, trasferendo la sua vita e i poteri a Bonnie. Alla fine però, Damon dà fuoco al corpo dell'ultimo sciamano che trasformò in principio Rayna in una cacciatrice, e Bonnie torna a essere quella di prima dato che il potere della cacciatrice era legato al corpo dell'ultimo sciamano.

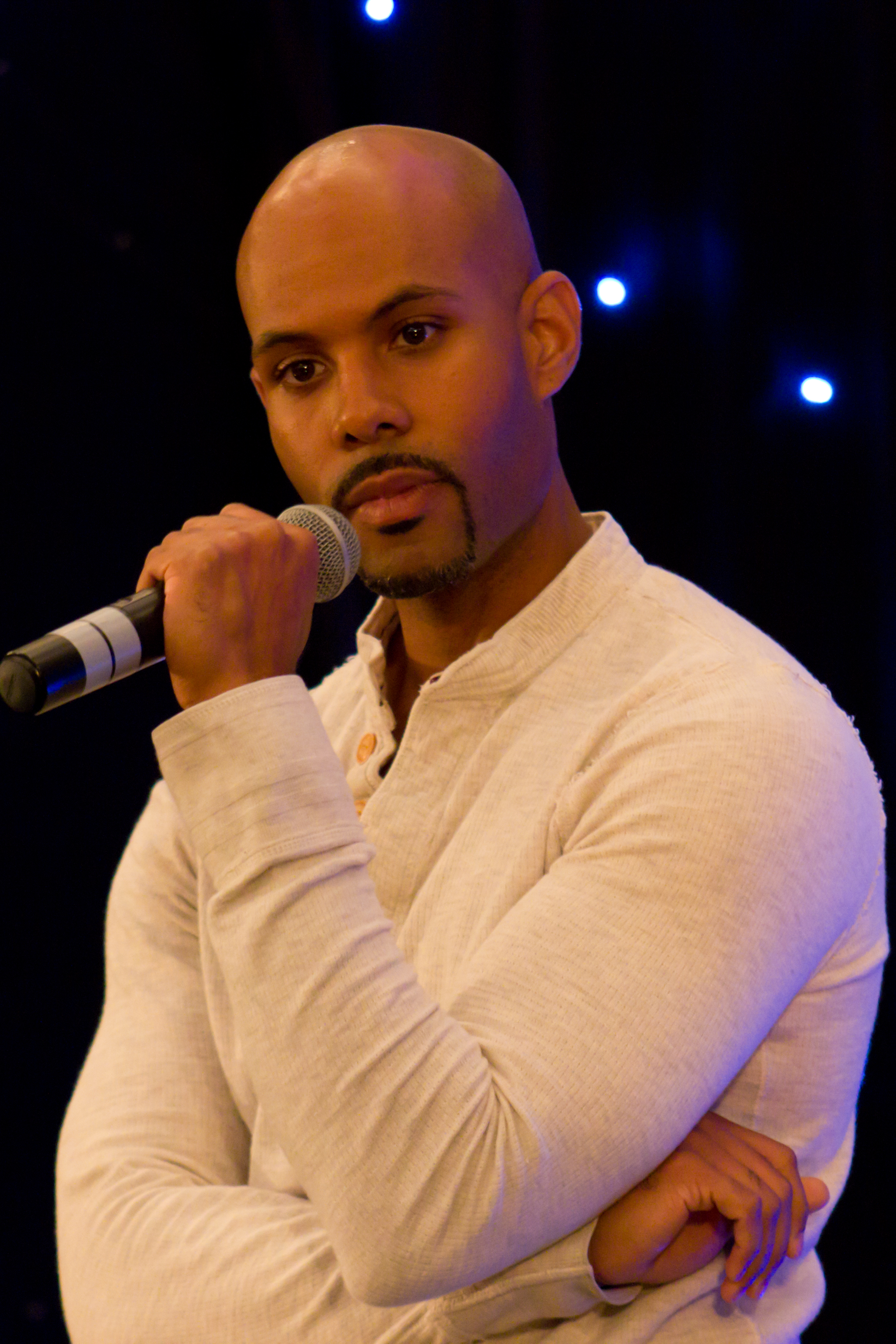
Todd Williams interpreta Connor Jordan.
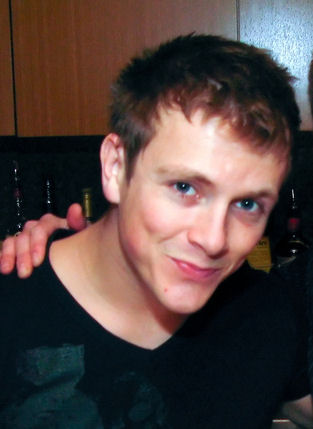
Charlie Bewley interpreta Galen Vaughn.

### Immortali
Gli immortali Silas e Amara sono coloro che hanno indirettamente provocato la creazione dei doppelgänger, delle loro copie mortali. Vengono considerati i primi due esseri immortali della storia, nonostante le sirene siano nate molto prima. L'incantesimo dell'immortalità creato da Qetsiyah ha conferito loro poteri speciali come una grande forza fisica e una manipolazione mentale così potente da plagiare le menti di qualsiasi essere soprannaturale, eccetto i Cacciatori. Essi necessitano di sangue per nutrirsi, infatti hanno molto in comune con i vampiri; la cosa probabilmente è dovuta al fatto che l'incantesimo di Ayana che Esther ha usato per trasformare i suoi figli in vampiri Originali non sia altro che una variante di quello creato da Qetsiyah (in quanto Ayana era una sua discendente), anche se la questione non è stata chiarita. Proprio come per i vampiri, che nel caso una strega venga trasformata in uno di loro perde i suoi poteri magici, anche questa forma di immortalità ha lo stesso effetto, infatti Silas ha perso i suoi poteri di stregone una volta divenuto immortale. L'incantesimo ha dato vita di volta in volta a dei doppelgänger dei due immortali, poiché la natura deve sempre trovare un equilibrio ed essendo impossibile per loro morire essa ha creato per millenni delle copie che diversamente da loro possano morire.
Alcuni doppelgänger provengono unicamente dal retaggio famigliare, infatti Tatia, Elena e Katherine sono le discendenti di Amara e queste ultime due sono delle doppelgänger particolari, in quanto il loro sangue della dinastia Petrova serve anche per rompere la maledizione di Klaus. Gli immortali si sono tecnicamente estinti quando hanno preso la cura, smettendo quindi di esserlo.

#### Silas
(Silas in So cosa hai fatto l'estate scorsa)
Silas, interpretato da Paul Wesley, doppiato da Stefano Crescentini. È il primo stregone che sia mai esistito che ha ottenuto l'immortalità, ha molte cose in comune con i vampiri come ad esempio la fame di sangue e il potere della manipolazione mentale, in un certo senso si autodefinisce come il loro progenitore, nonostante ciò pare disprezzarli infatti si innervosisce alla sola idea di essere paragonato a loro. Ha circa 2000 anni ed è sepolto disidratato sotto un pozzo su un'isola al largo della Nuova Scozia. Era un Viaggiatore. Riuscì a trovare, assieme alla strega Qetsiyah, un modo per diventare immortale. Quando la strega, però, venne a scoprire che Silas intendeva passare l'eternità con un'altra donna (Amara), creò una cura per l'immortalità, uccise Amara ed imprigionò Silas in una grotta con la cura. Qetsiyah creò inoltre l'Altra Parte per far sì che, se Silas avesse preso la cura prima di disidratarsi e si fosse ucciso, sarebbe finito lì e non avrebbe raggiunto la sua amata. Viene risvegliato da Katherine con il sangue di Jeremy, che viene ucciso dall'immortale. Inoltre Silas dà prova di poter contrastare la maledizione del cacciatore senza difficoltà. La cura che aveva tra le mani viene rubata da Katherine. Silas non può essere ucciso e riesce a celare il suo vero aspetto prendendo le sembianze delle altre persone plagiando la mente di coloro che lo vedono. Il suo scopo è quello di prendere la cura e di tornare mortale per poi morire e raggiungere Amara, ma per farlo cerca di convincere Bonnie a far cadere il velo che separa l'Altra Parte dal mondo dei viventi. Damon e Bonnie lo affrontano insieme e la strega lo pietrifica come fece un tempo Qetsiyah, Stefan cerca di disfarsi del suo corpo buttandolo in fondo a un lago, ma Bonnie muore per riportare Jeremy in vita e dunque l'incantesimo che lo teneva pietrificato si scioglie. Silas si presenta a Stefan con il suo vero aspetto: è identico al vampiro, perché Stefan è il suo doppelgänger, infatti gli spiega che quando divenne immortale la natura, per ristabilire un equilibrio, creò un suo sosia che diversamente da lui potesse morire. Detto questo, Silas rinchiude Stefan in una bara buttandolo nelle profondità del lago. Dopo aver preso la cura da Katherine, Silas ritorna uno stregone mortale e muore, ucciso da Stefan. Silas, però, finisce comunque nell'Altra Parte, separato per l'eternità da Amara. Dopo che Markos scappa dall'Altra Parte causa uno squilibrio della Natura, cosa che porta l'Altra Parte a disintegrarsi e attrarre i suoi membri nell'oblio. Per sfuggire a questo destino, Silas si allea con Bonnie e Enzo insegnando a Bonnie l'incantesimo per scappare. Dopo aver finito la preparazione per l'incantesimo, un portale dell'oblio comincia ad attrarlo e nonostante chieda l'aiuto di Bonnie, la ragazza lo lascia andare vendicando così il padre, ucciso proprio dallo stregone, che resta quindi condannato a rimanere separato per l'eternità da Amara.

#### Amara
Amara, interpretata da Nina Dobrev, doppiata da Alessia Amendola. È la donna amata da Silas. Elena, Tatia e Katherine sono sue doppelgänger. Amara era la schiava di Qetsiyah. Secondo quanto racconta la leggenda, quest'ultima uccise la ragazza, ma Amara viene invece trovata da Silas, pietrificata all'interno di una cassa in un magazzino e si scopre che l'elemento che lega l'incantesimo dell'Altra Parte è proprio lei. Per secoli i Viaggiatori hanno custodito il suo corpo, ma quando Silas, Damon e Jeremy la ritrovano, la nutrono con del sangue liberandola dal suo sigillo. In seguito si nutre del sangue di Silas (nelle cui vene scorre la cura per l'immortalità), tornando a essere dunque mortale. Si uccide dopo che Qetsyah ha trasferito il suo status di Ancora dell'Altro Lato a Bonnie. Ella trova, dunque, la pace.

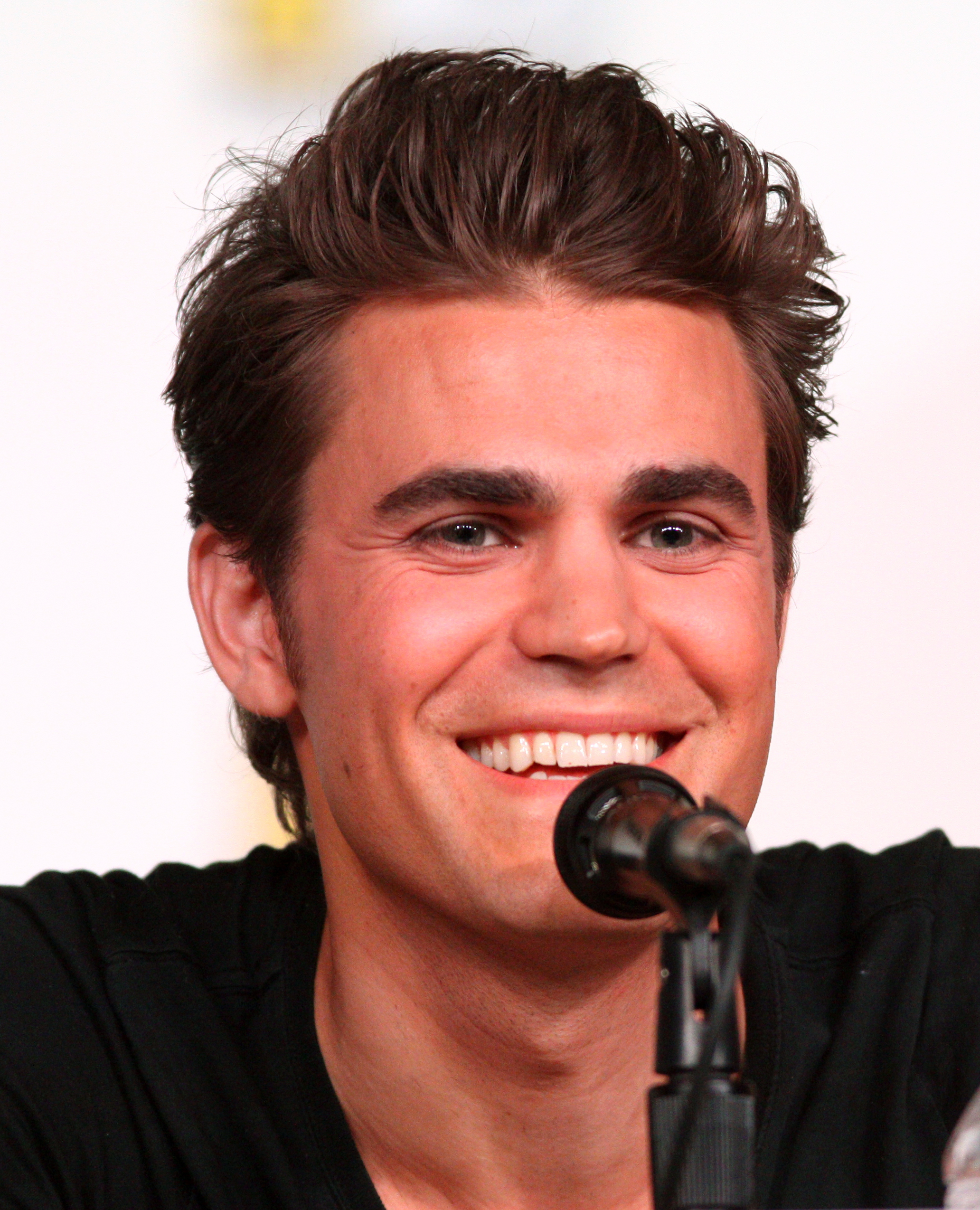
Paul Wesley interpreta Silas.
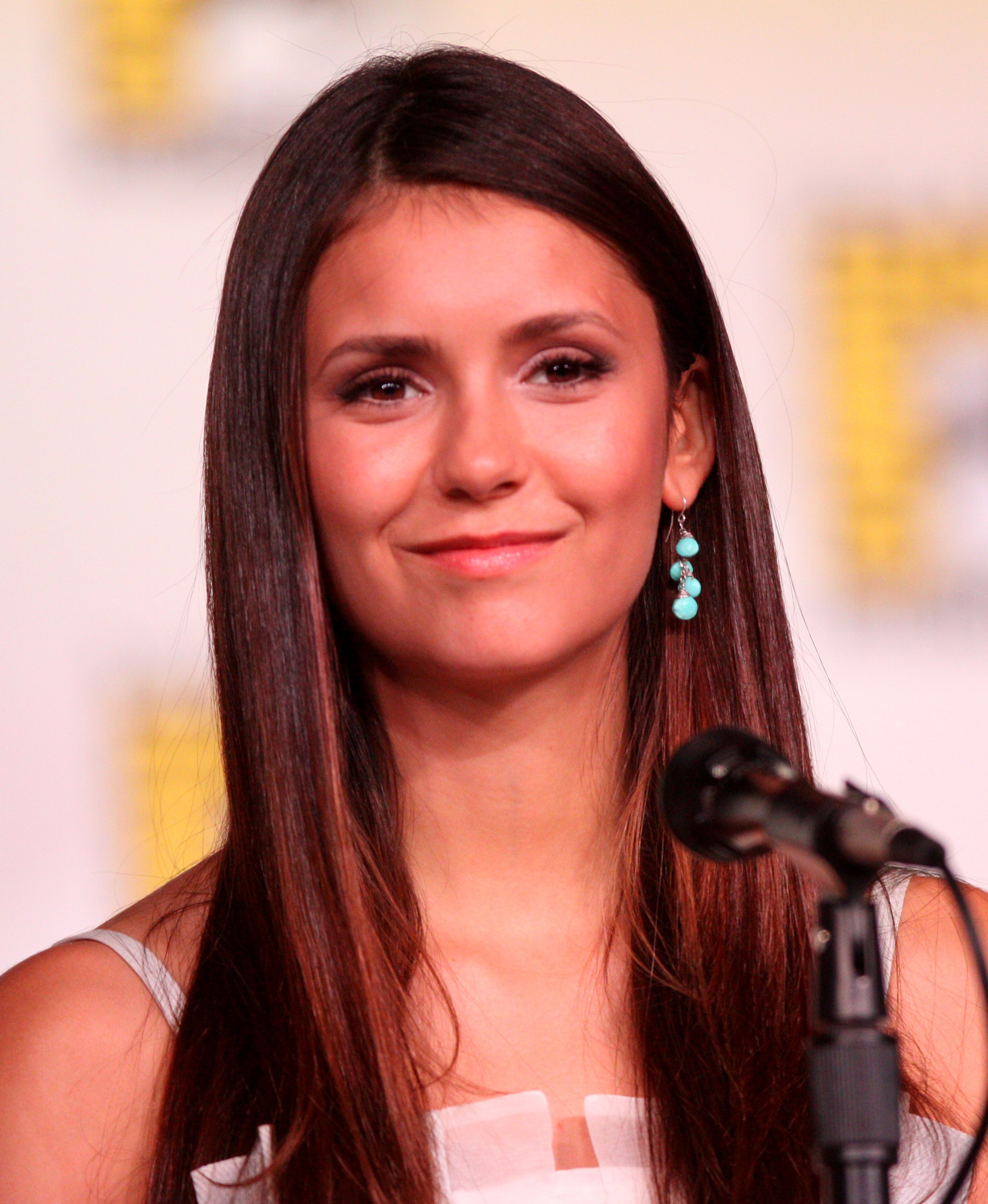
Nina Dobrev interpreta Amara.

### Viaggiatori
I Viaggiatori sono una sottospecie di streghe che non rispetta la magia della natura, infatti la magia convenzionale e ciò che la rappresenta, come la magia del vampirismo, i grimori, e i gioielli di lapislazzuli, sono considerati da loro come delle cose disdicevoli. La loro comunità è caratterizzata dal continuo spostamento dei propri membri. Sembra che i membri della Congrega Gemini, di cui fanno parte Liv, Luke, Jo e Kai, siano da secoli loro acerrimi rivali.

#### Qetsiyah
Qetsiyah "Tessa", interpretata da Janina Gavankar, doppiata da Giuppy Izzo. È una viaggiatrice, come Silas; un tempo i due erano considerati gli esponenti più potenti della comunità dei Viaggiatori. Rese Silas immortale poiché era innamorata di lui. Quando scoprì, però, che Silas amava un'altra donna, Amara, e l'aveva resa immortale al suo posto, Qetsiyah sigillò la sua rivale in amore in una cassa e ne inscenò la morte. La strega creò, poi, una cura per l'immortalità e un purgatorio per le creature soprannaturali chiamato l'Altra Parte, per fare in modo che Silas non si riunisse mai con Amara e usò proprio quest'ultima (ormai sigillata) come Ancora Mistica per legare l'incantesimo. Imprigionò Silas in una profonda caverna con la cura nella speranza che egli, disperato, la prendesse e si uccidesse per riunirsi con Amara nell'aldilà, solo per scoprire di essere per sempre destinato a rimanere nell'Altra Parte in quanto Viaggiatore e quindi essere soprannaturale. Qetsiyah è la capostipite della famiglia Bennett e praticante dell'Espressione. Viene definita una delle streghe più potenti della storia, ma non si sa se fosse più potente di Silas quando questi era ancora uno stregone. Viene uccisa dai Viaggiatori, ma ritorna in vita quando Bonnie abbassa il velo che separa il mondo dei vivi da quello dei morti soprannaturali. Quando Stefan uccide Silas, Qetsiyah si toglie la vita ricongiungendosi con lui dall'Altra Parte.

#### Gregor
Gregor, interpretato da Hans Obma. È il ragazzo di Nadia, entra nel corpo di Matt Donovan, ma viene ucciso da Katherine con uno speciale coltello che uccide i viaggiatori quando entrano nel corpo di un'altra persona, lasciando l'ospite illeso.

#### Mia
Mia, interpretata da Taylor Treadwell, doppiata da Laura Lenghi. È la viaggiatrice che ha permesso a Katherine di impossessarsi del corpo di Elena, quando chiede a Nadia e Katherine il suo compenso, Katherine la uccide senza pietà.

#### Sloan
Sloan, interpretata da Caitlin McHugh, doppiata da Georgia Lepore. È a capo del gruppo di Viaggiatori fino al ritorno di Markos. Riesce a far risorgere Markos con un incantesimo sacrificando un gran numero di Viaggiatori. Markos la uccide durante uno dei suoi esperimenti per annullare la magia del vampirismo.

#### Maria
Maria, interpretata da Tamara Austin, doppiata da Rossa Caputo. È una viaggiatrice e moglie di Julian, il viaggiatore che ha preso possesso del corpo di Tyler. Quando i Viaggiatori catturano Stefan e Elena, Maria li aiuterà a scappare. Verrà uccisa dagli stregoni gemelli Liv e Luke.

#### Markos
Markos, interpretato da Raffi Barsoumian, doppiato da Andrea Mete. È il leader dei Viaggiatori. Viene resuscitato grazie al sangue di Stefan e di Elena. Stando a quanto lui stesso ha rivelato, è stato proprio lui a legare i doppelgänger di Amara e Silas proprio perché aveva bisogno di avere a disposizione il sangue di entrambi. Le streghe tanto tempo fa fecero un incantesimo ai Viaggiatori impedendo loro di mettere radici, altrimenti nel caso si stabilissero permanentemente in un luogo, esso sarebbe soggetto a delle catastrofi, dunque Markos mette in piedi un incantesimo per annullare la magia dal mondo e liberare la sua gente dalla maledizione. Markos riesce a togliere la magia da Mystic Falls, ma Damon e Elena fanno esplodere la città uccidendo sia lui che gli altri Viaggiatori, in seguito cerca di ritornare in vita passando attraverso Bonnie, ma viene fermato da Lexi e finisce nell'oblio a causa delle discrepanze che l'Altra Parte ha subito proprio per colpa della sua magia.

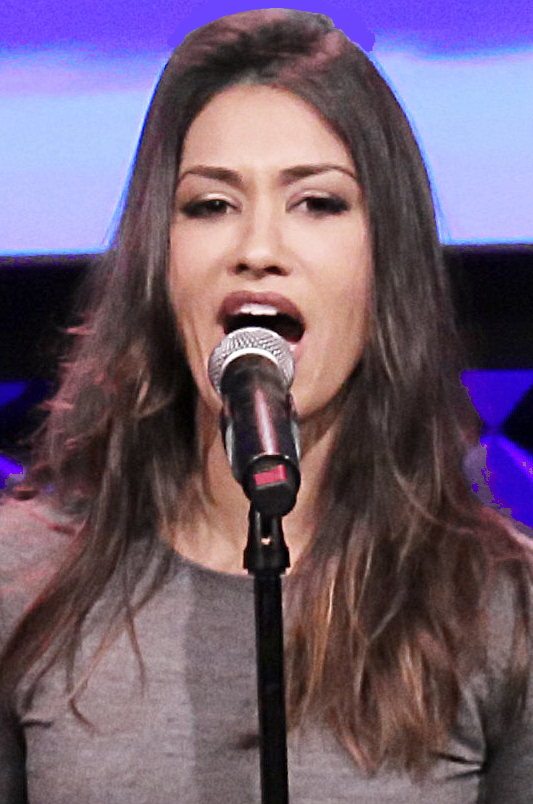
Janina Gavankar interpreta Qetsiyah.

### Eretici
Gli Eretici sono un incrocio tra strega e vampiro che, originariamente, erano stregoni risucchia-magia della congrega Gemini, ripudiati dalla stessa congrega in quanto ritenuti abomini. Questi Eretici, da umani, non erano in grado di praticare la magia, ma di assorbirla attraverso il contatto con persone o oggetti dotati di magia e di usarla finché essa non viene esaurita, se risucchiano tutta la magia di una strega, quest'ultima muore. Una volta trasformati in vampiri, la loro capacità di assorbimento rimane e, siccome il vampirismo è originato dalla magia, sono in grado di assorbire magia da loro stessi all'infinito, ottenendo una quantità illimitata di magia a cui accedere. Possono assorbire la magia, praticarla attraverso l'assorbimento della magia del loro stesso corpo e hanno anche tutti i poteri dei vampiri. Gli Eretici, inoltre, sono gli unici esseri, a parte gli ibridi e gli Originali, contro cui non ha effetto il morso di un lupo mannaro, o da quello di un ibrido. I licantropi, infatti, sono tali a causa di una maledizione, una magia, perciò anche il loro veleno è magico. Di conseguenza gli Eretici possono semplicemente assorbirlo, neutralizzandone così gli effetti. Gli Eretici sono anche capaci di neutralizzare il soggiogamento di altri vampiri semplicemente assorbendolo. Possono rendersi invisibili agli occhi degli altri grazie ai loro incantesimi di occultamento, una specialità della congrega Gemini. Tutti gli Eretici hanno completato la loro trasformazione con il sangue di Lily Salvatore.

#### Kai Parker
Malachai "Kai" Parker, interpretato da Chris Wood, doppiato da Francesco Venditti. È nato il 10 maggio 1972 ed è il fratello gemello di Jo oltre a essere il fratello maggiore di Liv e Luke, è uno psicopatico che prova piacere nell'uccidere. Dato che Kai non riusciva a usare la magia, se non assorbendone da altre streghe, suo padre non lo riteneva idoneo per diventare il leader della congrega, non accettando la cosa uccise i suoi fratelli, cercò di uccidere anche Liv e Luke per impedire che uno dei due diventasse il capo della congrega Gemini al suo posto, ragion per cui risparmia Jo, che gli serve per poter completare il rituale dell'unione tramite il quale i gemelli assorbono la magia reciproca fino alla morte di uno dei due, quello più debole, e l'altro, disponente del potere proprio e del gemello, diventa il nuovo leader della congrega. Venne segregato nel mondo prigione dalla congrega Gemini, dove si ripete all'infinito nell'anno 1994, come penitenza per il suo crimine. Damon e Bonnie hanno avuto modo di conoscerlo nel mondo prigione giungendo lì dopo la scomparsa dell'Altra Parte. Kai scappa dal mondo prigione usando il sangue di Bonnie e la magia di sua sorella Jo, che lei in passato aveva sigillato in un coltello. Kai assorbe la magia dei Viaggiatori che risiedeva a Mystic Falls, ottenendo un potere enorme. Jeremy, usando la balestra, lo ferisce con una freccia, e Alaric lo narcotizza, in seguito Jo lo tiene in osservazione somministrandogli dei sonniferi, impedendogli di svegliarsi, questo fa sì che lui perda l'energia assorbita. Quando Kai si risveglia, però, si fonde con suo fratello Luke, uscendone vincitore, diventando il nuovo leader della congrega, purtroppo per lui la fusione gli ha fatto assorbire l'anima del fratello, la quale lo fa sentire in colpa per le cose orribili che fa. Inoltre rischierà anche di morire, tutti questi effetti collaterali sono dovuti al fatto che Kai ha effettuato la fusione con Luke, e non con la gemella, quindi Jo lo salva passandogli i suoi poteri. Bonnie intrappola Kai in un altro mondo prigione, in un limbo temporale in cui è costretto a rivivere all'infinito l'anno 1903, insieme a lui vi sono altre creature che la congrega Gemini sigillò tanto tempo fa, gli Eretici, ibridi metà streghe e metà vampiri, che come lui assorbono energia magica. Kai funge da sacca di sangue per gli Eretici, che così tornano a muoversi e, ricordandosi della pietra tombale di Silas, contenente il sangue calcificato di Qetsiyah, riesce ad ottenere il sangue Bennett necessario per fare l'incantesimo per tornare indietro. Kai riesce a fuggire dal mondo prigione, beve il sangue di Lily e, dopo essersi presentato al matrimonio di Alaric e Jo, uccidendo quest'ultima sull'altare con una coltellata al ventre, e si suicida, sterminando così tutta la congrega dato che le loro vite erano legate alla sua in conseguenza del fatto che era diventato il leader della congrega. Grazie al sangue di Lily che scorreva ancora dentro di lui risorge diventando un eretico pure lui, e aumenta ancora il suo potere. Kai, su richiesta di Lily, decide di fare un torto a Damon facendo cadere Elena in uno stato di sonno con la sua magia legandola alla forza vitale di Bonnie, così lei si risveglierà solo quando Bonnie morirà; Kai affronta Bonnie e la ferisce mortalmente, poi sopraggiunge Damon e Kai, compiaciuto, dà per scontato che Damon la lascerà morire pur di risvegliare Elena, ma Damon alla fine uccide Kai decapitandolo, e salva Bonnie. La sua anima finisce all'Inferno dal quale però evade quando Matt, suonando per undici volte di seguito la campana magica dei Maxwell, apre una breccia tra il mondo dei vivi e gli Inferi che Kai attraversa. Prova a uccidere Josie e Lizzie, le figlie di Jo e Alaric, ma quest'ultimo lo mette fuori combattimento con l'aiuto di Caroline, infine Bonnie lo intrappola in un altro mondo prigione dal quale non uscirà mai più. Nell'ultimo episodio Bonnie riesce a sciogliere l'incantesimo di Kai permettendo a Elena di risvegliarsi.
Nella seconda stagione della serie televisiva spin-off Legacies, Kai Parker evade dal mondo prigione tramite un portale di Malivore, ma poco dopo viene decapitato da Alaric.

#### Nora Hildegard
Nora Hildegard, interpretata da Scarlett Byrne, doppiata da Giulia Catania. È un'eretica, appartenente al gruppo di Eretici che Kai ha liberato dal mondo prigione. Lei e Mary Louise sono amanti. Diversamente da Mary Louise, Nora è molto felice di poter esprimere in pubblico il suo amore per la compagna, cosa che prima non le era possibile poiché l'omosessualità non era ancora comunemente accettata, è uno spirito libero ed è più amichevole della sua compagna. Come la sua fidanzata, Nora è spietata e vendicativa. Quando scopre la verità su Valerie, Nora si schiera con lei, Lily e i Salvatore contro Julian. Dopo aver scoperto che la fidanzata ha salvato Julian tradendo Lily e Valerie, Nora le restituisce l'anello di fidanzamento perché non vuole essere manipolata da Julian come Mary Louise e poi piange la morte di Lily dopo averle dato il suo addio. Quando scopre che Stefan e Valerie hanno rapito Mary Louise per attirare Julian in trappola pugnala Stefan con la spada della Cacciatrice imprigionandolo nella pietra della fenice. Dopo aver capito il malinteso, però, aiuta Bonnie a liberare quest'ultimo dalla pietra. Nora e Bonnie fanno amicizia, Nora si è iscritta al Whitmore e frequenta le lezioni con Bonnie. Nora si fida di Bonnie perché la ritiene una persona leale. Quando Rayna uccide Beau, Nora e Mary Louise scappano insieme. Viene catturata insieme alla fidanzata dai membri dell'Armeria. Tre anni dopo riesce a scappare con Mary Louise, ma quest'ultima sta morendo a causa del sangue velenoso di Rayna iniettato nel suo corpo dall'Armeria mentre Nora viene marchiata dalla spada di Rayna, così Mary Louise decide di distruggere la pietra della fenice a costo della vita per salvare Nora. Nora le dice di non poter vivere senza di lei e così eseguono insieme l'incantesimo che distrugge la pietra provocando la loro morte con l'esplosione dell'auto in cui si trovano.

#### Valerie Tulle
Valerie Tulle, interpretata da Elizabeth Blackmore, doppiata da Domitilla D'Amico. È un'eretica, Kai libera lei e gli altri cinque Eretici dal mondo prigione, è anche stata il primo amore di Stefan Salvatore. Lavorava nel reparto dove si trovavano i malati di tubercolosi nella clinica in cui era stata ricoverata Lily Salvatore quando era umana. Dopo che la donna si trasformò in vampira prese Valerie sotto la sua ala protettiva. Quando, nel 1863, Valerie venne mandata da Lily a Mystic Falls a controllare come stesse Stefan, si innamorò, ricambiata, del giovane Salvatore. Senza saperlo, Stefan la mise incinta. Valerie decise di rimanere con lui, nonostante dovesse partire per l'Inghilterra con Lily, e quando Julian, il compagno vampiro di Lily, lo venne a sapere, la picchiò così forte che la fece abortire, lei si tolse la vita il giorno dopo avendo perso ogni desiderio di vivere, ma risorse come un'eretica, dato che nel suo corpo circolava il sangue di Lily, infatti Valerie è stata la prima eretica. Questa perdita l'ha segnata profondamente e l'ha resa più spietata, ma Valerie sa essere anche dolce e gentile. Odia immensamente Julian, tanto da uccidere Oscar, per il solo fatto di aver cercato di farlo rientrare nel loro gruppo. Dopo aver collaborato con Stefan e Damon per distruggere il cadavere di Julian senza successo perché fermati da Lily e dagli altri tre eretici, Valerie confessa a Stefan la verità sulla propria gravidanza e su come Julian uccise il loro bambino mentre era ancora nel suo ventre. Stefan decide di stare vicino a Valerie e l'accoglie alla residenza Lockwood e di uccidere Julian per vendetta. Legherà molto anche con Caroline e cercherà di assisterla e proteggerla in ogni modo durante la gravidanza, inoltre quando rivelerà agli altri Eretici ciò che le fece Julian, tutti loro, a eccezione di Mary Louise, decideranno di schierarsi dalla sua parte per sconfiggere Julian. Stefan riuscirà a ucciderlo, anche grazie all'aiuto di Valerie, vendicando così il loro bambino. Valerie e Bonnie aiuteranno Caroline a partorire le bambine di Alaric. Visto che Stefan viene marchiato dalla spada di Rayna, quest'ultima gli darà la caccia finché non lo ucciderà, e quando Stefan decide di lasciare che Caroline stia con Alaric e le bambine, viene cacciato da Mystic Falls sotto ricatto da Matt e abbandonato da Damon, Valerie sceglie di restare accanto a Stefan e parte insieme a lui. Un anno dopo i due iniziano una relazione sentimentale e due anni più avanti stanno ancora insieme. Quando Stefan resta intrappolato nel corpo di un essere umano appena defunto e quindi destinato a morire entro due giorni poiché quel corpo non è in grado di sopportare lo spirito di un vampiro, Valerie si adopera con Damon e Alaric per salvarlo. Alla fine riesce ad eseguire l'incantesimo che riporta Stefan nel suo corpo, ma poi Valerie decide di porre fine alla sua relazione con Stefan perché lei è consapevole che il vampiro non ha mai smesso di amare Caroline, dicendogli che lui è stato l'amore della sua vita ma che Valerie al contrario è stata l'amore della sua solo quando era umano. Valerie gli augura di essere felice e Stefan le augura felicità a propria volta e i due si salutano, subito dopo Valerie inizia il suo viaggio verso una nuova vita. Tutti i suoi compagni Eretici sono morti, facendo quindi di Valerie l'ultima eretica rimasta in vita.

#### Beau
Beau, interpretato da Jaiden Kaine. È un altro eretico che la congrega Gemini confinò nel mondo prigione, liberato, insieme agli altri Eretici, da Kai. Un tempo era un cantante lirico ma quando Rayna Cruz lo ferì con la sua daga alla gola, lasciando la cicatrice a forma di croce, danneggiò in maniera irreversibile le sue corde vocali che nemmeno il suo potere rigenerante di vampiro riuscì a guarire, da allora divenne privo di voce. Segue fedelmente Lily e Julian e non perdona Valerie, che già conosceva prima che entrambi diventassero vampiri, per il suo tradimento ma, dopo aver saputo la verità sul figlio di lei e Stefan, si schiera dalla sua parte contro Julian. Viene ucciso da Rayna che lo imprigiona nella pietra della fenice per poi distruggere il suo corpo, impedendogli di tornare libero. Però, quando la Pietra della Fenice viene distrutta, l'anima di Beau viene liberata trasferendosi in un altro corpo, ma Damon lo uccide strappandogli il cuore.

#### Mary Louise
Mary Louise, interpretata da Teressa Liane, doppiata da Chiara Gioncardi. È un'altra eretica, Kai libera lei e gli altri Eretici dal mondo prigione in cui vennero vincolati dalla congrega Gemini. Tra tutti gli Eretici è sicuramente quella più affezionata a Julian, quest'ultimo la considera la sua preferita. Lei e Nora sono amanti. Nonostante si sia risvegliata in un'epoca in cui la sua omosessualità non viene più vista in modo scandalistico, non si sente ancora a suo agio a manifestare il suo affetto a Nora in pubblico. Mary Louise, proprio come la fidanzata, è spietata e vendicativa. Valerie dice che, tra lei e Nora, è Mary Louise quella più gentile, ma se viene in qualche modo offesa Nora lei diventa molto più pericolosa della fidanzata. Mary Louise è estremamente gelosa e teme che ogni interazione di Nora con un'altra ragazza possa allontanarle, dimostrandosi estremamente territoriale con la sua ragazza. Chiede a Nora di sposarla e la fidanzata accetta. Mary Louise, però, dopo aver scoperto del bambino perso da Valerie a causa di Julian, resta fedele a quest'ultimo e lo salva da morte certa. Mary Louise annulla l'incantesimo di collegamento tra Julian e Lily, ma proprio per questo Lily si uccide pensando che la magia fosse ancora attiva e Julian voleva uccidere Damon o Valerie. Dopo che Nora scopre che è leale a Julian anziché a Valerie, a cui Nora ha invece scelto di credere, le restituisce l'anello e se ne va. Dopo aver scoperto della morte di Lily da Julian, Mary Louise scoppia in lacrime. Mary Louise, gelosa dell'amicizia tra Bonnie e la sua ex, va con loro a cercare Rayna per ucciderla. Una volta tornate al Whitmore, Mary Louise si scusa con Nora per essersi schierata con Julian, ribadisce di amarla e le chiede perdono. Allo stesso modo Mary Louise si riappacifica con Valerie. Mentre sono in fuga da Rayna, Nora le chiede di sposarla, ma subito dopo gli uomini dell'Armeria le catturano. Tre anni dopo riesce a scappare con Nora, ma Alex l'ha avvelenata col sangue di Rayna che la ucciderà entro una settimana, mentre Nora viene marchiata dalla spada di Rayna e decide di distruggere la pietra della fenice a costo della vita. Nora inizia a fare l'incantesimo con lei e Mary Louise le dice che deve continuare a vivere, ma Nora le risponde di non poter vivere senza di lei e così eseguono insieme l'incantesimo che distrugge la pietra provocando la loro morte con l'esplosione dell'auto in cui si trovano.

#### Oscar
Oscar, interpretato da Tim Kang, doppiato da Fabrizio Vidale. È un eretico, pure lui fa parte del gruppo composto dai sei Eretici che Kai ha liberato dal mondo prigione. Valerie gli vuole bene come a un fratello, ma lo uccide strappandogli via il cuore, dato che Oscar voleva ricongiungere Julian con il loro gruppo, dato che Valerie lo odia per aver ucciso il suo bambino. Oscar voleva negoziare la posizione di Julian con la sua libertà dalla "famiglia" degli Eretici, poiché odiava il rigore e il modo limitato con cui Lily permetteva loro di vivere e intendeva solo avere una vita felice per conto suo. Viene riportato in vita con il potere della Pietra della Fenice, ma in realtà non si tratta di lui, ma di un altro vampiro che era stato intrappolato nella pietra. Viene ucciso da Enzo.

#### Malcolm
Malcolm, interpretato da Justice Leak. È uno dei sei Eretici che venne segregato nel mondo prigione dalla congrega Gemini nel 1903 ma poi, insieme agli altri Eretici, viene liberato da Kai. Valerie lo definisce come il "cocco di mamma", visto che fa sempre ciò che Lily gli dice e quest'ultima sembra preferirlo agli altri della "famiglia", la stessa Lily lo definisce il suo figlio maggiore. Non si fa problemi ad uccidere per nutrirsi. Malcolm è ben voluto da Lily e da tutti gli altri Eretici perché è stato lui a unire il gruppo facendo di loro una famiglia, quando tutti gli altri voltarono loro le spalle per paura dei loro poteri. Bonnie decide di affrontarlo, ma Malcolm assorbe la sua magia, abbassando così la guardia, permettendo a Damon di approfittare della sua distrazione strappandogli il cuore.

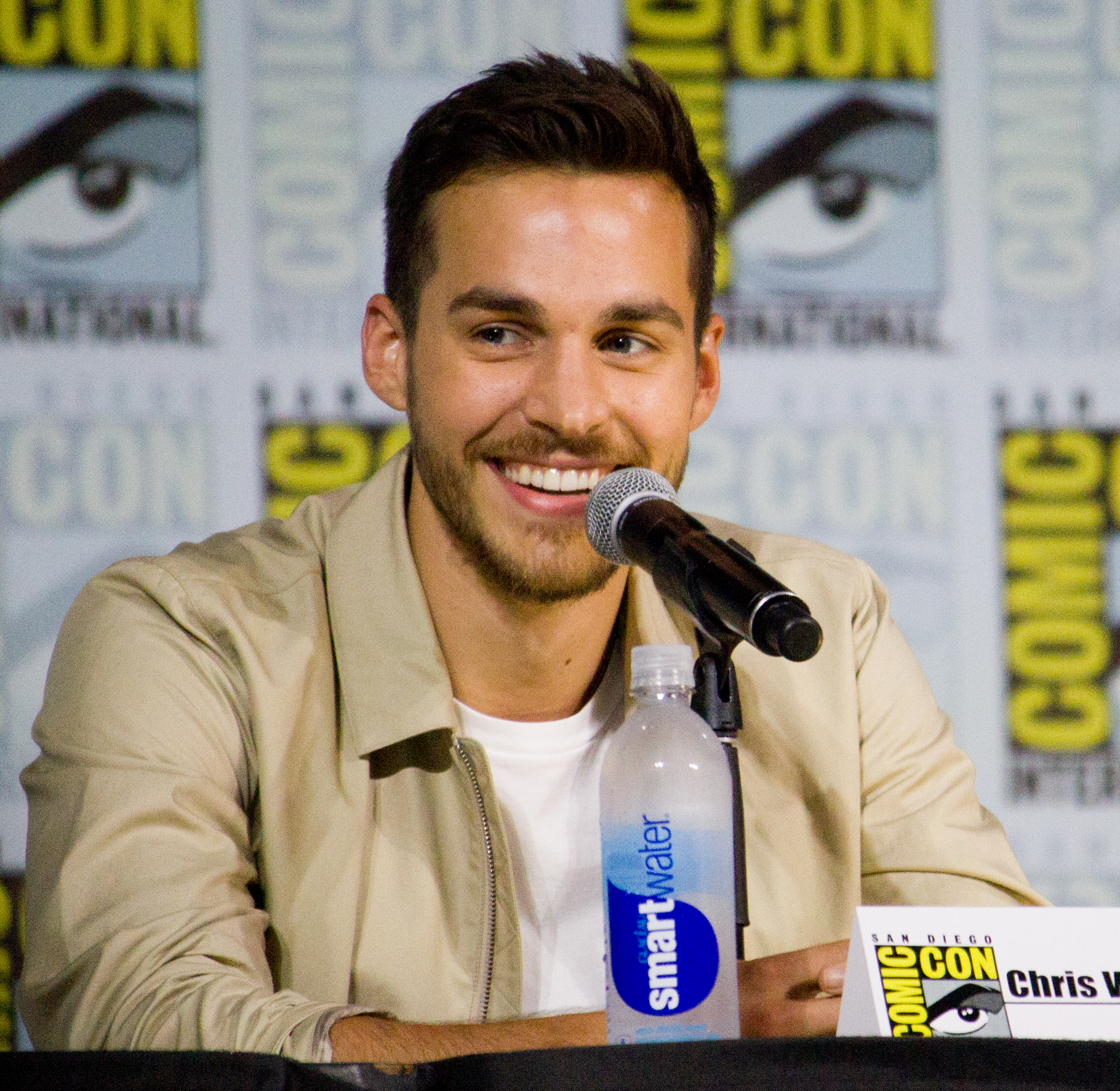
Chris Wood interpreta Kai Parker.
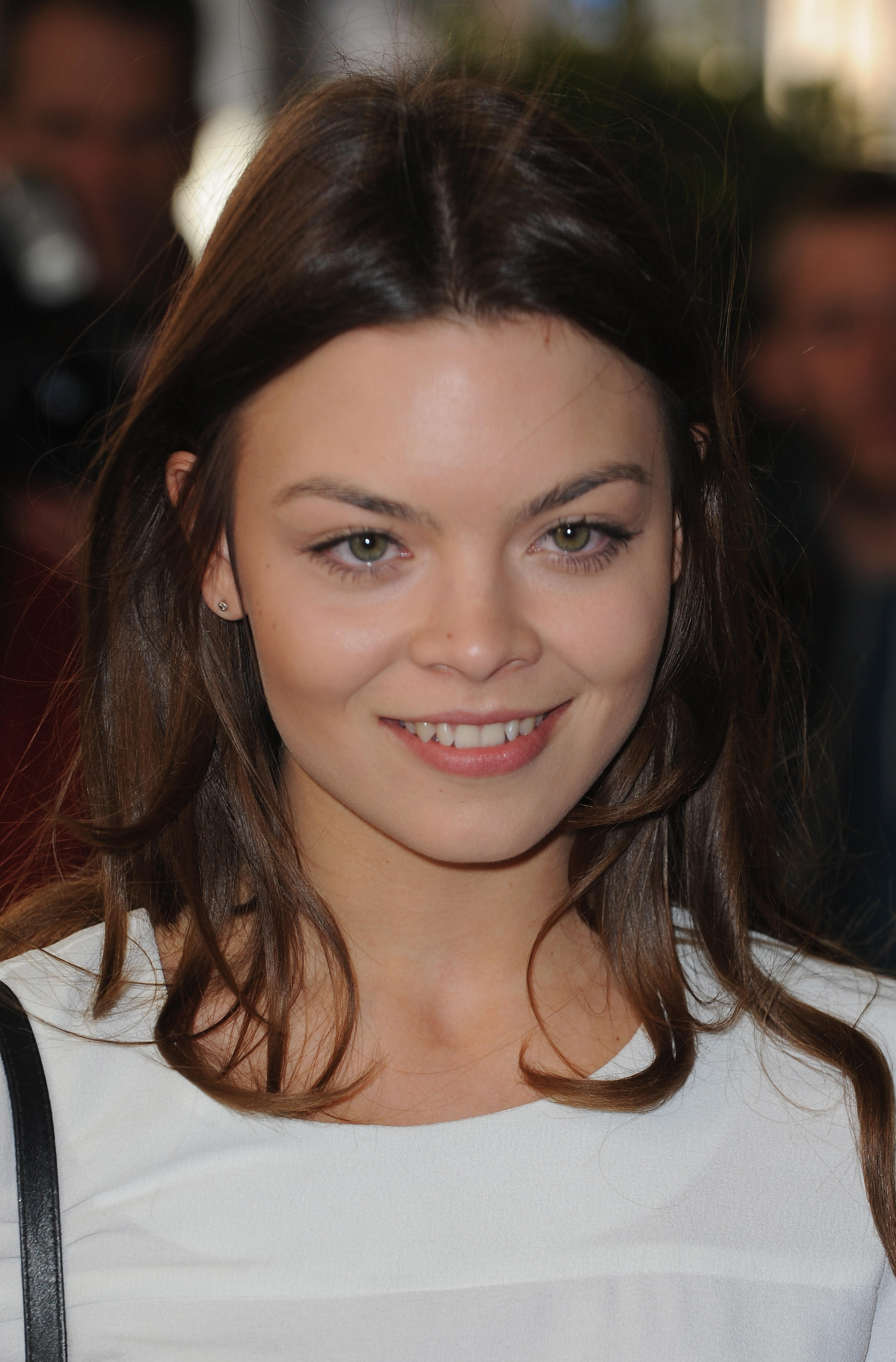
Scarlett Byrne interpreta Nora Hildegard.
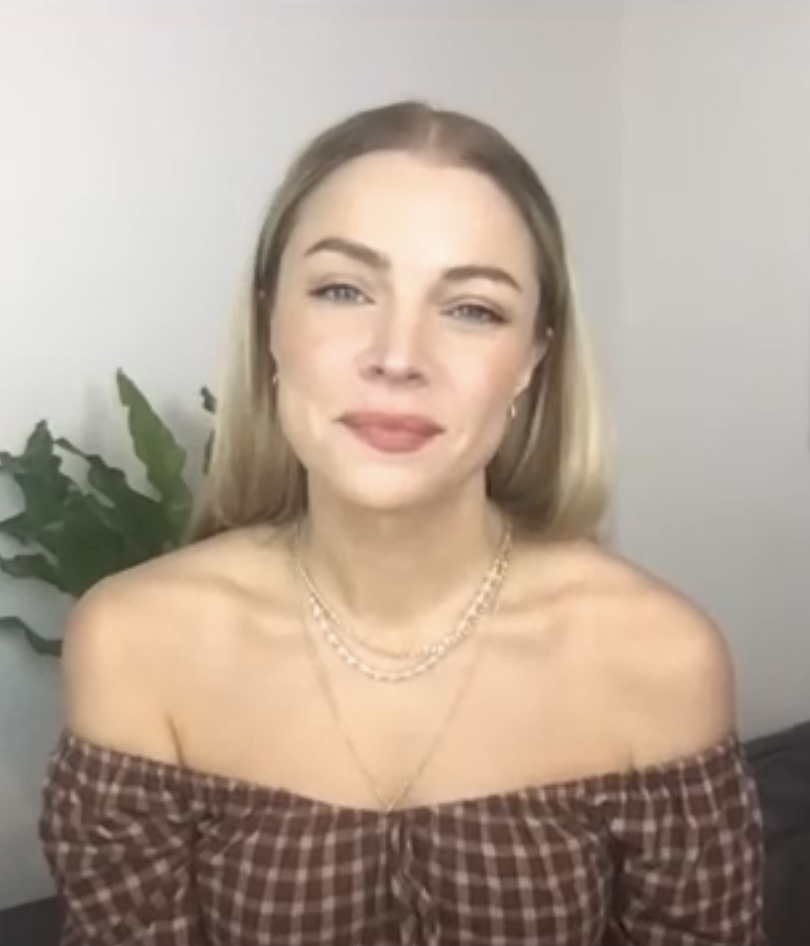
Teressa Liane interpreta Mary Louise.
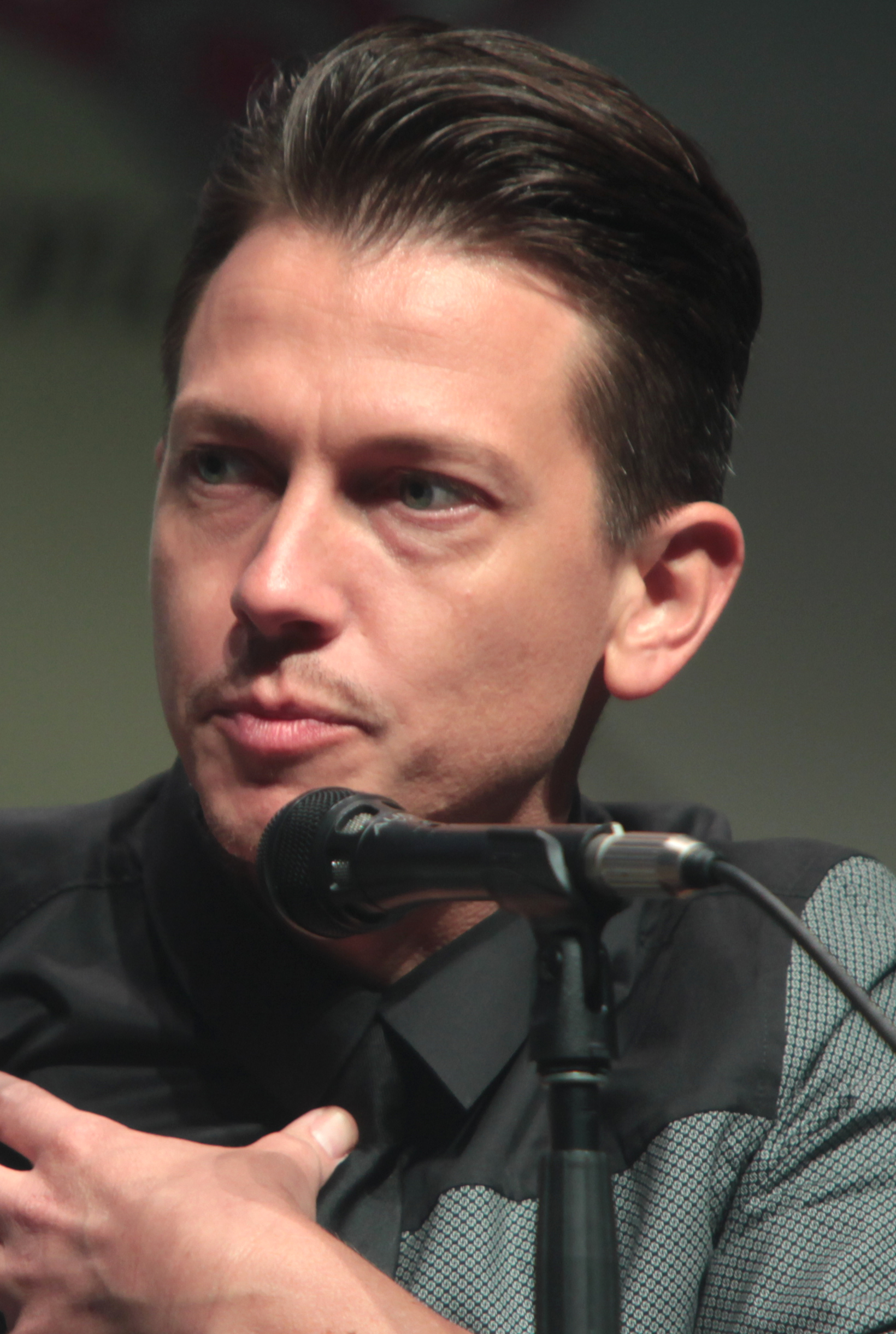
Justice Leak interpreta Malcolm.

### Sensitivi

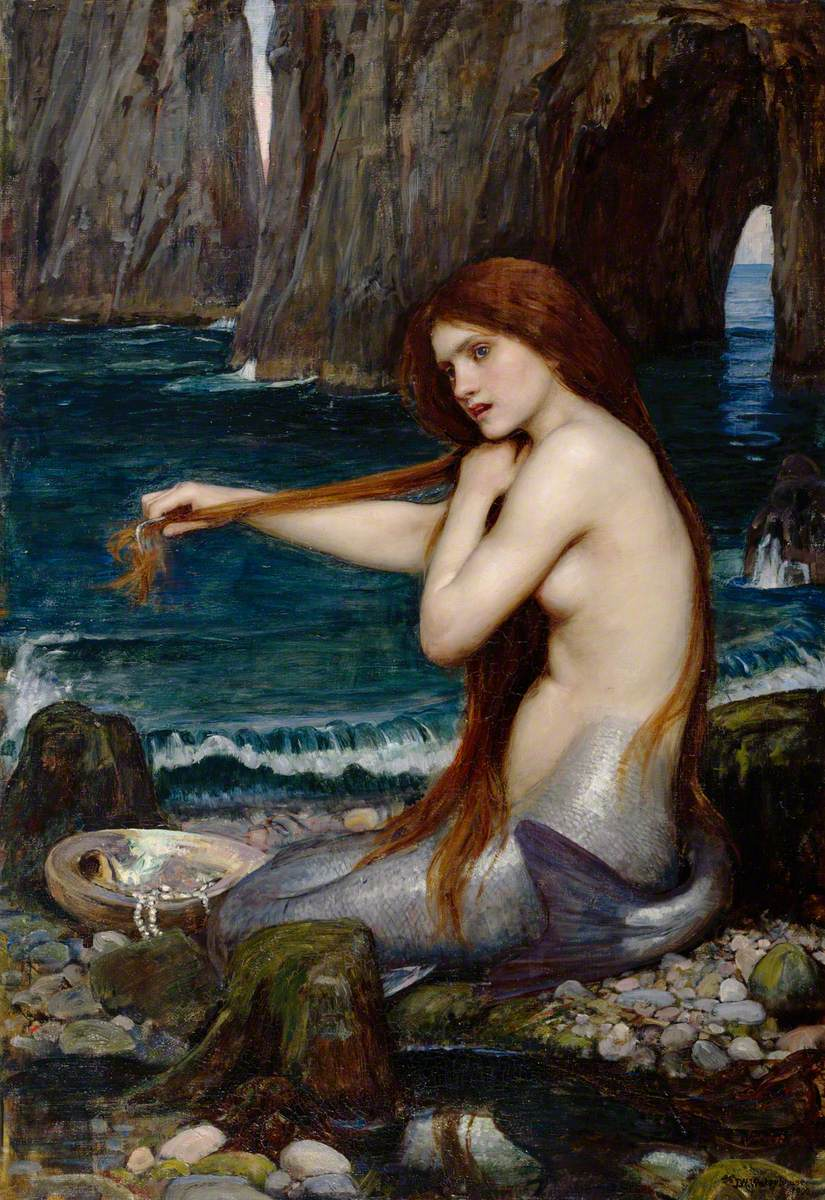
Una sirena.

I sensitivi sono persone nate con il potere di percepire i sentimenti degli altri e condizionare le menti altrui, non solo quelle degli umani, ma anche quelle delle altre creature soprannaturali, al semplice contatto fisico, addirittura possono persino riprogrammare la memoria di una persona, questo fa di loro le creature con il maggior potere di controllo mentale apparse nella serie subito dopo gli Immortali, tanto da poter anche leggere nella mente e nei ricordi della gente. Possono anche creare illusioni semplicemente con la loro voce.
Cade, il primo sensitivo della storia, donò a Seline e Sybil l'immortalità, in aggiunta ai loro poteri di sensitive, le due divennero le prime creature immortali della storia, creando il mito delle sirene, ma Cade fece loro questo dono a patto che si nutrissero dei mortali permettendo poi a Arcadius di prendere le anime delle loro vittime portandole all'Inferno. Pure Cade dopo aver trascorso secoli all'Inferno è diventato immortale come le due sorelle, anche se lui può ucciderle manipolando le fiamme infernali, che pare possano consumare qualunque cosa.

#### Cade
Arcadius "Cade", interpretato da Wolé Parks, doppiato da Francesco Pezzulli. È il primo sensitivo della storia. Inizialmente era ben amato dalla sua comunità visto che usava il suo potere a fin di bene ma poi la gente, iniziando a provare timore del suo dono, lo bruciò vivo. Prima di morire, percependo la cattiveria nell'animo della gente, provò un tale disgusto che, con i suoi poteri, creò una dimensione ultraterrena, quello che tutti conoscono come l'Inferno, infatti Cade ha ispirato il mito del Diavolo, così che il suo spirito avrebbe portato lì le anime delle persone cattive dopo la loro dipartita per torturarle, in una dimensione di fuoco e fiamme, a detta di Seline ciò è dovuto al fatto che la dimensione infernale creata da Cade con i suoi poteri è la manifestazione psichica della rabbia che ha provato quando è morto bruciato vivo. È stato lui a donare a Sybil e Selina l'immortalità a patto però che diventassero le sue serve allo scopo di uccidere le persone malvagie portando le loro anime all'Inferno. Quando Matt suonerà la campana magica dei Maxwell undici volte, aprirà uno squarcio tra l'Inferno e il mondo dei vivi, permettendo a Cade di attraversarlo, in questo modo Cade tornerà a camminare nel mondo mortale e ucciderà Sybil e Seline non avendo più bisogno di loro. Può distruggere qualunque cosa proiettando delle fiamme, infatti essendo il signore degli Inferi può manipolare le fiamme infernali a suo piacimento. Stefan lo affronterà usando l'unica arma che può ucciderlo, ovvero il pugnale intriso delle ceneri dello stesso Cade, e grazie all'aiuto di Damon e Bonnie, che riusciranno a distrarlo, Stefan lo pugnala con l'arma che trasforma il suo corpo in cenere, morendo.

#### Sybil
Sybil, interpretata da Nathalie Kelley, doppiata da Valentina Favazza. È la creatura immortale che era stata segregata nella grotta sotterranea della cripta della villa dell'Armory dall'antenata di Bonnie, Beatrice Bennett. Sarà proprio Bonnie a liberarla con un incantesimo. Bonnie cerca di sigillarla con la sua magia dentro la villa, ma Josie e Lizzie assorbono la magia del sigillo, quindi Sybil torna a essere libera. Dopo aver asservito le menti di Damon e Enzo li spinge a portarle come nutrimento delle persone, lei poi, dopo averle divorate vive, recupera le sue forze. Cade la ucciderà bruciandola viva.

#### Seline
Seline, interpretata da Kristen Gutoskie, doppiata da Giulia Catania. È la tata di Josie e Lizzie Saltzman, e successivamente si scopre essere la sorella di Sybil. In verità, tra loro non c'è nessun legame di sangue, ma si vogliono bene come se fossero una famiglia. Le due vennero segregate in un'isola prima che Arcadio le portasse in salvo dando a entrambe il dono dell'immortalità, comunque ancor prima di diventare una sirena immortale, Seline praticava già il cannibalismo, infatti quando era segregata nell'isola usava i suoi poteri psichici per attirare gli uomini che navigavano con le loro navi vicino all'isola per poi nutrirsi di loro. Venne segregata insieme alla sorella nella cripta della villa dell'Armory, ma riuscì a fuggire nel 1882 quando Dalton St. John aprì la cripta. Stanca di servire Cade, il quale in cambio dei loro servigi ha concesso alle due sorelle l'immortalità e la salvezza delle loro anime dall'Inferno, propone al suo padrone di lasciare libere lei e Sybil in cambio di Josie e Lizzie, le quali prenderebbero il loro posto, ma Sybil, nutrendo astio nei confronti della sorella per averla lasciata sola nella cripta per tanti anni, propone i fratelli Salvatore come sostituti, quindi venendo a patti con Sybil, Cade accetta e le concede ancora l'immortalità e sicurezza dall'Inferno, al contrario di Seline. Quest'ultima comunque ha dato prova di essere sinceramente affezionata a Josie e Lizzie. Lei e sua sorella verranno uccise da Cade il quale le brucerà vive.

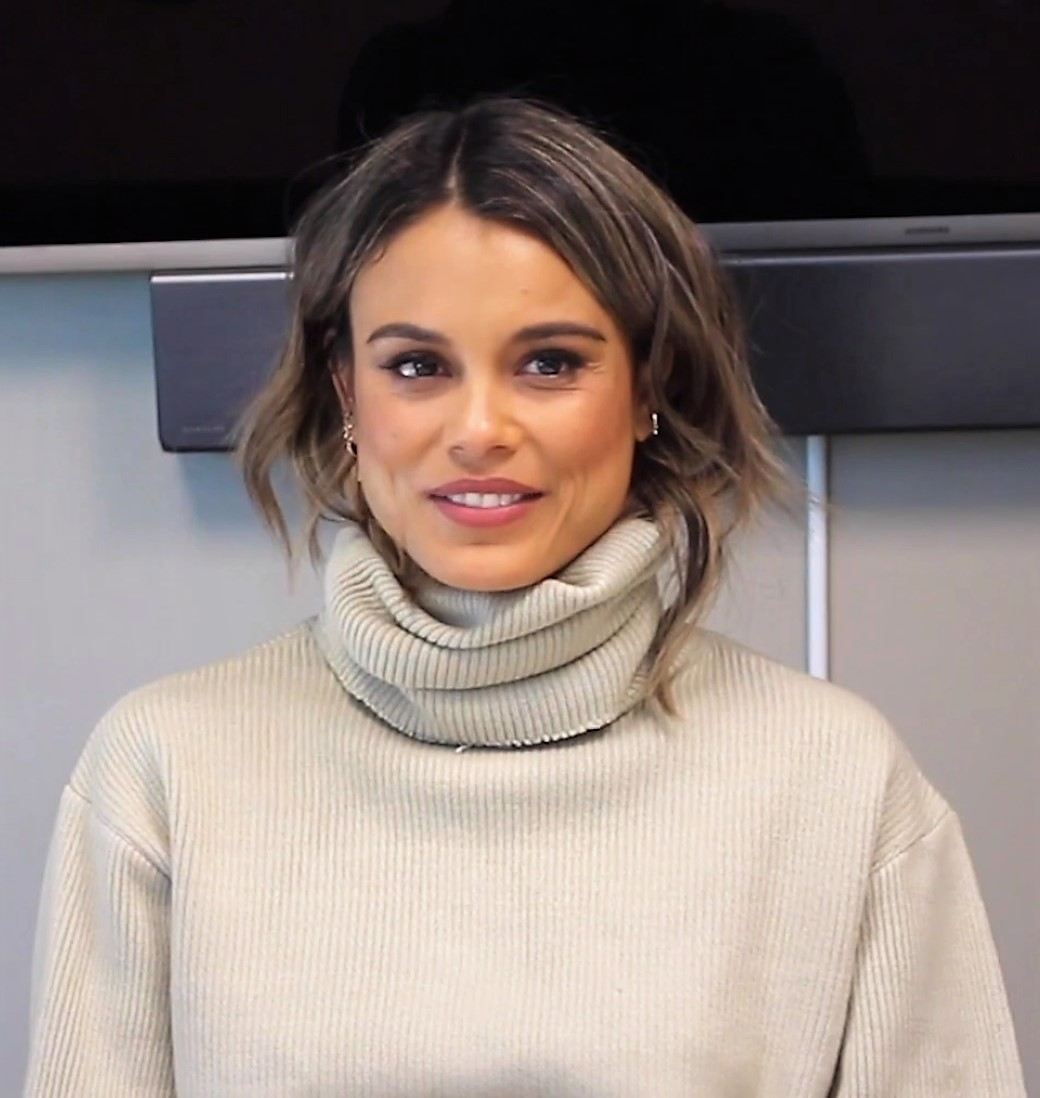
Nathalie Kelley interpreta Sybil.

### Personaggi del passato
Sono i personaggi morti prima del settembre 2009 e quindi negli antefatti della serie televisiva. Sono visibili nei flashback dei personaggi. Alcuni di loro sono stati molto importanti nel passato ed influiscono ancora sui fatti del presente.

#### Henrik Mikaelson
Henrik Mikaelson, interpretata da Devon Allowitz. Era il figlio minore di Esther e Mikael, fratello di Elijah, Rebekah, Finn e Kol e fratellastro di Klaus. Muore ucciso da un licantropo in una notte di luna piena per essere uscito di nascosto con Klaus a vedere i lupi trasformarsi. La sua morte è una delle cause che hanno portato alla creazione dei vampiri da parte di sua madre ed è una delle ragioni principali per cui Mikael odia Klaus, ritenendolo irresponsabile.

#### Ayana
Ayana, interpretata da Maria Howell. È una delle antenate più antiche della famiglia Bennett, era una strega molto potente e fu lei a insegnare alla strega originale Esther tutto quello che c'è da sapere sulla magia e ad addestrarla. In Europa, Ayana scoprì l'esistenza dell'America dagli Spiriti e fece fuggire lì la famiglia dei futuri vampiri Originali per proteggerli dalla peste. Quando il figlio di Mikael e Esther, Henrik, morì per colpa dei licantropi nativi americani, con cui fino ad allora la famiglia viveva in pace, Mikael chiese inizialmente ad Ayana di trasformare lui e i suoi figli in vampiri, ma lei si rifiutò, e fu Esther a farlo. Dopo la morte di Esther preservò il corpo dell'amica con un incantesimo perché potesse tornare un giorno.

#### Johnathan Gilbert
Johnathan Gilbert, interpretato da Joe Knezevich. Fu un membro del Consiglio dei Fondatori nel 1864. Con l'aiuto di Emily Bennett costruì alcuni dispositivi anti-vampiri. Per un periodo si innamorò di Pearl Zhu, ma nei suoi diari vi è scritto che è sempre stato innamorato di Emily. È un antenato di Elena e Jeremy.

#### Giuseppe Salvatore
Giuseppe Salvatore, interpretato da John Charles Meyer da giovane, e da James Remar da anziano, doppiato da Francesco Bulckaen (da giovane) e Saverio Indrio (da vecchio). Fu il padre di Damon e Stefan. Quest'ultimo lo uccise involontariamente nel 1864. Ha sempre creduto che sua moglie Lily fosse morta di tubercolosi, senza sapere che in realtà era diventata un vampiro, inoltre Lily per sua stessa ammissione odiava Giuseppe. Fu membro del primo Consiglio dei Fondatori e quindi fondatore di Mystic Falls; viene inoltre rivelato che aveva avuto un figlio illegittimo e che da questo figlio discende Zach. Odiava profondamente i vampiri e quando vide Stefan e Damon cercare di liberare Katherine li uccise con un colpo di fucile senza esitare.

#### Zachariah Salvatore
Zachariah Salvatore, interpretato da Marcus Hester. Fu il figlio del fratellastro di Stefan e Damon. Giuseppe, infatti, aveva avuto una relazione con una cameriera. Zachariah fu membro del Consiglio dei Fondatori e venne ucciso da Samantha Gilbert. Da lui discende Zach Salvatore.

#### Honoria Fell
Honoria Fell, interpretata da Kelly Finley. Fu la moglie di Thomas Fell. Fu membro del primo Consiglio dei Fondatori e quindi fondatrice di Mystic Falls. Venne uccisa da Stefan.

#### Thomas Fell
Thomas Fell, interpretato da Daniel Thomas May. Fu il marito di Honoria Fell. Fu membro del primo Consiglio dei Fondatori e quindi fondatore di Mystic Falls. Fu Stefan a ucciderlo, infatti il vampiro ha affermato che Thomas è stata la seconda persona che lui ha ucciso dopo suo padre.

#### George Lockwood
George Lockwood, interpretato da Simon Miller, doppiato da Leonardo Graziano. Fu il sindaco di Mystic Falls nel 1864. Figlio di Benjamin, fu il primo Lockwood a scatenare la sua maledizione di licantropo.
Fece un accordo con Katherine Pierce: la vampira gli avrebbe dato la Pietra di Luna e in cambio George l'avrebbe aiutata a scappare da Fell's Church al momento della cattura dei vampiri.

#### Samantha Gilbert
Samantha Gilbert, interpretata da Lindsey Garrett. Fu un'antenata di Elena e nipote di Johnathan Gilbert. Il suo anello le concesse di sfuggire alla morte, ma con il tempo divenne una psicopatica.

#### Grayson Gilbert
Grayson Gilbert, interpretato da Jason MacDonald. È il padre biologico di Jeremy e il padre adottivo di Elena. Era un cacciatore di vampiri e Faceva parte del Consiglio dei Fondatori e della Fondazione Augustine, infatti era un grande medico e le sue ricerche condotte sui vampiri fatte tramite la Augustine, gli hanno permesso di salvare molti pazienti. Tuttavia le ricerche fatte sui vampiri erano torture atroci per questi ultimi (una di essere era l'elettroshock ad alto voltaggio su tutto il corpo dei vampiri). Muore annegato in un incidente stradale sul Wickery Bridge il 23 maggio 2009 con sua moglie Miranda. Era il fratello di John Gilbert.

#### Miranda Sommers-Gilbert
Miranda Sommers-Gilbert, interpretata da Erin Beute, doppiata da Sabrina Duranti. È la madre biologica di Jeremy e la madre adottiva di Elena. Faceva parte del Consiglio dei Fondatori prima di morire annegata nell'incidente stradale su Wickery Bridge il 23 maggio 2009 con suo marito Grayson. Era la sorella di Jenna Sommers.

#### Caitlin Shane
Caitlin Shane, interpretata da Camille Guaty. È stata la moglie di Atticus Shane. La donna è morta dopo aver provato a compiere un incantesimo di resurrezione sul figlio Sam. Compare come una specie di fantasma ad Atticus mentre lui è sull'isola dove giace Silas. In realtà quella non era la defunta Caitlin, ma l'immortale Silas che dà a Atticus l'idea di liberarlo dalla sua prigionia promettendogli di far risorgere la moglie.

#### Maggie James
Maggie James, interpretata da Heather Hemmens, doppiata da Ilaria Latini. Era un membro della fondazione Augustine, era innamorata di Enzo nel 1950, allora cavia della fondazione, era perfino disposta a diventare un vampiro per scappare con lui, ma Enzo usò la compulsione per farle dimenticare l'amore che provava per lui, ritenendo che ciò fosse necessario per il suo bene. Nel 1960 la donna, dopo aver recuperato i suoi ricordi e avendo scoperto che Enzo è morto a causa di Damon Salvatore (inconsapevole che fosse sopravvissuto), va a Mystic Falls per dare la caccia a Damon per vendicare il suo amato, dopo averlo trovato cerca di metterlo fuori combattimento iniettandogli della verbena, ma il vampiro la uccide decapitandola.

#### Joseph Salvatore
Joseph Salvatore, interpretato da Judd Lormand. È un membro della famiglia Salvatore, la fondazione Augustine lo pagò profumatamente per catturare Damon, infatti nel 1953 riuscì a catturare il vampiro mettendolo fuori combattimento con una siringa di verbena, ma Damon prima di perdere i sensi lo uccise.

#### Dottor Whitmore
Il Dr. Whitmore, interpretato da Trevor St. John, doppiato da Giorgio Borghetti. È il nonno di Aaron, membro della fondazione Augustine. Dopo aver catturato Damon nel 1953, lo torturò per cinque anni facendo su di lui degli esperimenti. Damon, dopo essersi liberato, lo uccide per vendetta.

#### Gail
Gail, interpretata da Tadasay Young. Era la fidanzata di Zach Salvatore, era incinta della loro bambina, ma Damon la uccise nel 1994. Nonostante sia morta, comunque, è riuscita ugualmente a mettere alla luce sua figlia, Sarah.

#### Dalton St. John
Dalton St. John, interpretato da Merrill Capp, doppiato da Alessandro Rigotti. Era lo zio di Enzo e bisnonno di Alexandria e Virginia. Nel 1882 entrò nella cripta nell'Armory per scoprire quale segreto si celava al suo interno, lì erano segregate le sirene Sybil e Seline, quest'ultima grazie a Dalton inoltre lo trasformò in un assassino malvagio e insensibile, completamente incapace di provare sentimenti benigni.

#### Beatrice Bennett
Beatrice Bennett, interpretata da Jaz Sinclair. È un'antenata di Bonnie, era molto amica di Ethan Malxwell, l'antenato di Matt. È stata lei a imprigionare con un sigillo magico Sybil e Seline nella grotta della cripta della villa dell'Armory nel 1790, ma fu costretta a imprigionarvi pure Ethan che ormai era caduto sotto il controllo dei poteri di Seline.

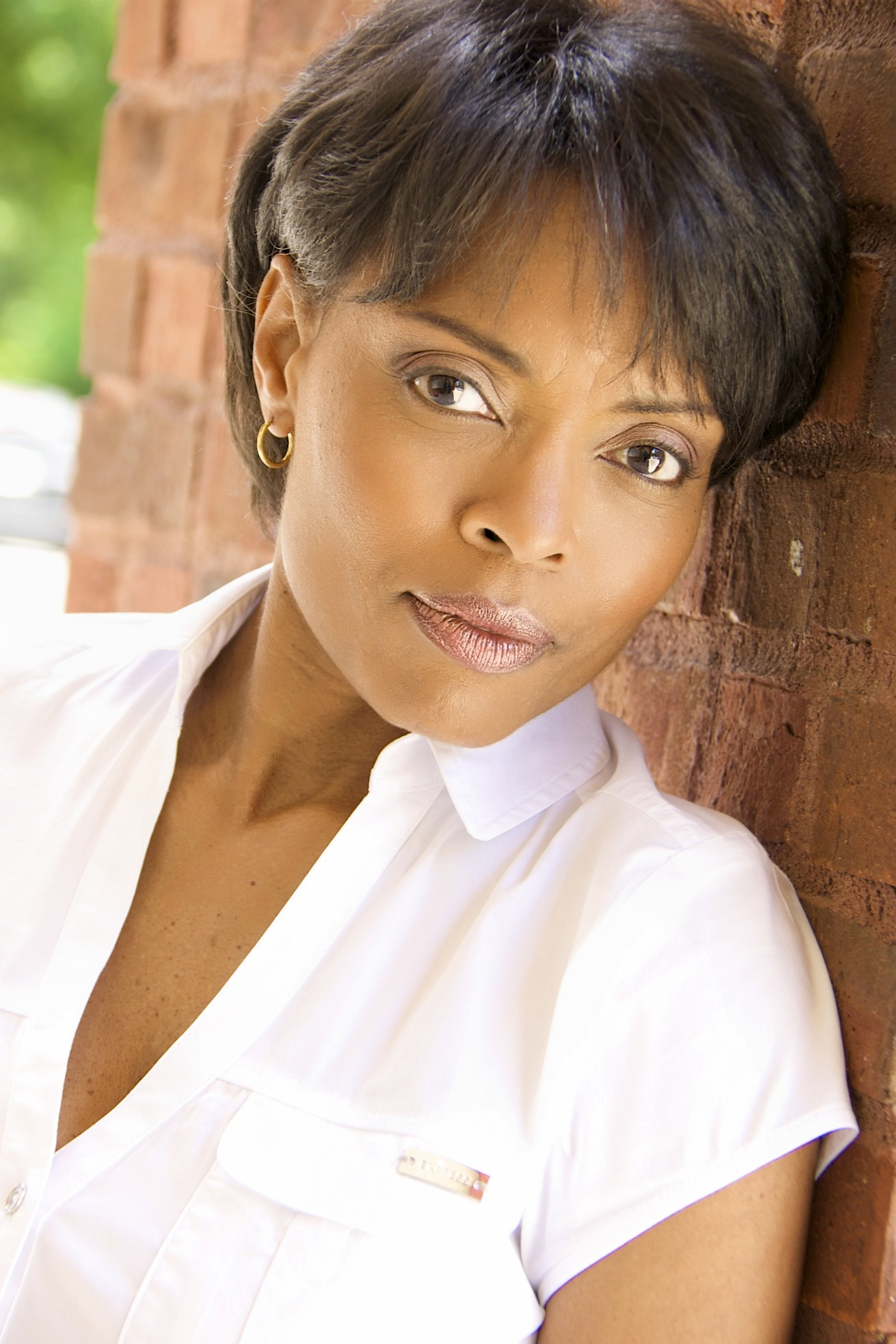
Maria Howell interpreta Ayana.
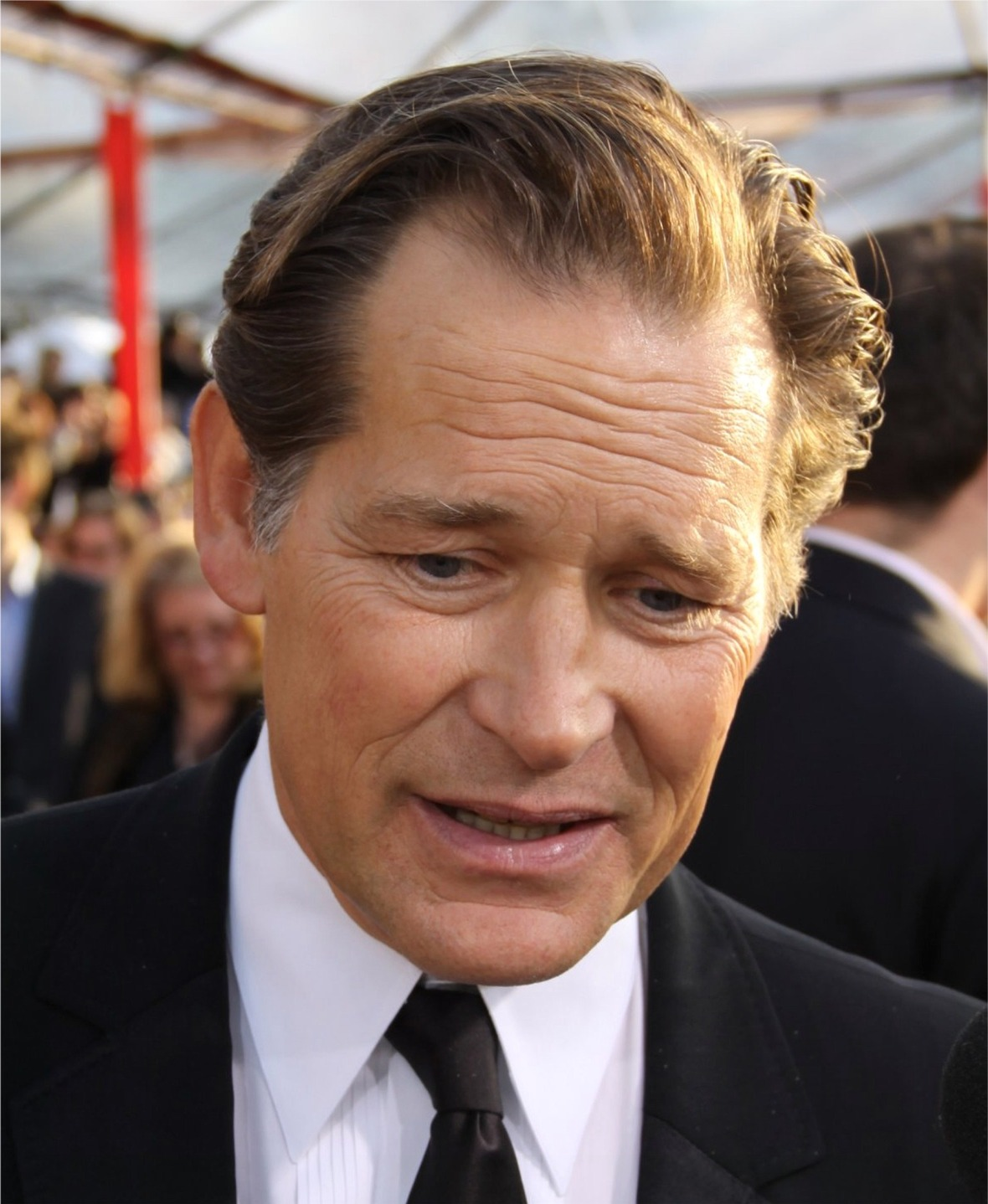
James Remar interpreta Giuseppe Salvatore.
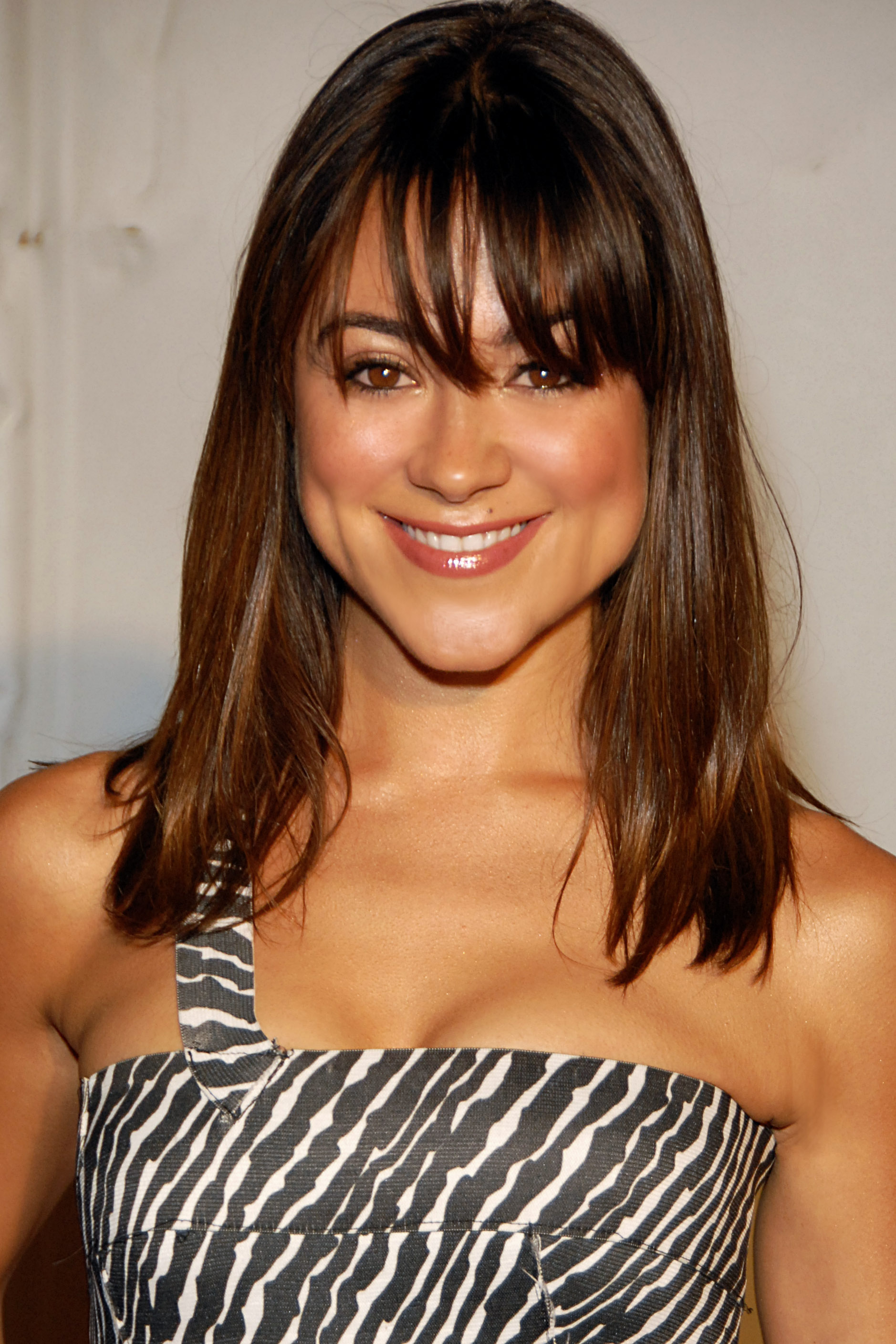
Camille Guaty interpreta Caitlin Shane.
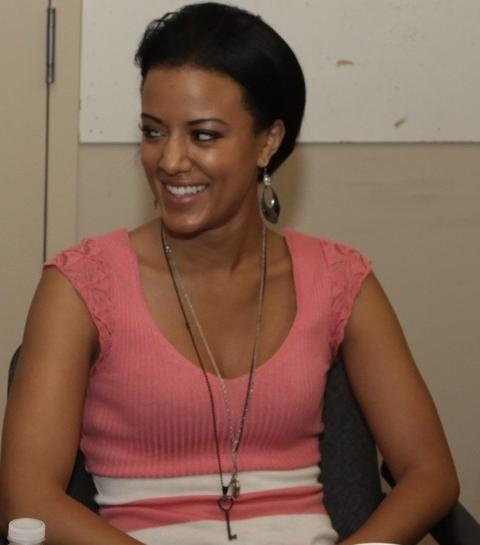
Heather Hemmens interpreta Maggie James.
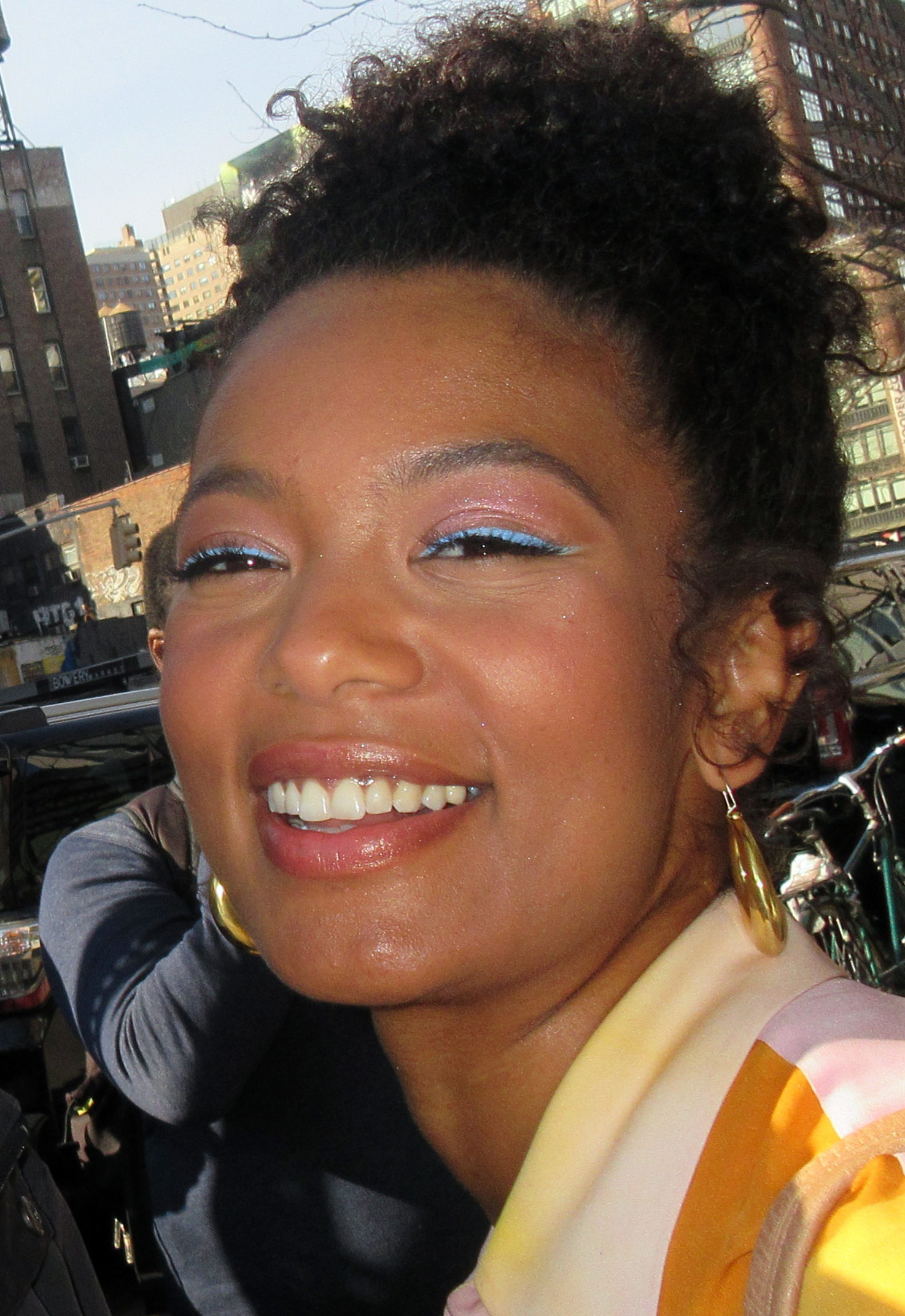
Jaz Sinclair interpreta Beatrice Bennett.